# Biserica de lemn din Frata

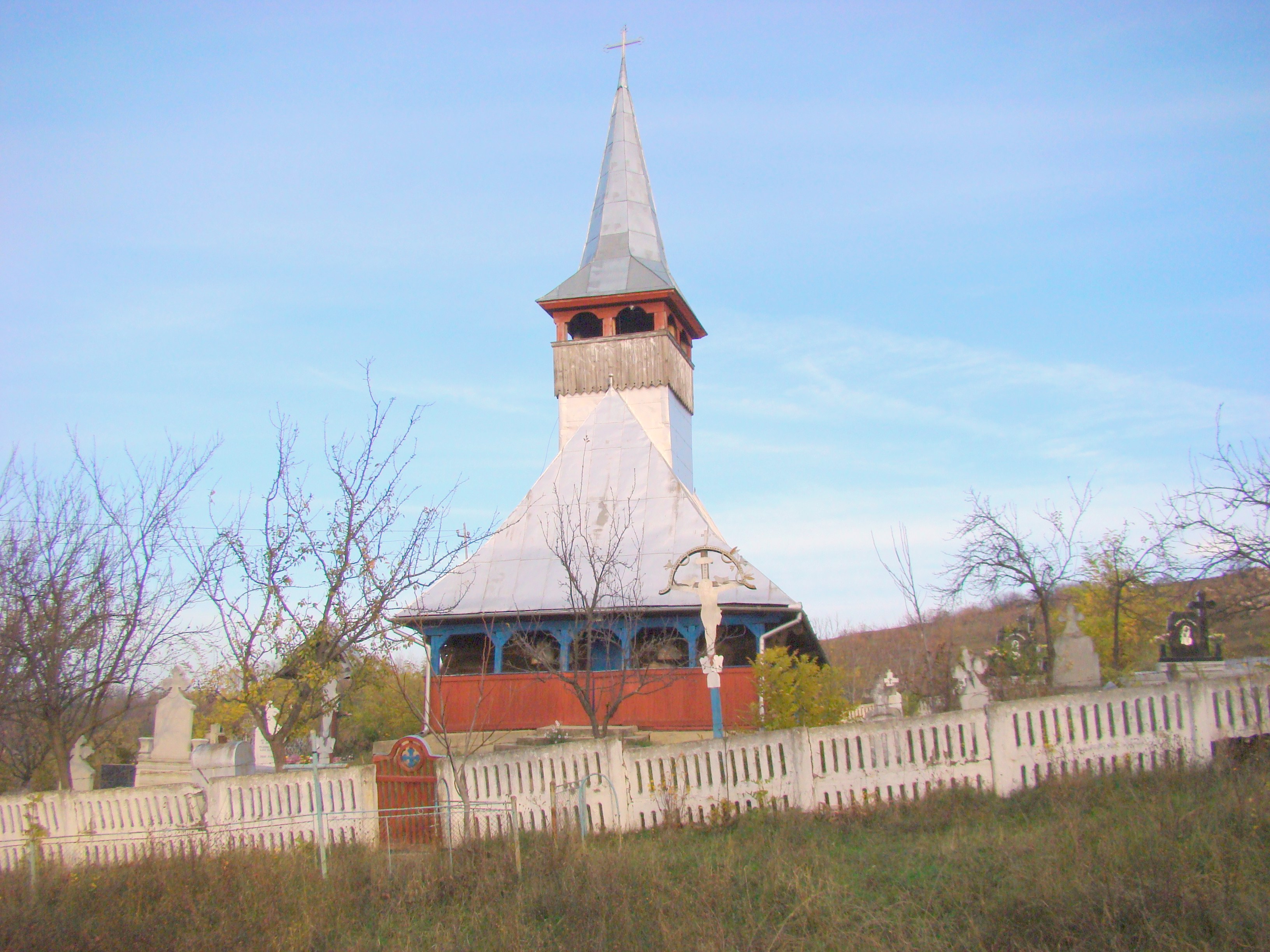
Biserica de lemn „Coborârea Sfântului Spirit” din Frata, județul Cluj, foto: noiembrie 2012.

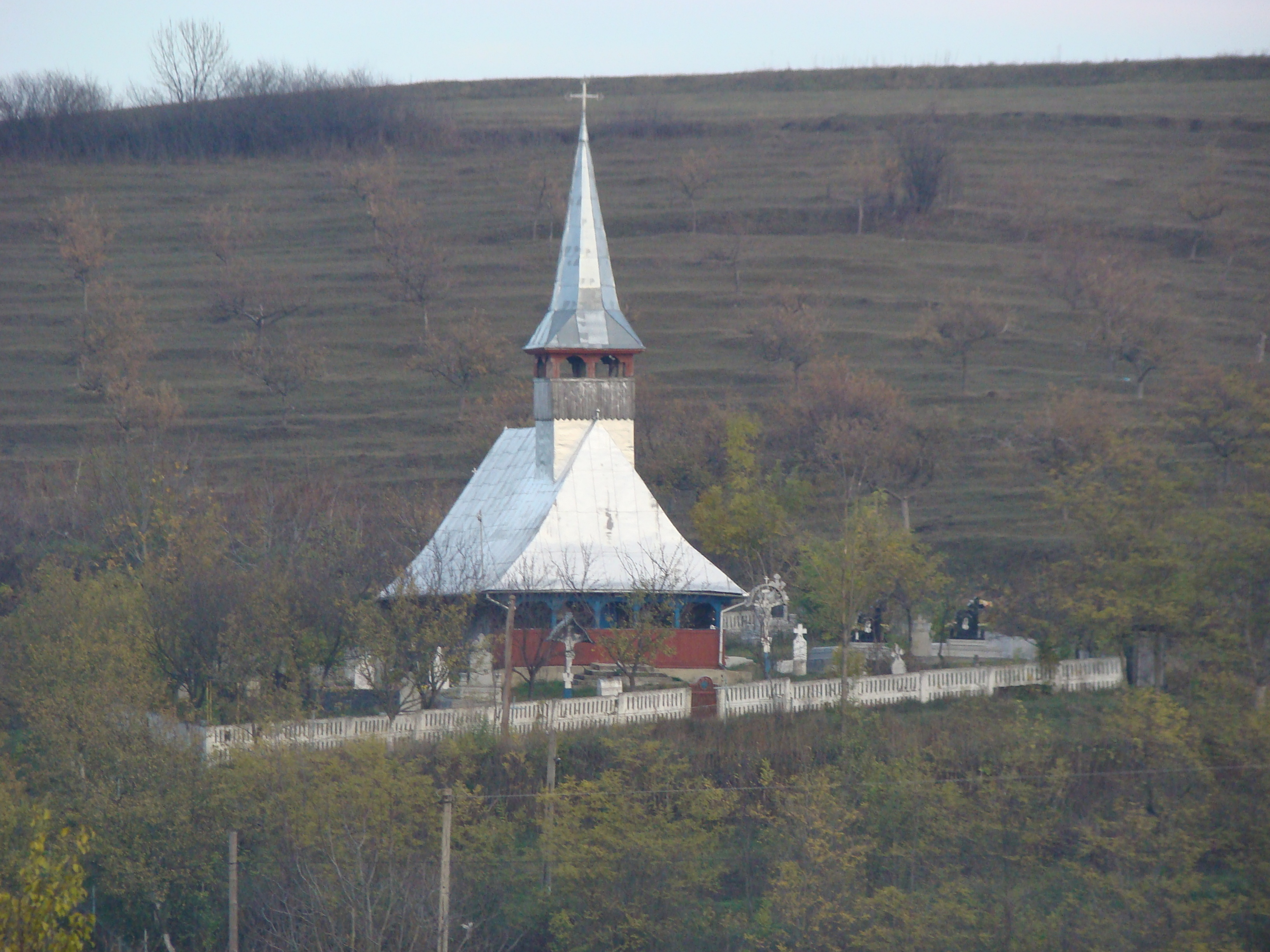
Biserica din depărtare

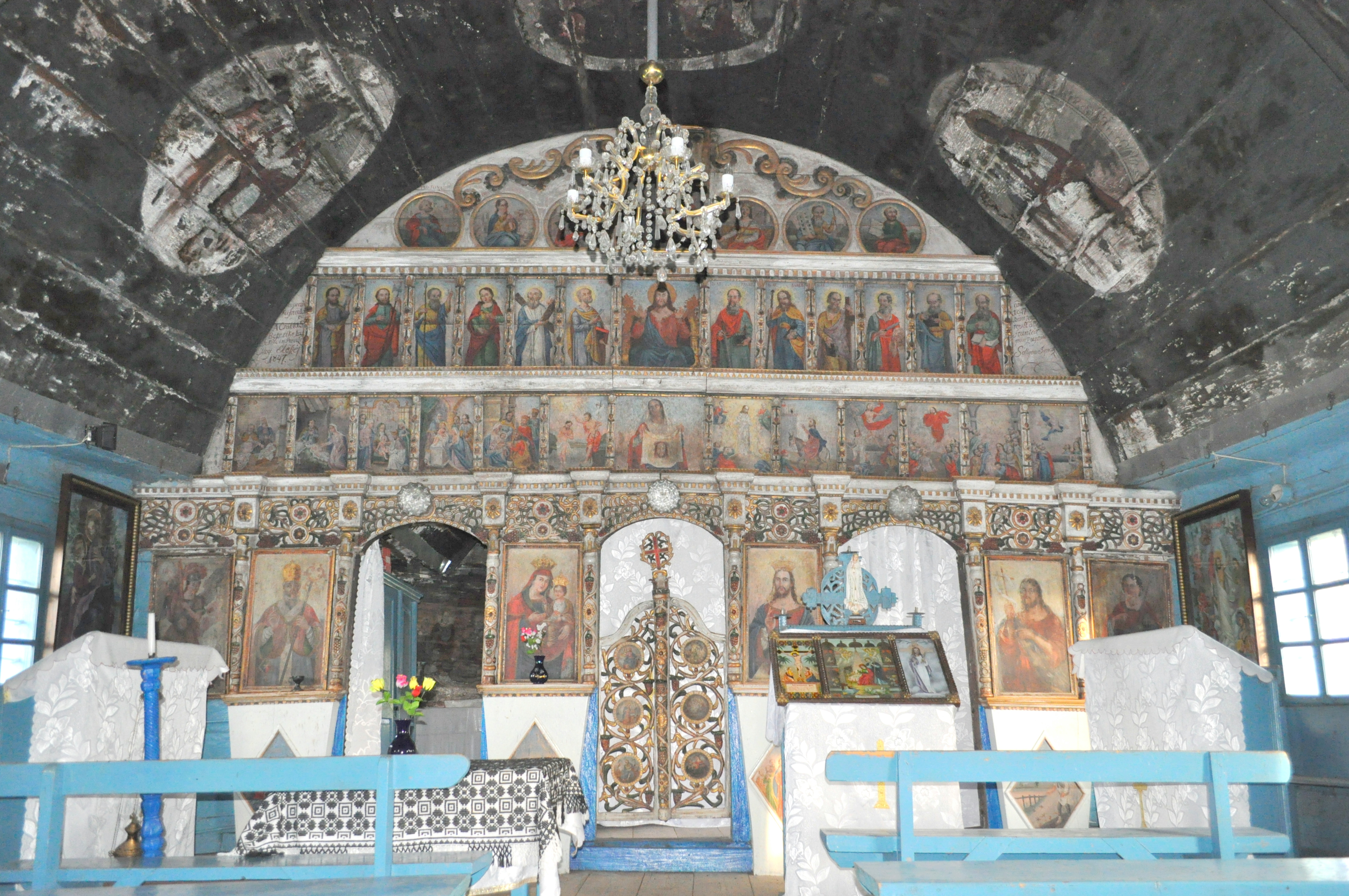
Nava spre iconostas

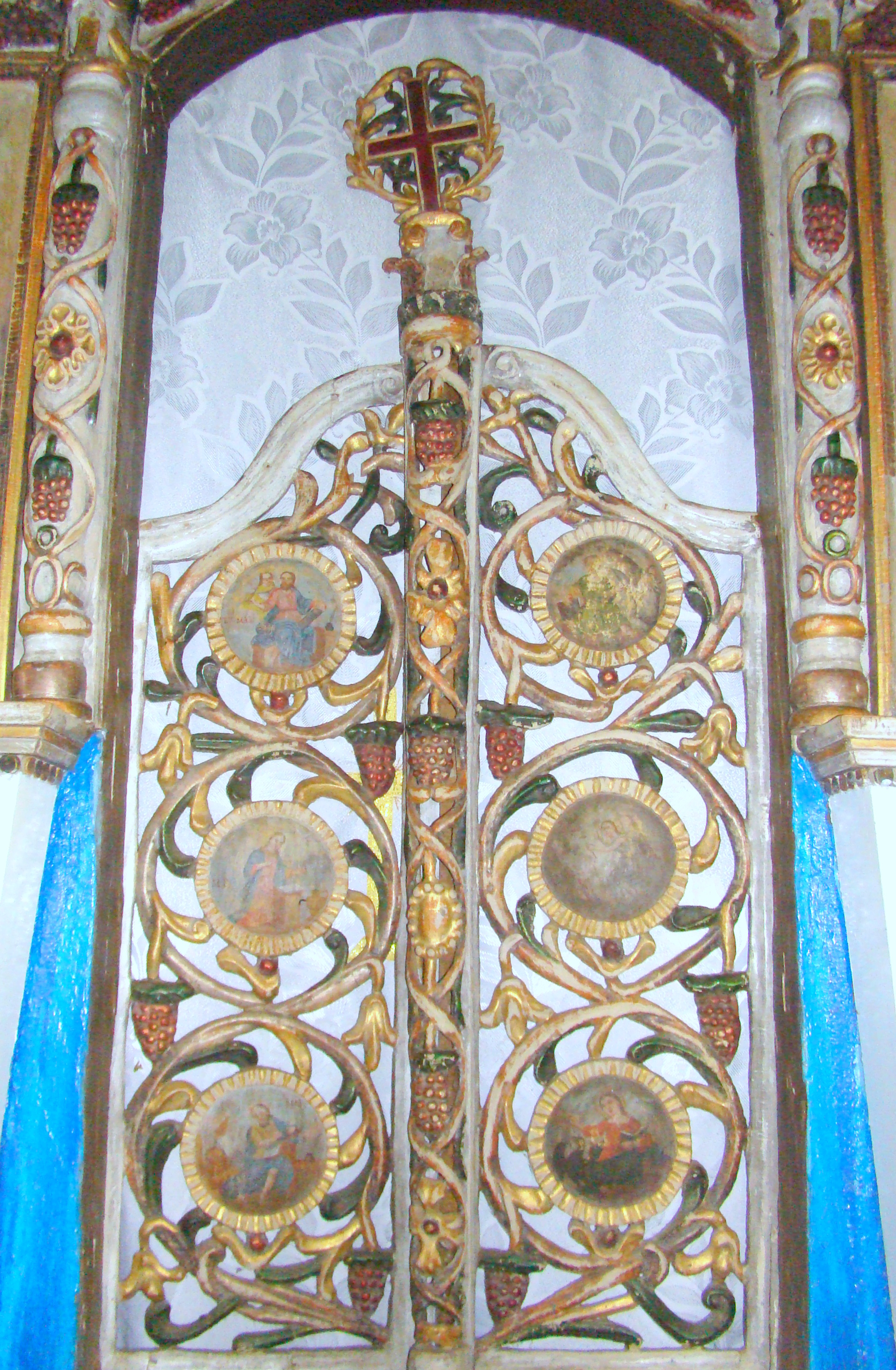
Ușile împărătești

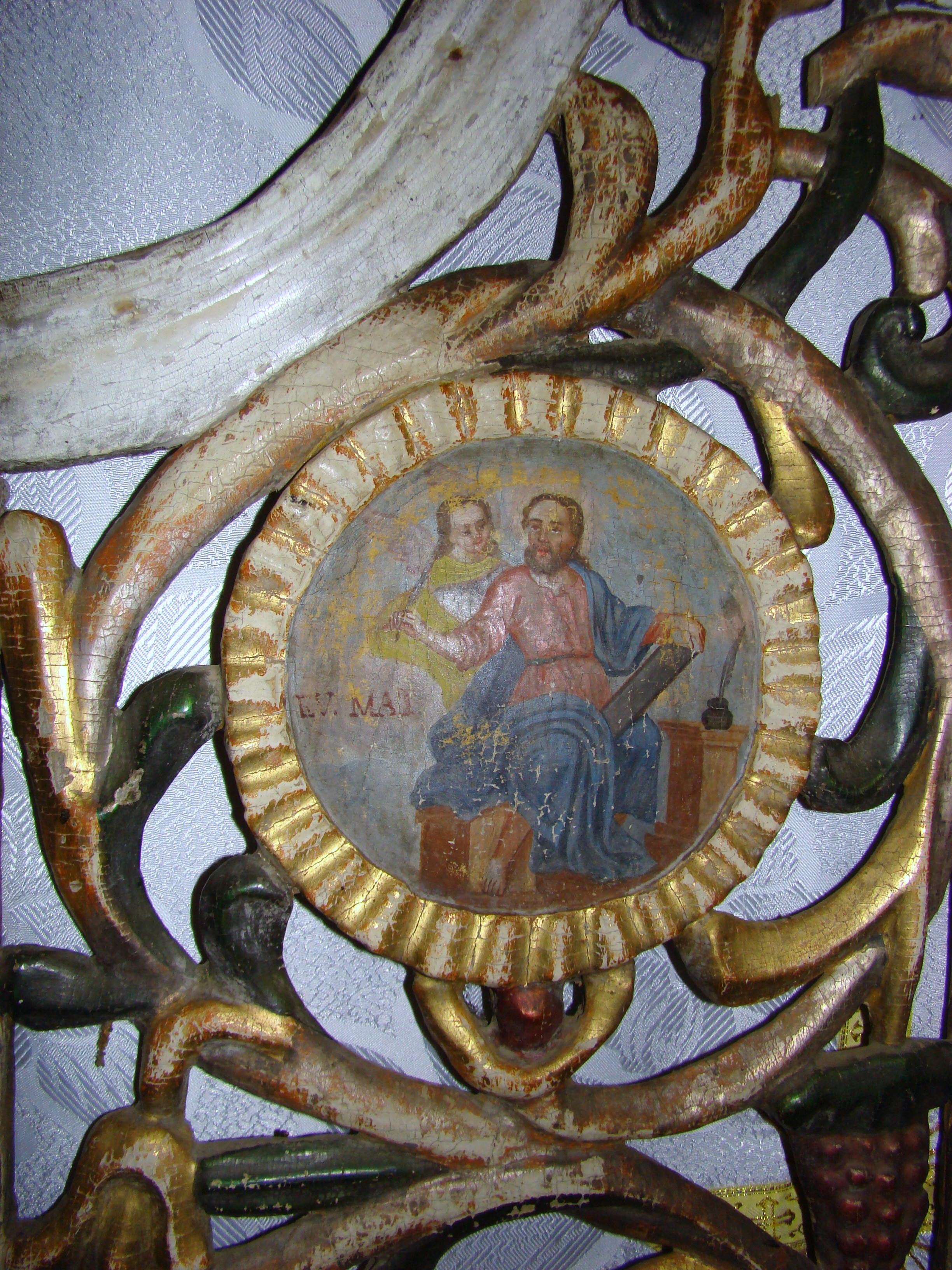
Ușă împărătească (detaliu)

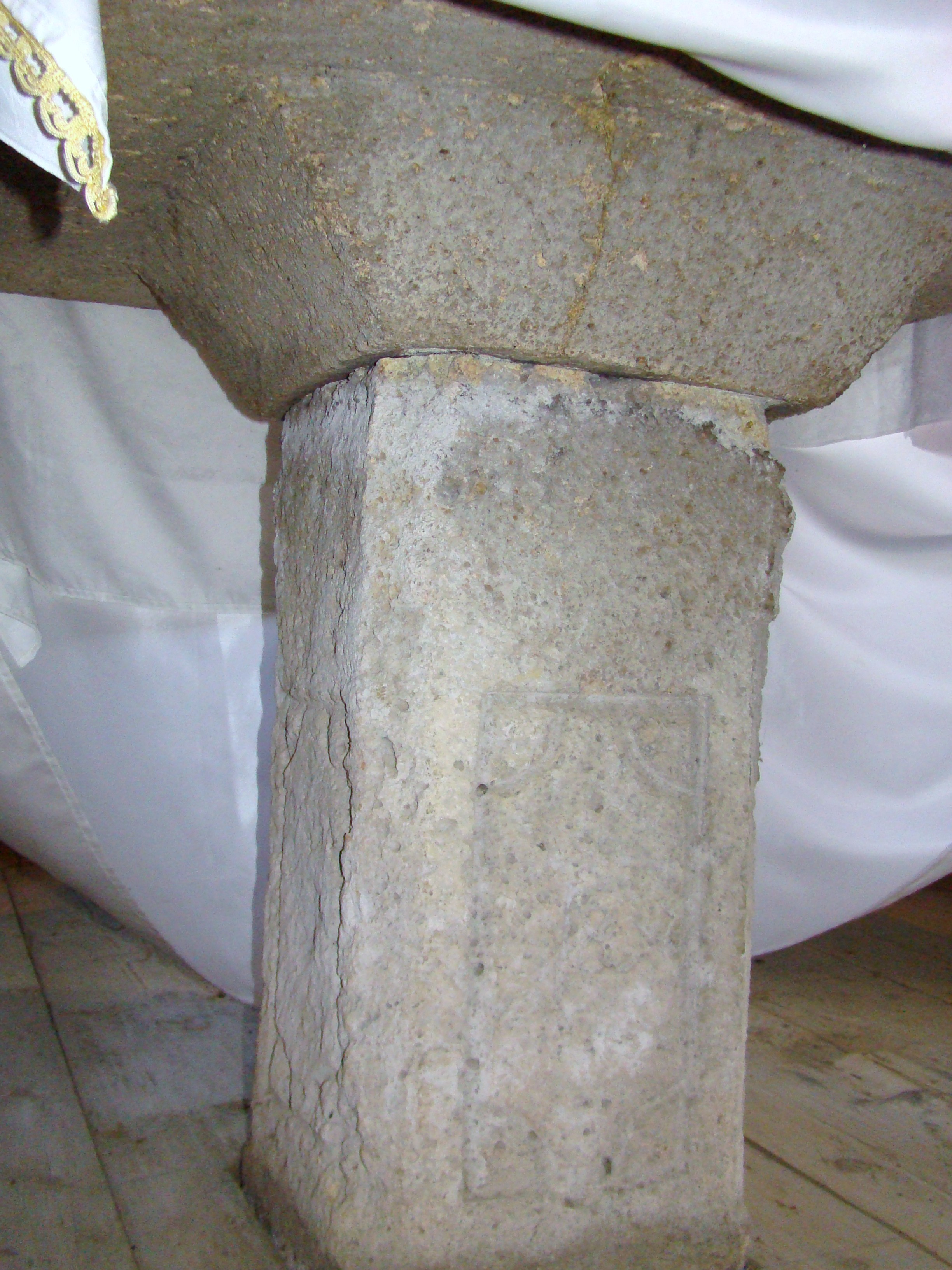
Piciorul mesei altarului

Biserica de lemn din Frata, comuna Frata, județul Cluj, datează din anul 1827, an însemnat pe ușiorii intrării. Are hramul „Coborârea Sfântului Spirit”. Biserica se află pe noua listă a monumentelor istorice sub codul LMI: cod LMI CJ-II-m-B-07617.

## Istoricul bisericii și parohiei greco-catolice din Frata
Apariția unei a doua parohii a românilor din Frata este legată de evenimentele politice externe ale începutului de veac 18. Se cunoaște contextul în care episcopul ortodox Atanasie Anghel a semnat la 1700 unirea românilor ortodocși din Transilvania cu Biserica Romei. Ca și în alte zone ale Transilvaniei, vestea unirii a ajuns cu greu la Frata și, pentru mai bine de 50 de ani, lucrurile nu au fost deloc clare în ceea ce privește unirea. Știm că prezența armatei austriece, condusă de generalul Bukow a făcut să se clarifice în mod forțat situația, prin brutalitatea de care a dat dovadă acest general, distrugând peste 150 de mănăstiri și biserici românești și trecându-i cu forța pe ortodocși la catolicism. La Frata se pare că unirea s-a făcut efectiv, după unii pe la 1750, după alții, mai sigur, pe la 1760-1762. Preotul ortodox de atunci s-a declarat unit și, împreună cu el, o parte din credincioși (după unele date, cei mai mulți, după altele, cam jumătate). Numărul uniților a crescut în timp, ajungându-se la proporția din 1948: două treimi catolici, o treime ortodocși.
Trecerea frătenilor la catolicism s-a făcut cu biserică cu tot. Credincioșii rămași ortodocși și având de păstor pe fiul preotului unit și-au făcut o altă biserică, pe o altă vatră, și o altă casă parohială, lângă cea existentă. Biserica aceasta trecută la catolicism era din lemn și a dăinuit până la începutul sec. al XIX-lea, când după unele date, ea a ars până la temelii (se poate să fie anul 1810). În locul ei greco-catolicii și-au ridicat, în anul 1827 – așa ne spune o inscripție pe ușorii de stejar ai ușii de la intrare, o biserică de lemn care dăinuie până astăzi. Pare puțin probabil ca vreme de 17 ani (din 1810 până în 1827) credincioșii uniți să fi stat fără lăcaș de rugăciune. Mai probabil este că biserica nouă s-a făcut în anul în care a ars cea veche sau cel târziu un an după aceea, deci biserica ortodoxă trecută la catolicism a ars probabil în anul 1826 sau 1827.
În această biserică, cu hramul Pogorârea Sfântului Duh, și-au făcut greco-catolicii slujbele până în 1948 și din 1992 încoace – cu precizarea că și între 1948 și 1992 s-a slujit în ea de către ortodocși. Biserica, puțin modificată azi, a fost construită în stil maramureșean, cu împărțirile din interior cunoscute: în pronaos femeile, în naos bărbații, altarul – despărțit de restul navei printr-un iconostas. Se pare că biserica a rămas nepictată vreme de 20 de ani. Pe la 1847, când păstorea preotul Eliseu Moga – primul preot greco-catolic al cărui nume îl cunoaștem – biserica a fost pictată de pictorul Ignatz Sollyom. Era o pictură pe pânză aplicată ulterior pe pereții laterali și de asemenea, în altar și pe bolta altarului. În timp, pictura s-a degradat aproape total. La început, biserica a fost acoperită cu șindrilă. În anul 1954, pe vremea preotului ortodox Tomuș Mircea, consiliul parohial a hotărât să fie acoperită cu tablă zincată. Acest lucru a salvat-o de la distrugerea totală. Înfățișarea ei actuală este puțin schimbată față de cum era în anul 1827, când a fost ridicată: așezată în grădina bisericii, înconjurată de morminte, împrejmuită cu gard (din plăci de beton), străjuită de salcâmi înalți, biserica veghează deasupra satului. Trecerea timpului a făcut să fie necesare noi reparații în anul 2006, când s-a schimbat toată tabla de pe biserică și turn, care a fost și el înnoit în totalitate.
Lângă această biserică era înainte vreme, în partea de nord, casa parohială. Mai jos de ea, în partea de vest, era casa sfătului (care mai există și azi) și alăturat ei, casa cantorului, demolată ulterior.
Primul inventar al bisericii greco-catolice apare în acte la anul 1868, când preot paroh este Teodor Iulian – al doilea preot greco-catolic pe care îl cunoaștem și, se pare, cel mai de seamă din istoria acestei biserici. Se poate ca el să fi urmat lui Eliseu Moga. Și-a încetat activitatea în Frata în anul 1903. Nu numai durata mare a pastorației sale, ci mai ales activitatea depusă, care transpare din actele rămase în arhivă, ne îndreptățesc să-l numim cel mai de seamă preot pe care l-a avut parohia în existența ei. Acest prim inventar păstrat al parohiei întocmit de părintele Iulian ne spune că parohia greco-catolică Frata avea o biserică de lemn ridicată în 1827 cu prestol de piatră și turn cu două clopote. În altar se mai aflau: patru sfeșnice de aramă galbenă cu câte trei crengi, trei cruci, un potir de sticlă, un disc de argint, o stea suflată cu aur, un antimis din 1839, trei icoane, un sfeșnic pe proscomidiar și o scatulă pentru comunicat. La capitolul veșminte aflăm trei feloane de mătase, din care două negre, două stihare albe, două perne de mătase, două patrafire, două fețe de masă pentru altar, doi prapori de păr și două ștergare. Sunt însemnate în același inventar și următoarele cărți: o Evanghelie (de România) din 1760; un Minei – 1752; un Triod de Blaj – 1731; un Penticostar – 1808; un Strașnic – 1753; un Octoih – 1760; un Molitfelnic – 1775; un Liturghier – 1808; o Psaltire de România – 1709; o Cazanie; un Orologiu de Blaj – 1808; un Apostol – 1769; un Catavasier fără an și cinci registre matricole cu un registru de intrare-ieșire. 
Acest inventar va rămâne neschimbat zeci de ani la rând; în 1896, deci 30 de ani mai târziu, inventarul e același, singura modificare fiind dată de apariția unui potir de argint cu chenar de aur pentru slujbă. Tot din acel inventar aflăm și starea celorlalte clădiri pe care le deținea parohia și anume: casa parohială are 3 încăperi și e acoperită cu trestie. Nu avem amănunte despre casa sfătului. Școala confesională apare în acest inventar în funcțiune și acoperită cu șindrilă.
Preotul Teodor Iulian are meritul de a fi reînnoit școala confesională. În 1873 s-au adunat bani sau bucate de la credincioși. O listă cu cei ce au contribuit la edificarea „școalei”, data 2 aprilie 1873, are 194 poziții. Lucrările efective au început în anul următor, cum ne arată contractul încheiat cu meșterii la data de 29 iunie 1874. Școala nouă de lemn este montată, acoperită și dată în folosință la zece octombrie același an, când cei trei meșteri primesc ultima tranșă din prețul total al lucrării de 1200 florini. Preotul Teodor Iulian a demarat în 1898 lucrările pentru construirea unei noi case parohiale. El dorea să se facă o casă nouă din lemn, acoperită cu șindrilă (cea veche era acoperită cu trestie). Întrucât biserica e săracă se ia hotărârea de a se vinde averea școlii care se pare nu se putea întăbula pe biserică atunci. Se pare că lucrările la noua casă au început nu în 1898, ci abia 5 ani mai târziu, în 1903. Cert este că în acest an, când preotul Teodor Iulian trece la cele veșnice, protopopul de Cojocna, I. Hațiegan îi trimite o scrisoare primului corator din Frata, în care îl anunță că li s-a numit un nou preot, în persoana lui Ioan Câmpean, de aceea să urgenteze finalizarea lucrărilor la noua casă parohială. Inventarul făcut în 21 noiembrie 1903 cuprinde biserica, acoperită din nou și casa parohială nouă, de lemn, compusă din 5 camere, din care 3 padimentate, cu târnaț de lemn, filigorie cu ferestre duble colorate, 5 uși și un cuptor; în continuarea inventarului apar și vechile anexe acoperite cu trestie sau paie.
Preotul Teodor Iulian este cel care a trecut la folosirea limbii române în actele pe care le emitea din oficiul parohial. Până în 1870, toate actele păstrate în arhiva parohiei sunt în limba maghiară. Începând cu acest an, apar și acte în limba română; primul este o chitanță de mână. Tot el folosește pentru prima dată ștampilarea actelor, începând cu anul 1890. Până în acel an, actele trimise prin poștă, chiar cele venite de la protopopiat, nu erau ștampilate, ci pecetluite cu ceară roșie, pe care se aplica un sigiliu. Începând cu 1890 apare pe acte, lângă semnătura parohului, și ștampila parohiei. Tot din 1890 s-a păstrat și un act care menționează o donație a 38 de credincioși care au cumpărat un rând de veșminte noi pentru biserică.

## Imagini din exterior

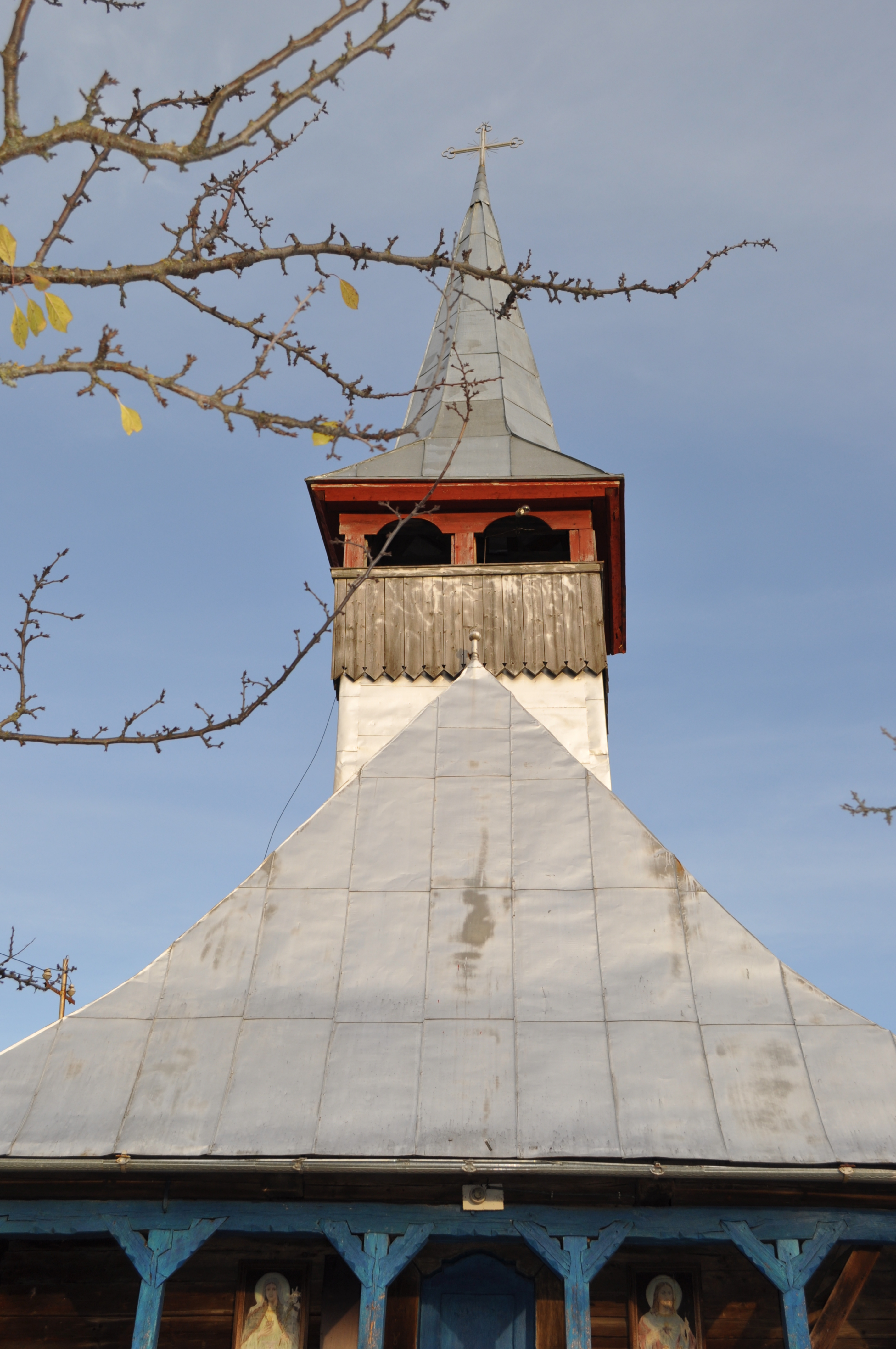
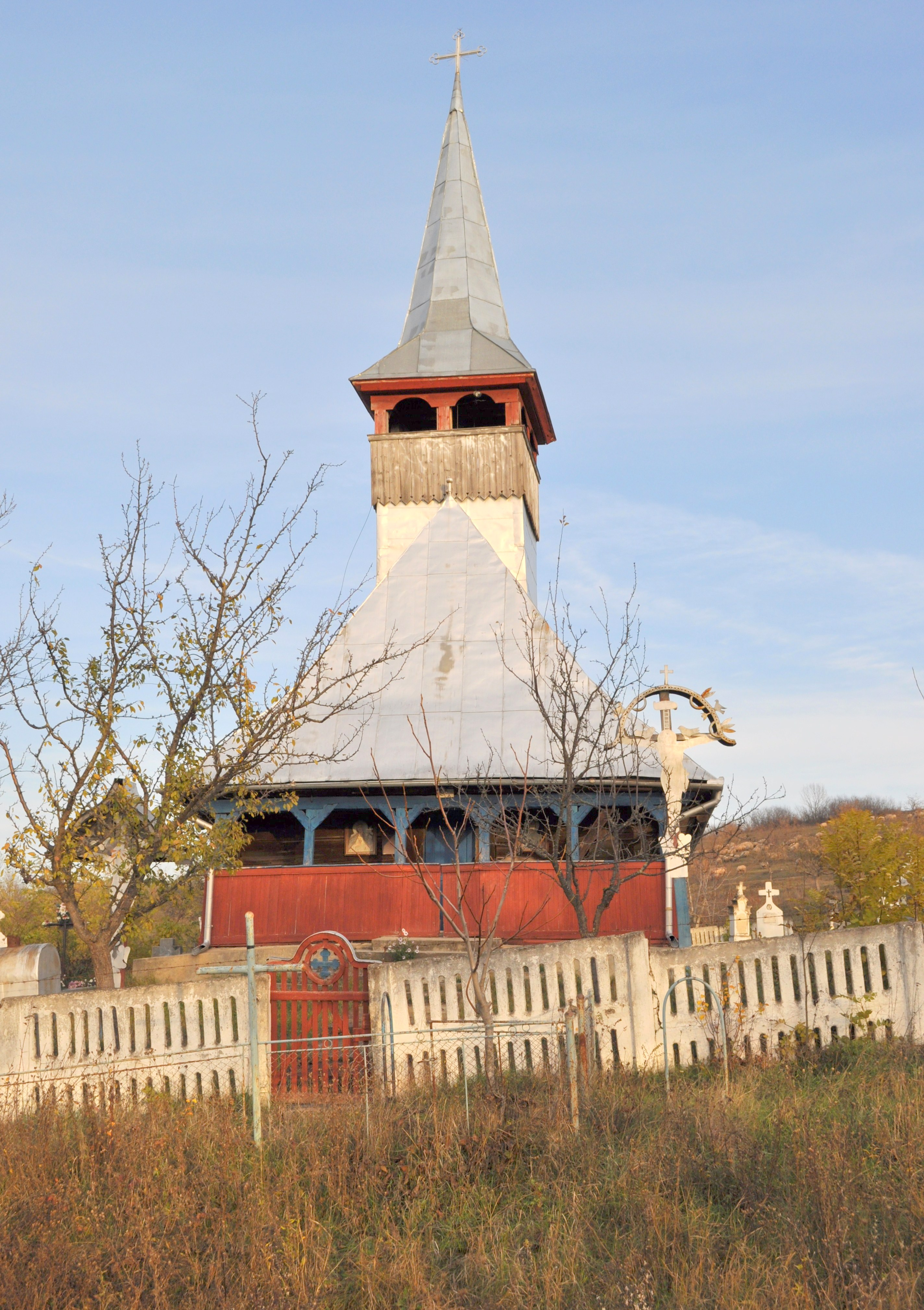
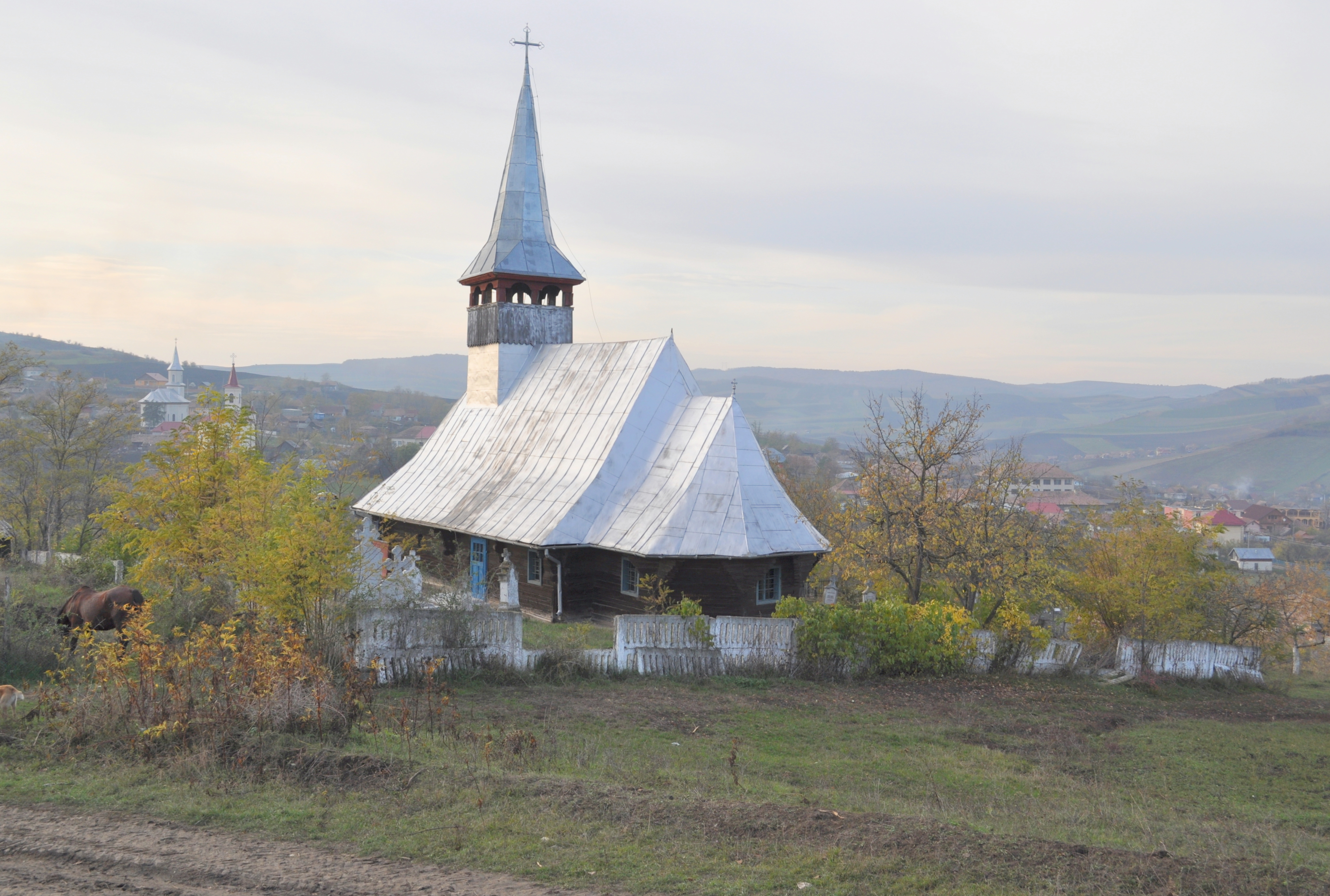
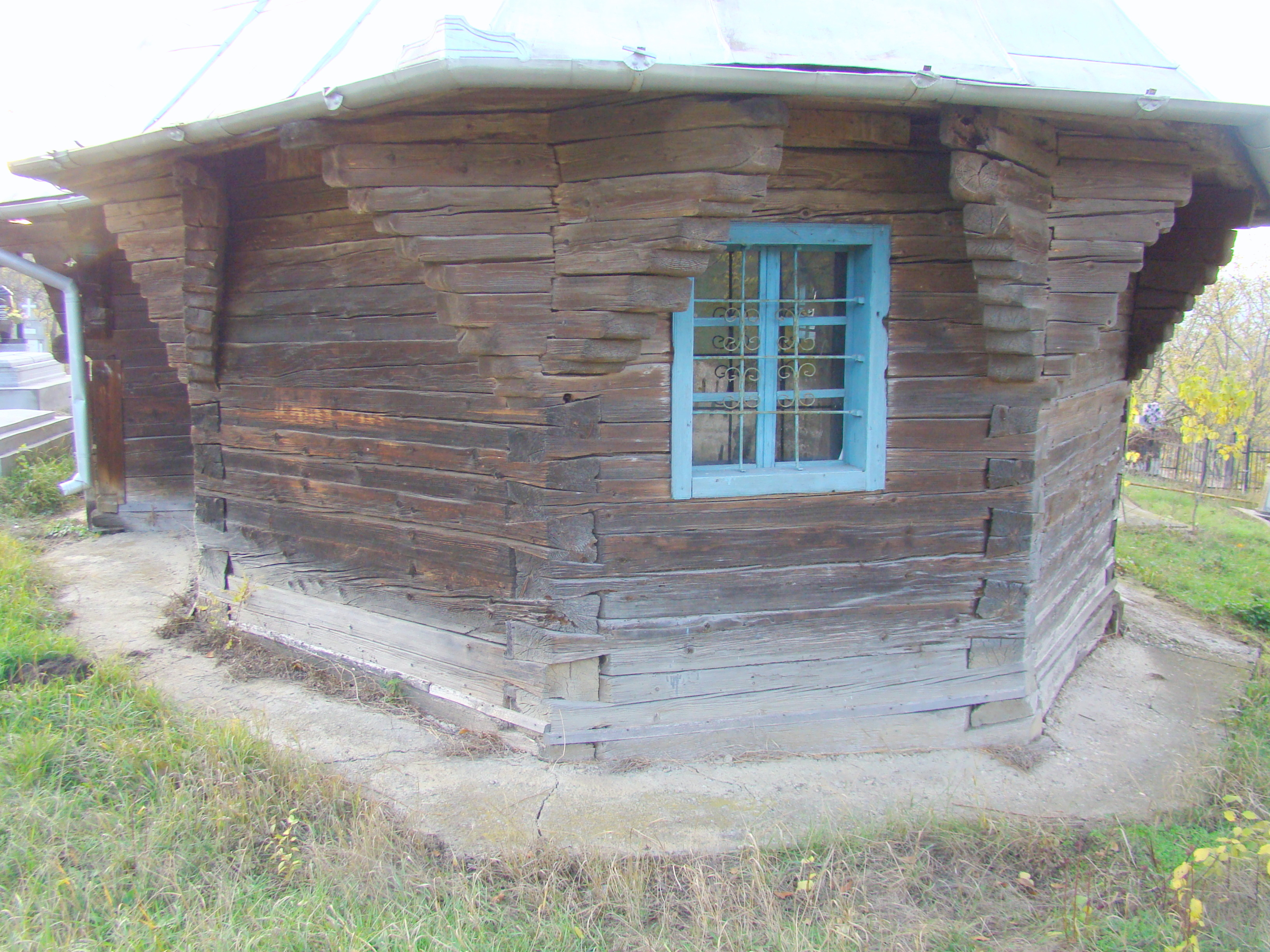
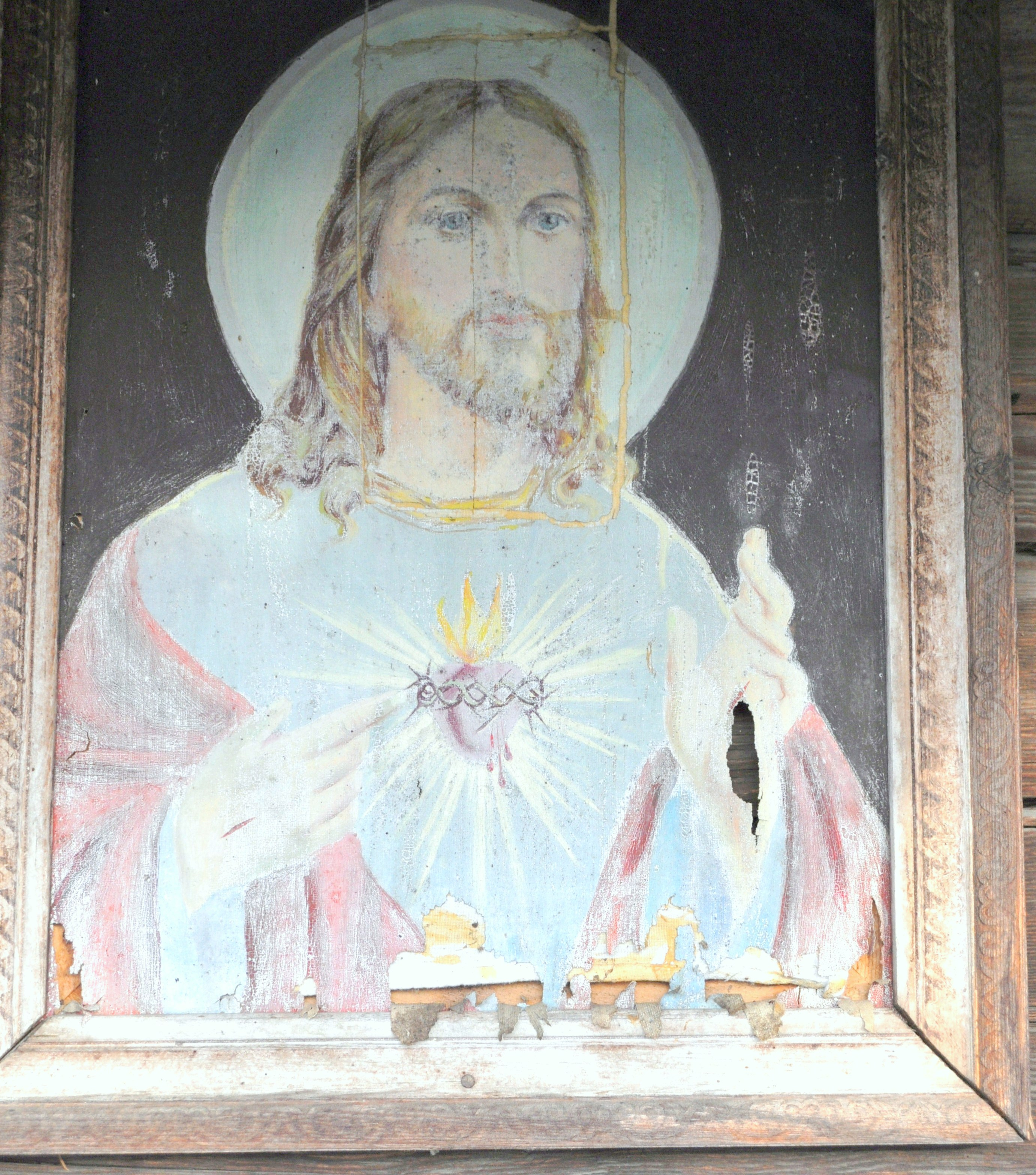
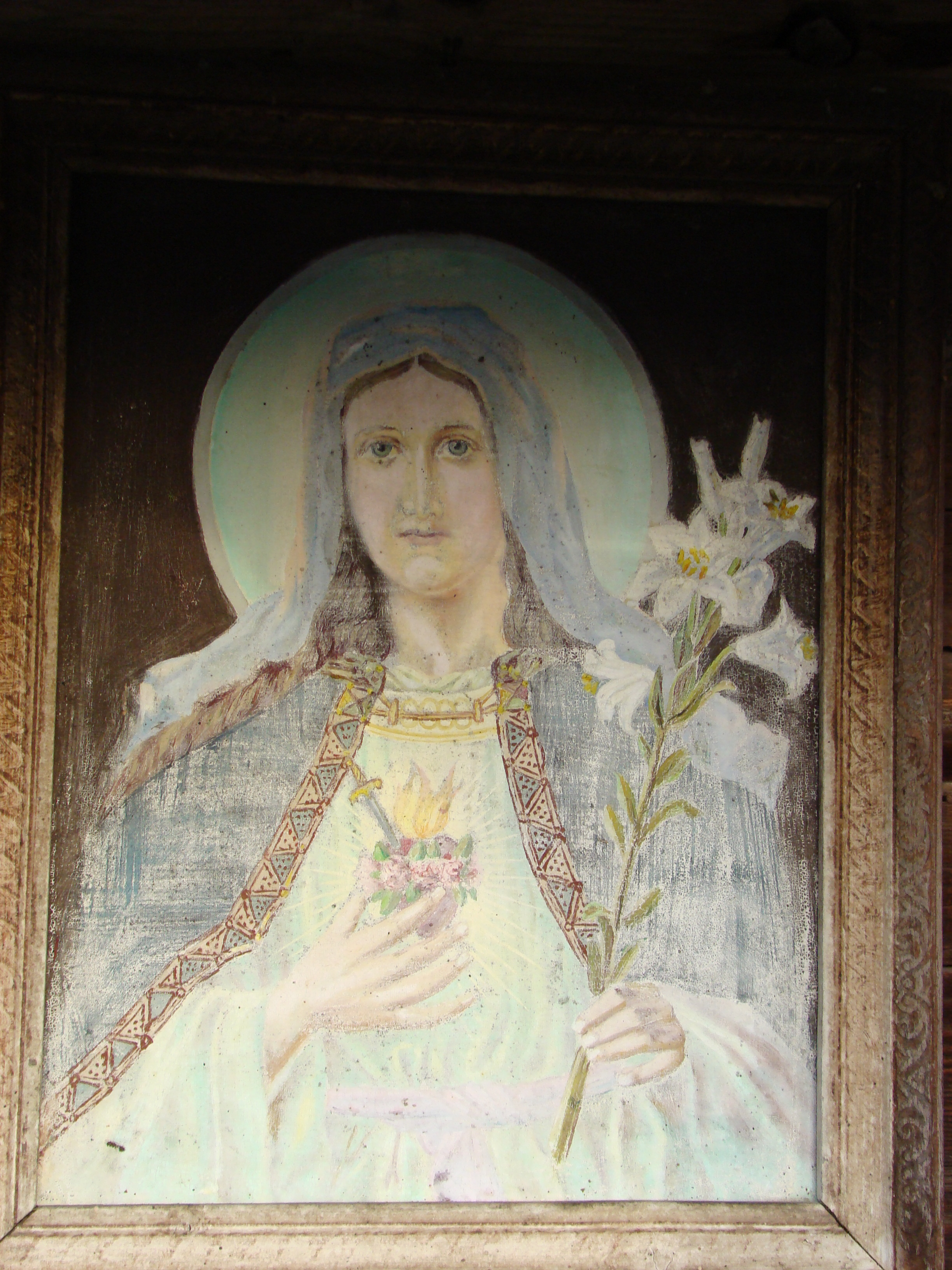
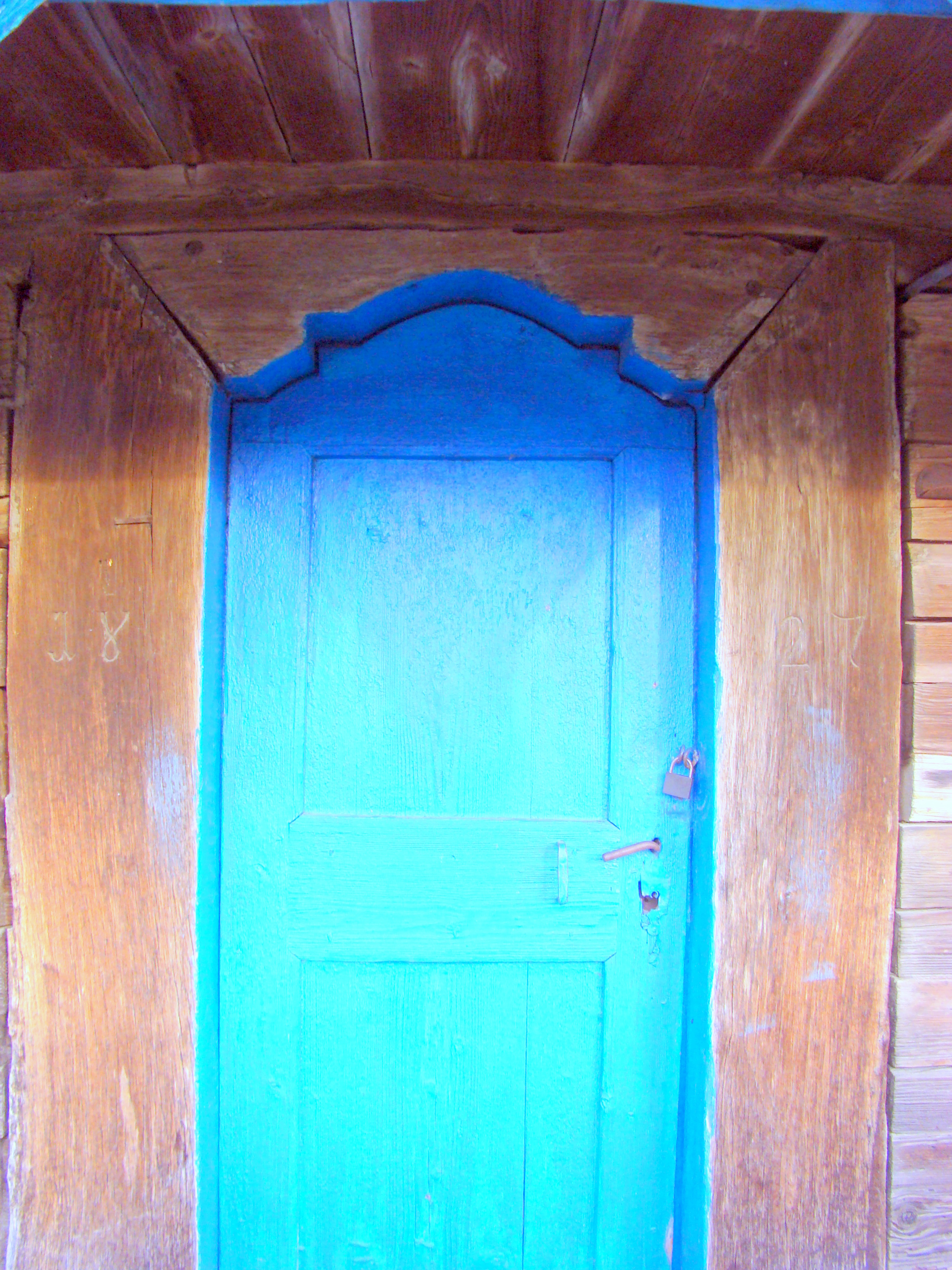
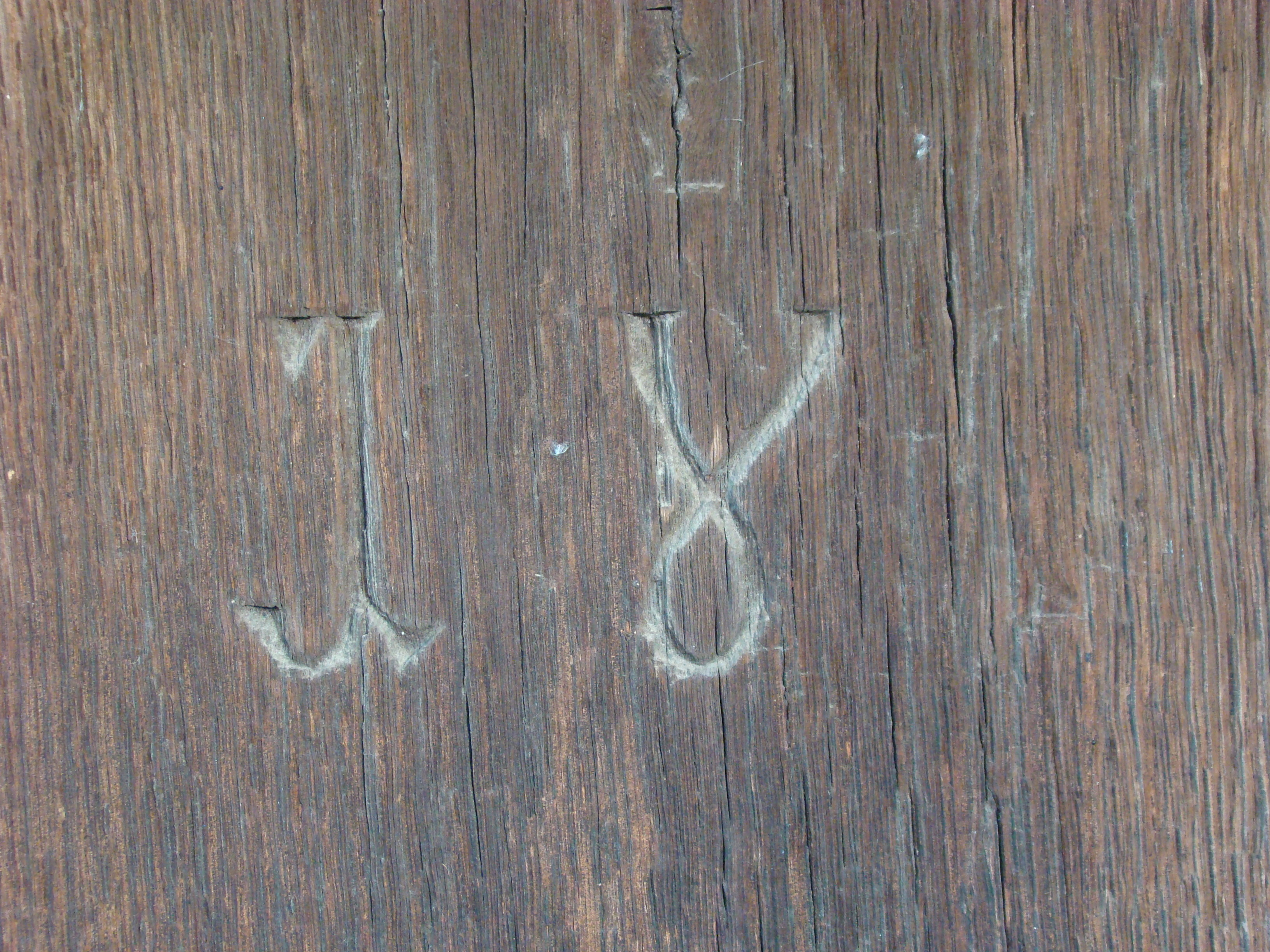
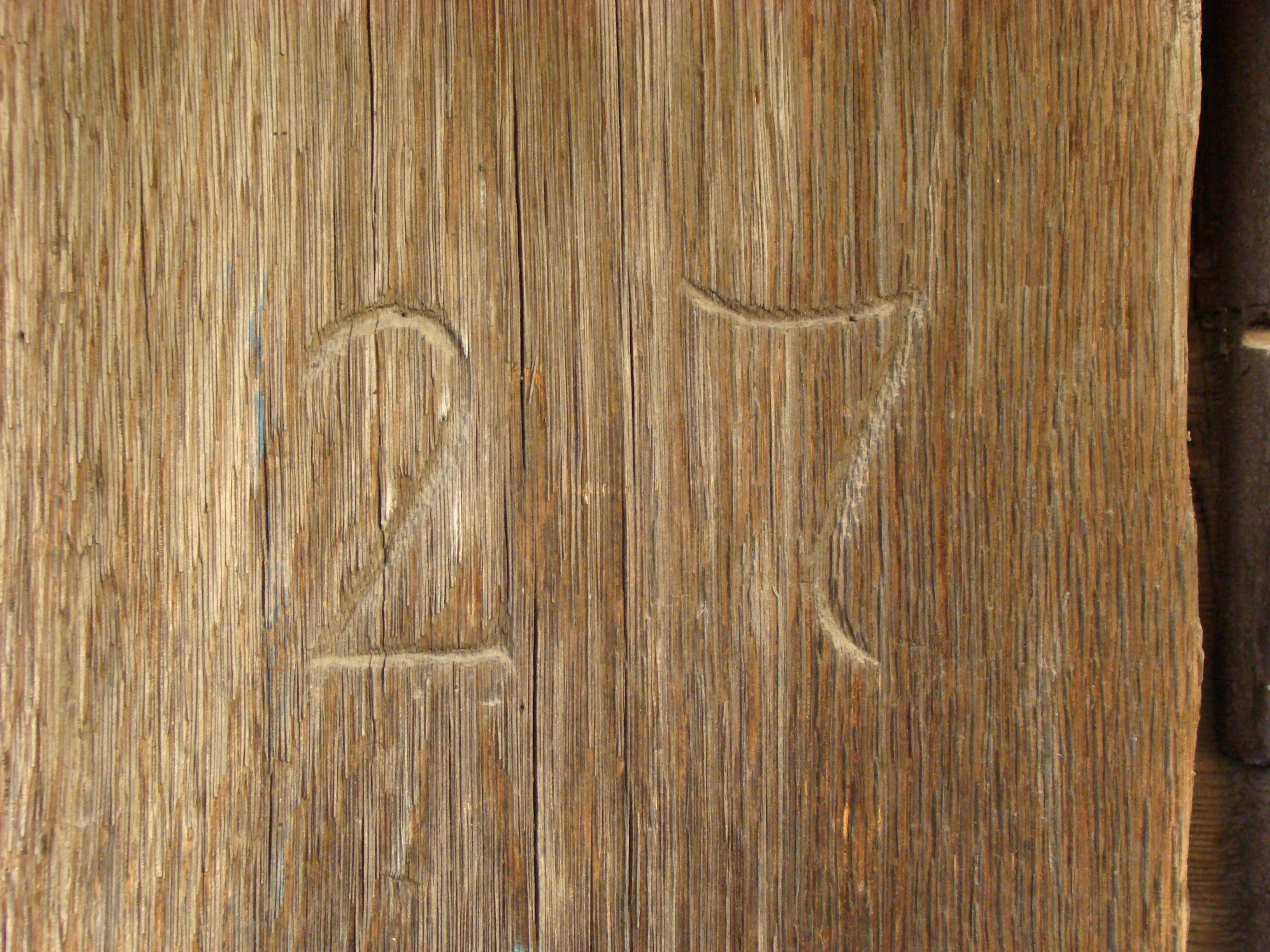
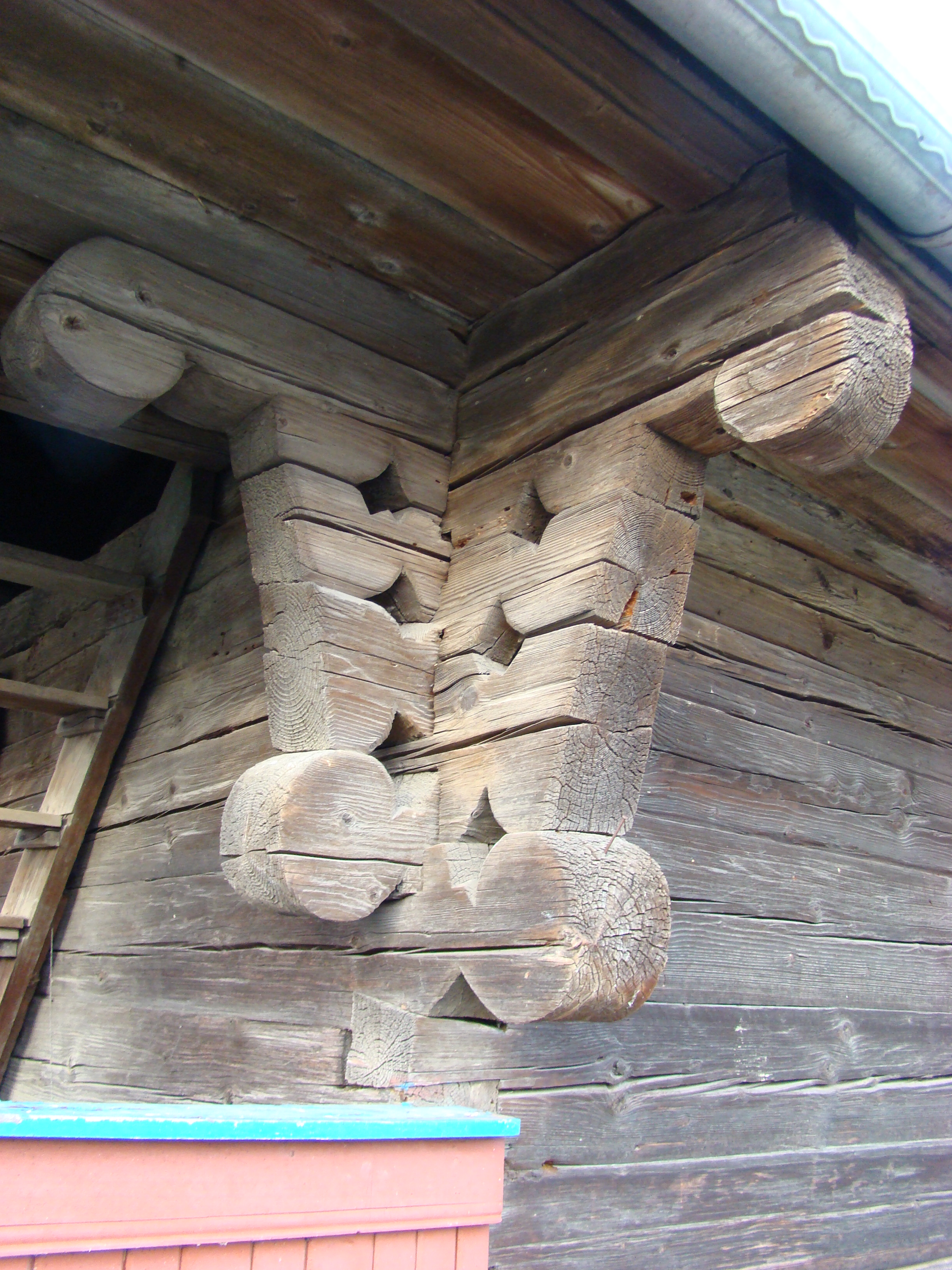
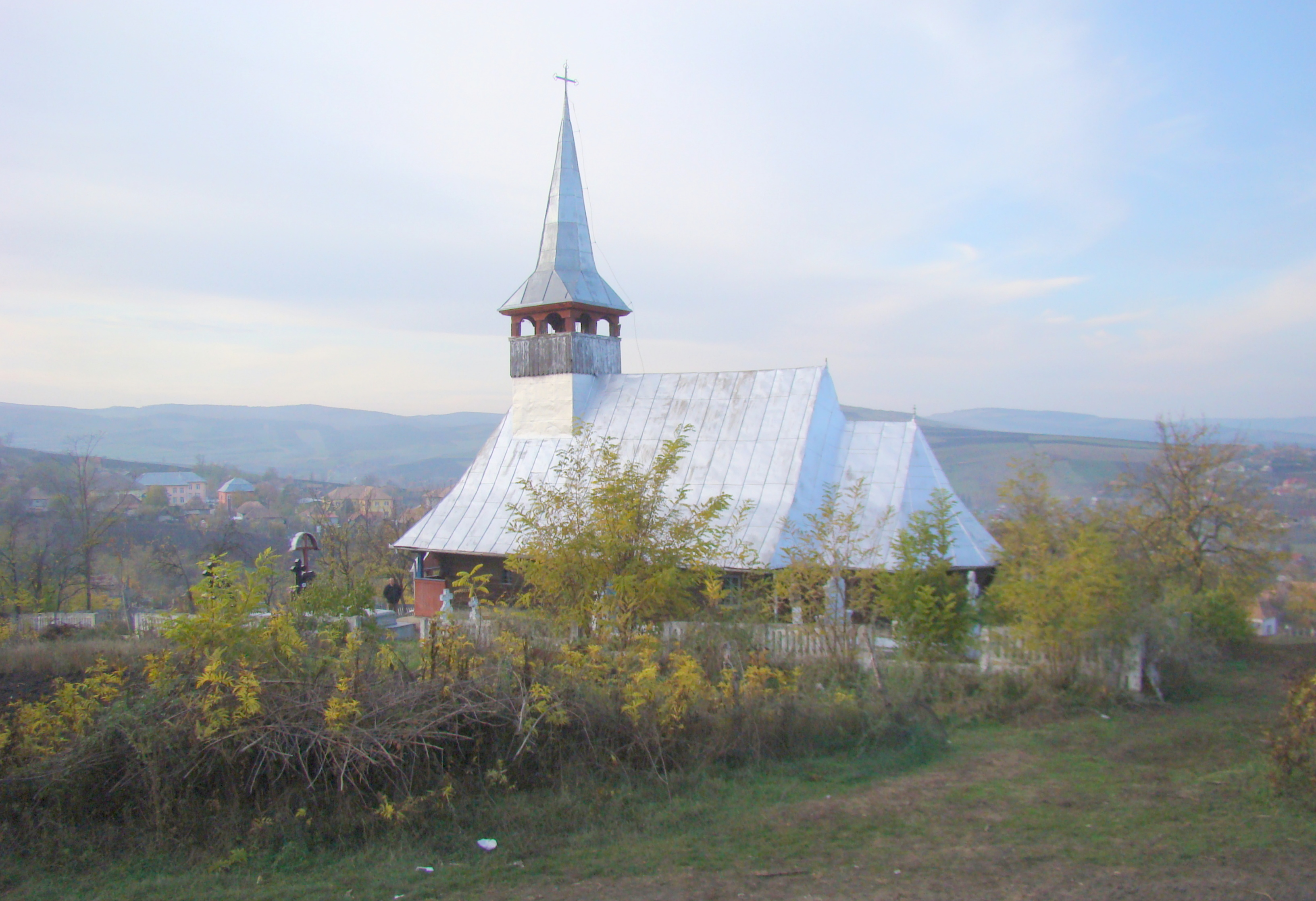
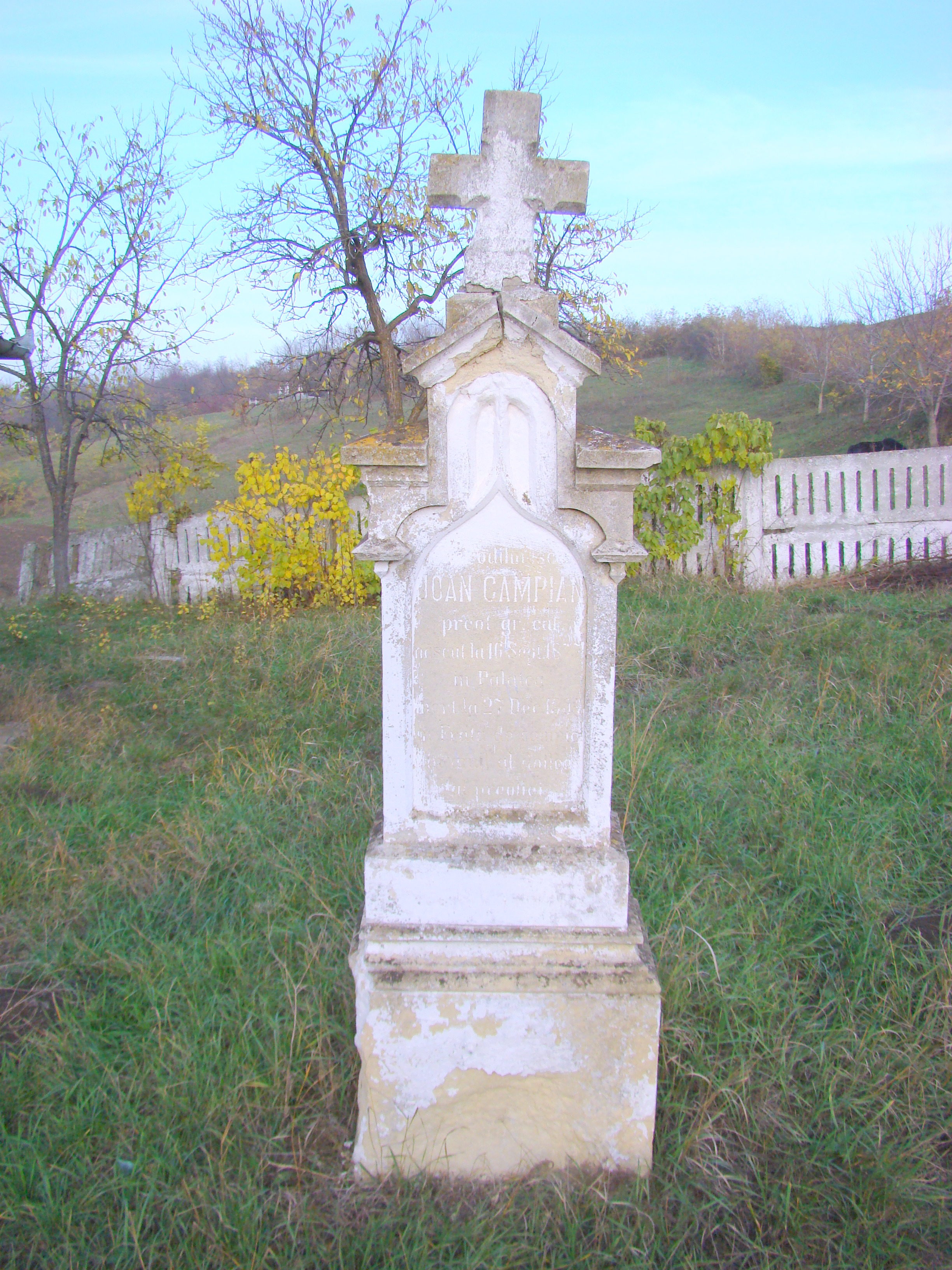
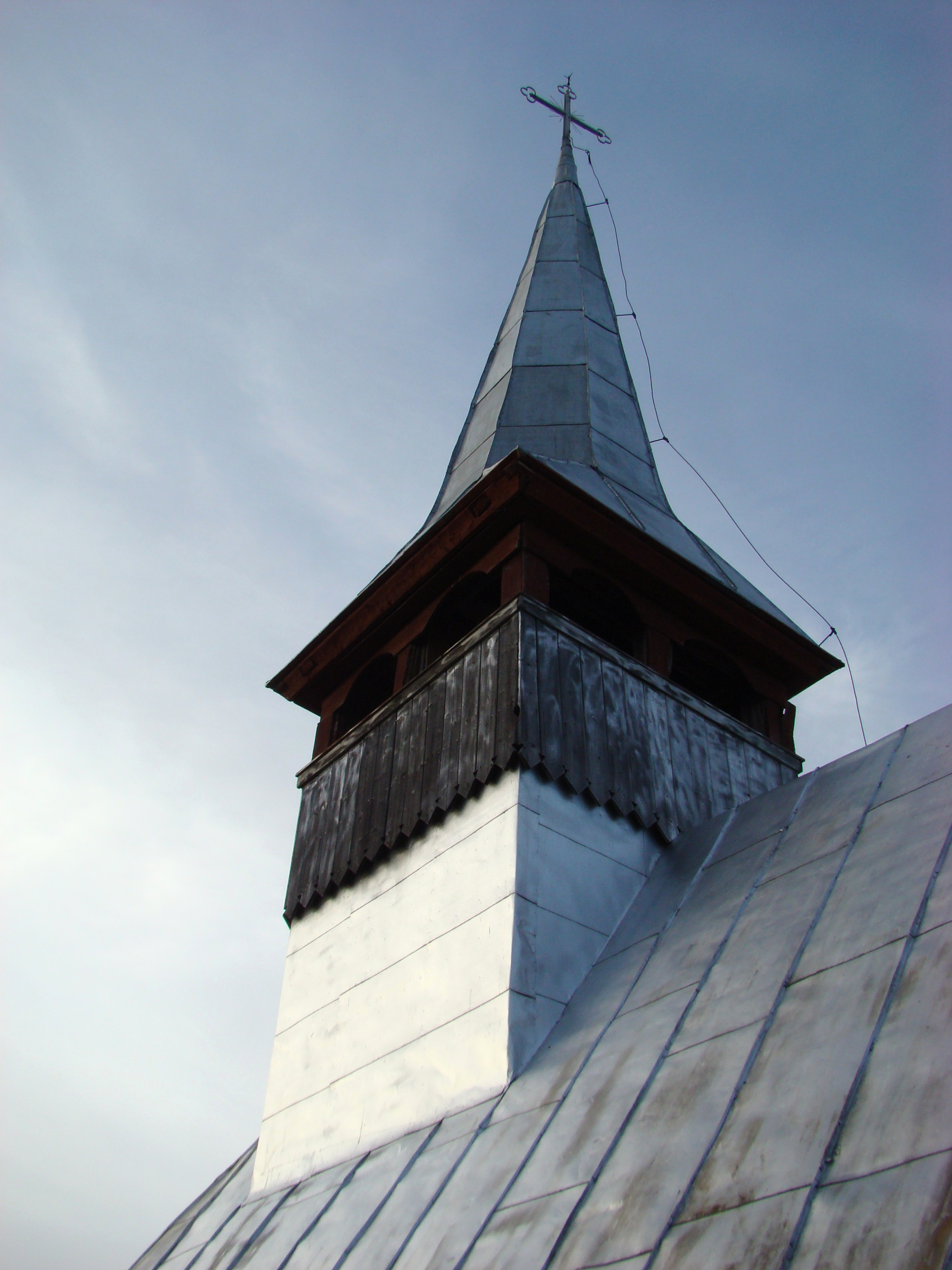
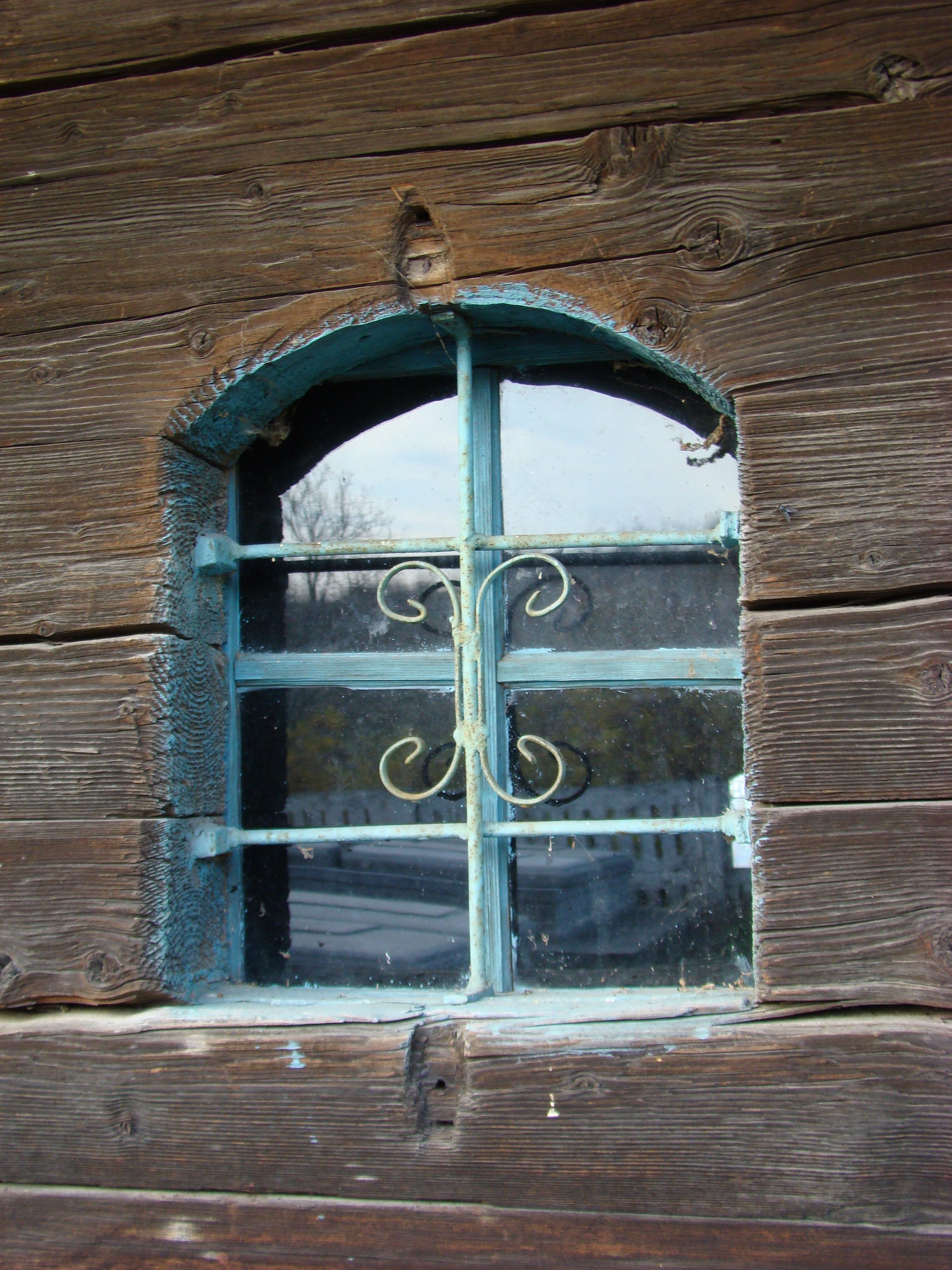
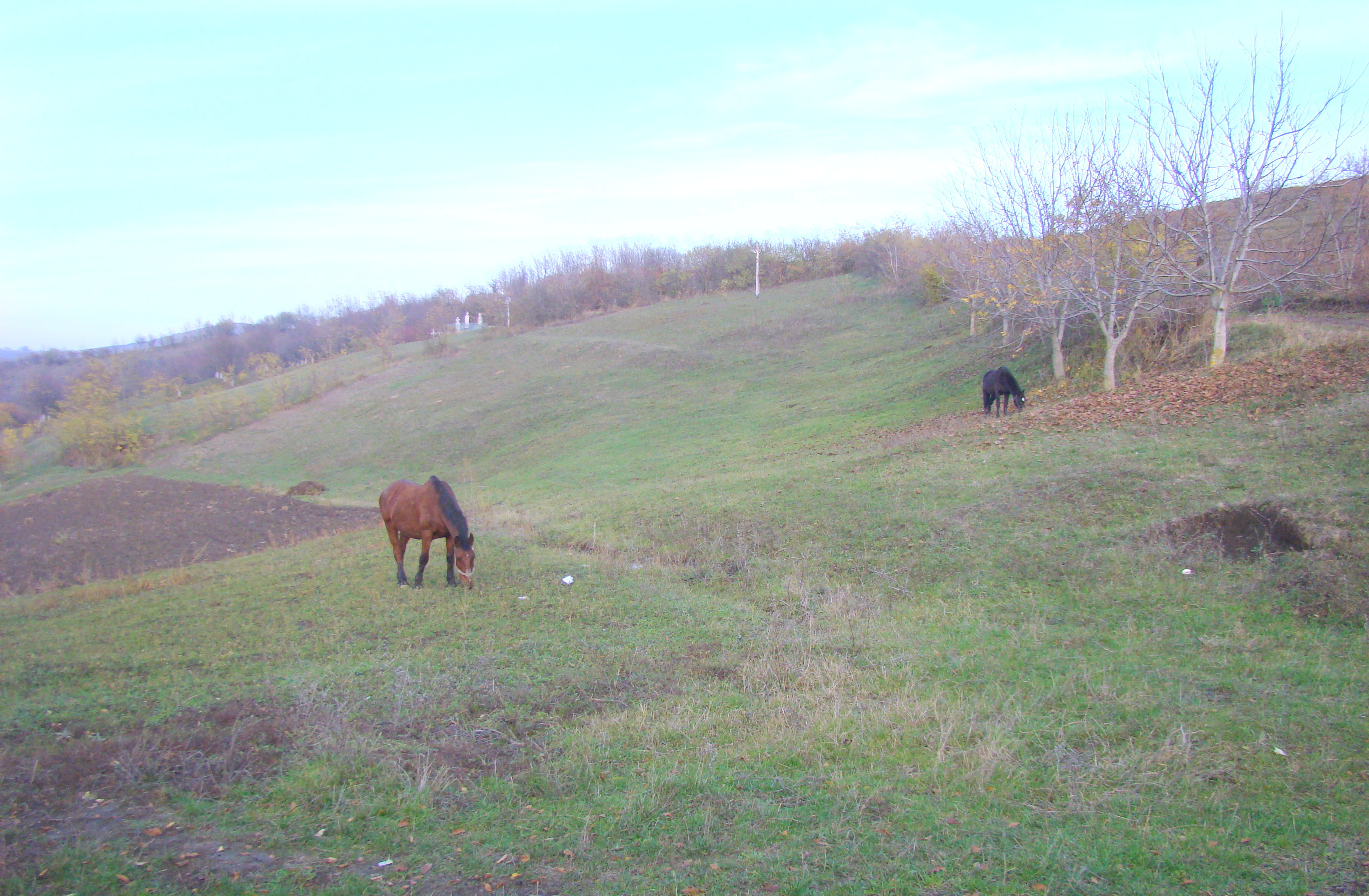
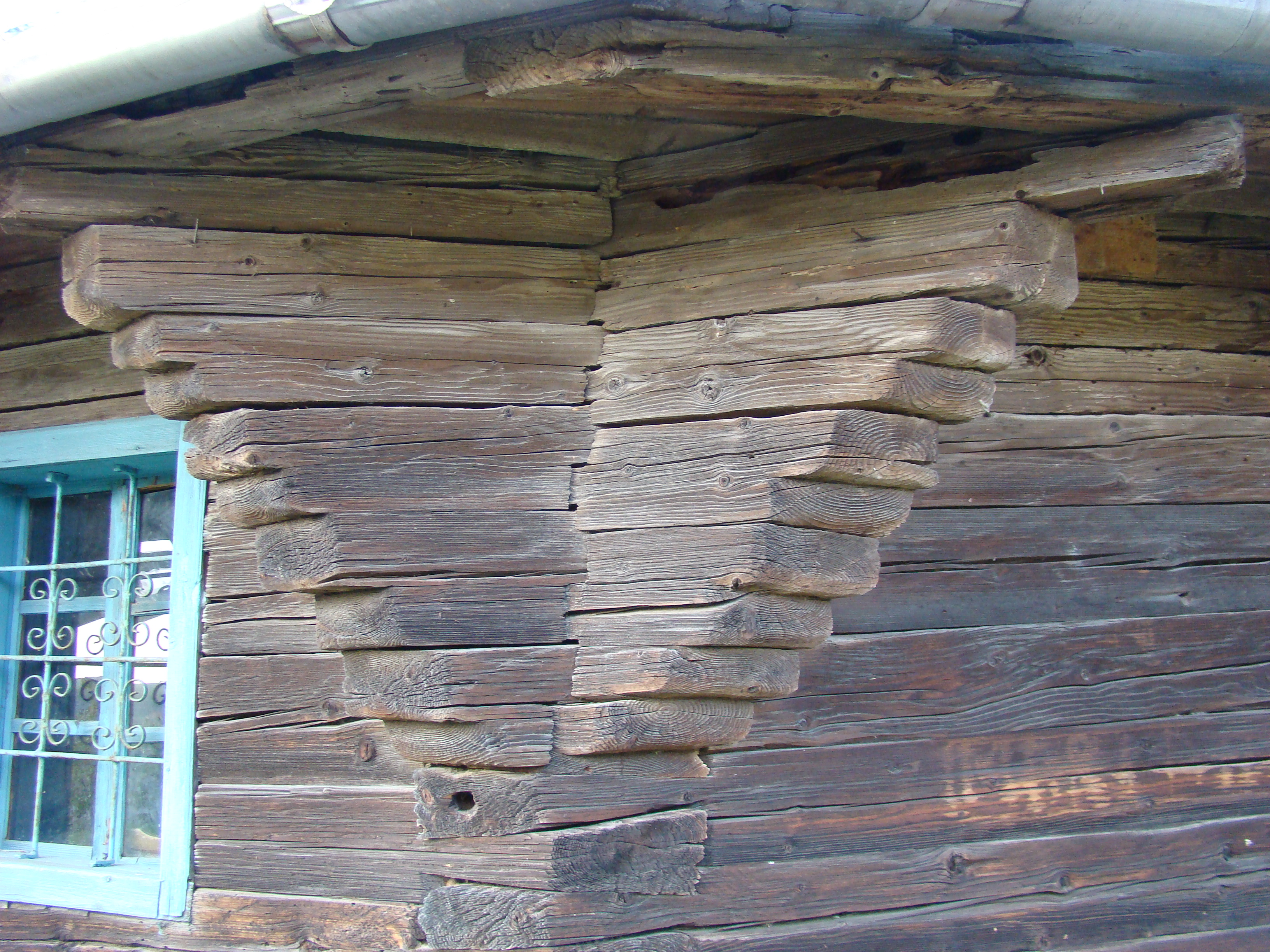
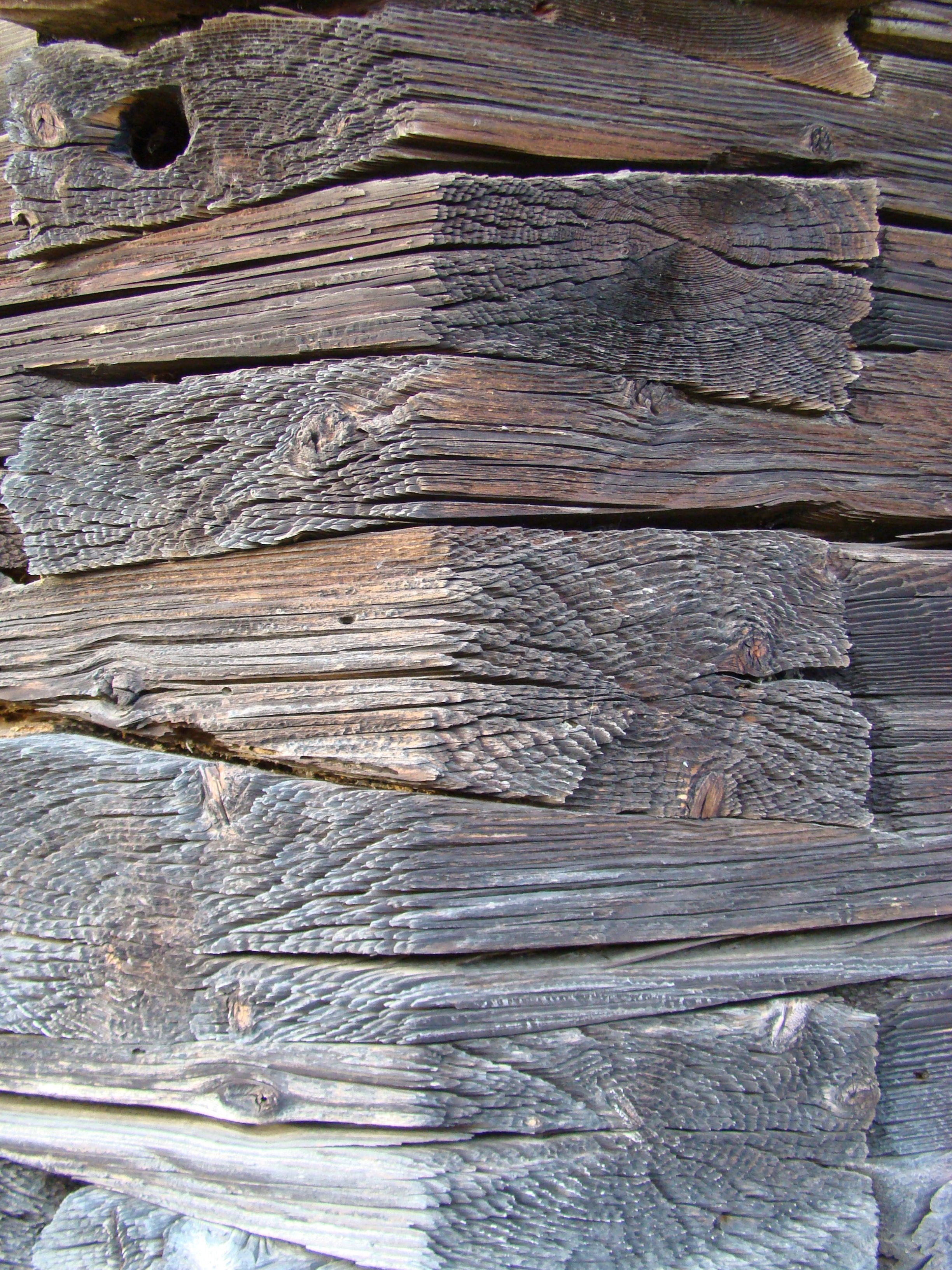
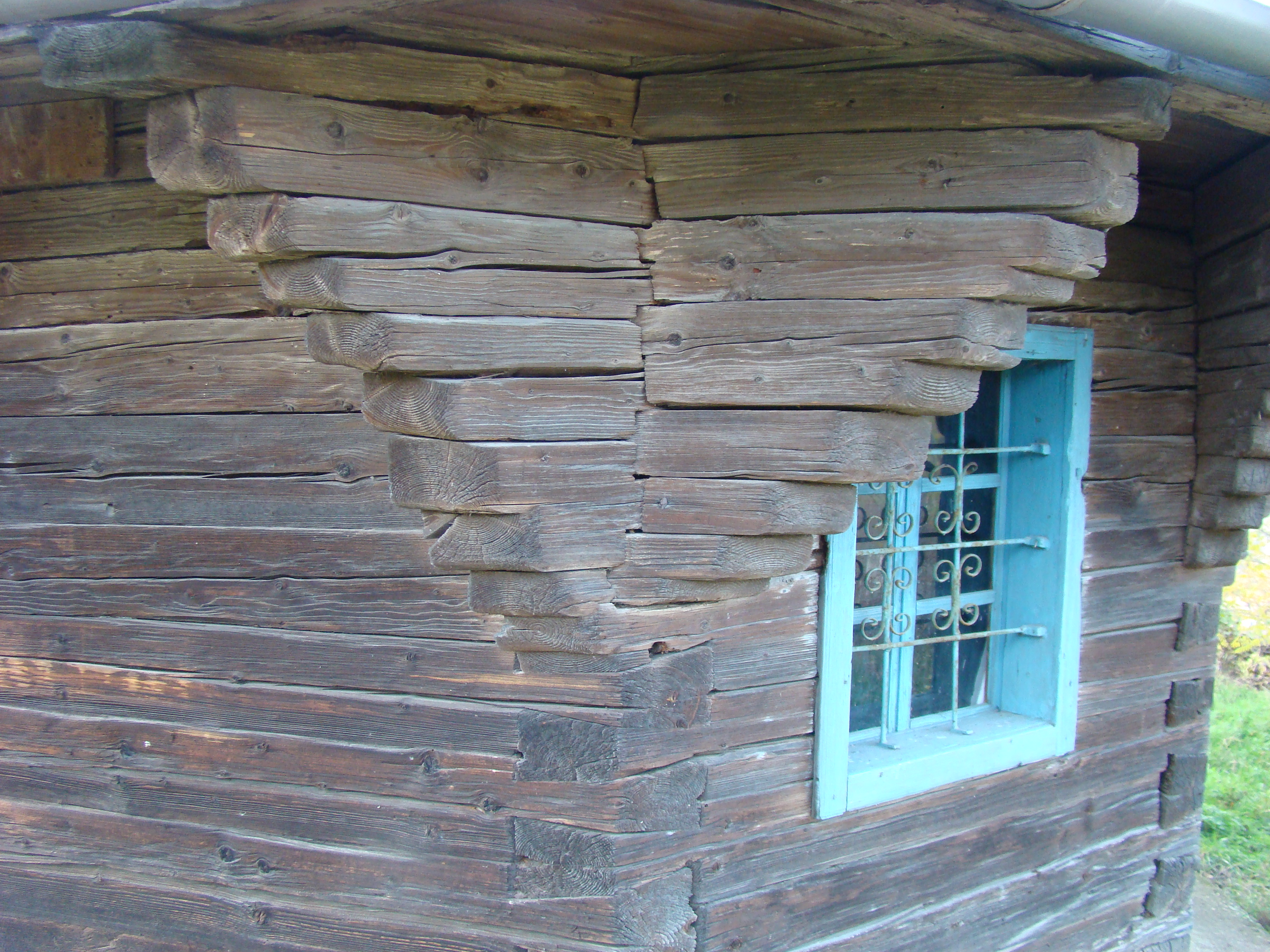
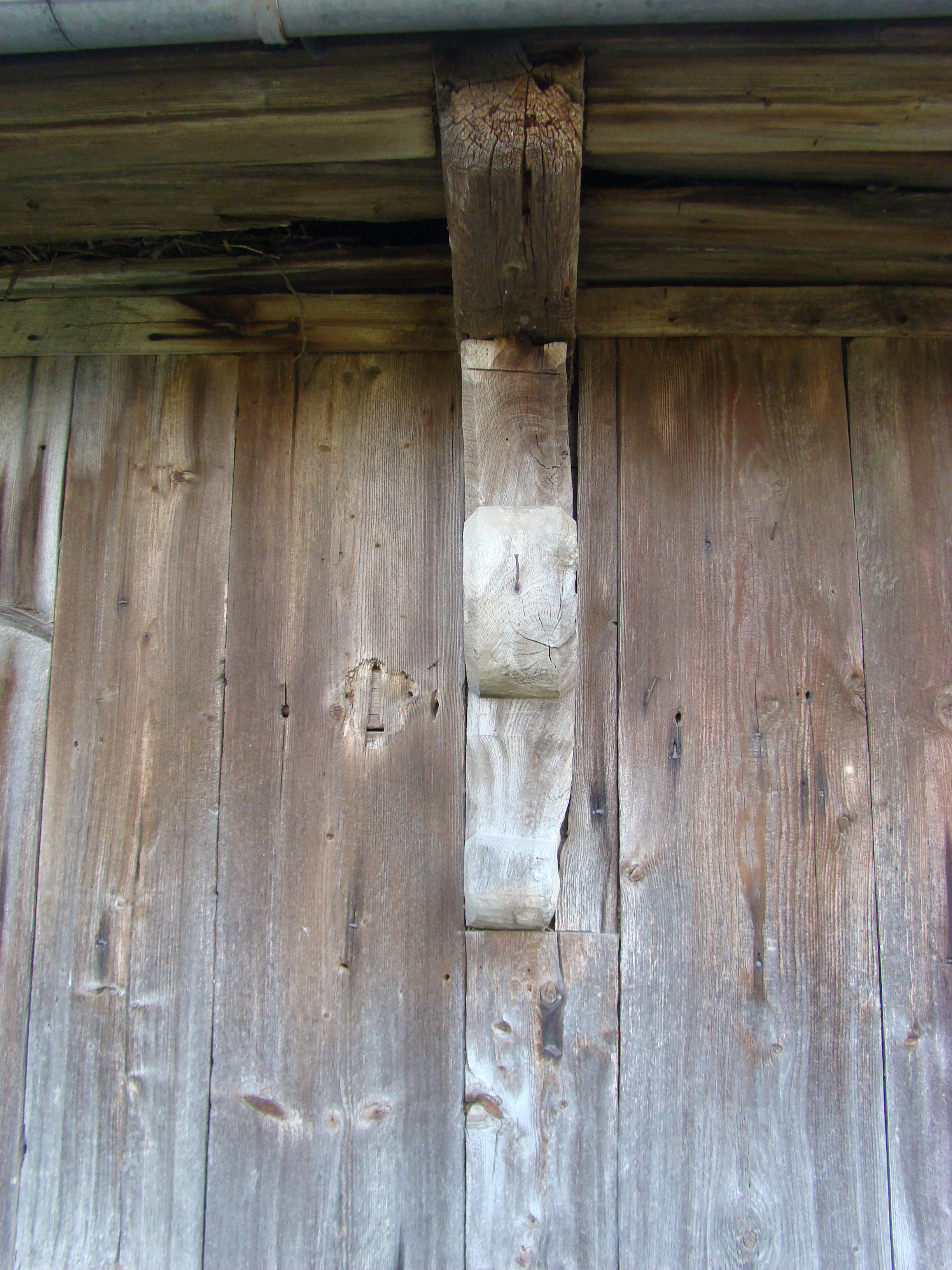
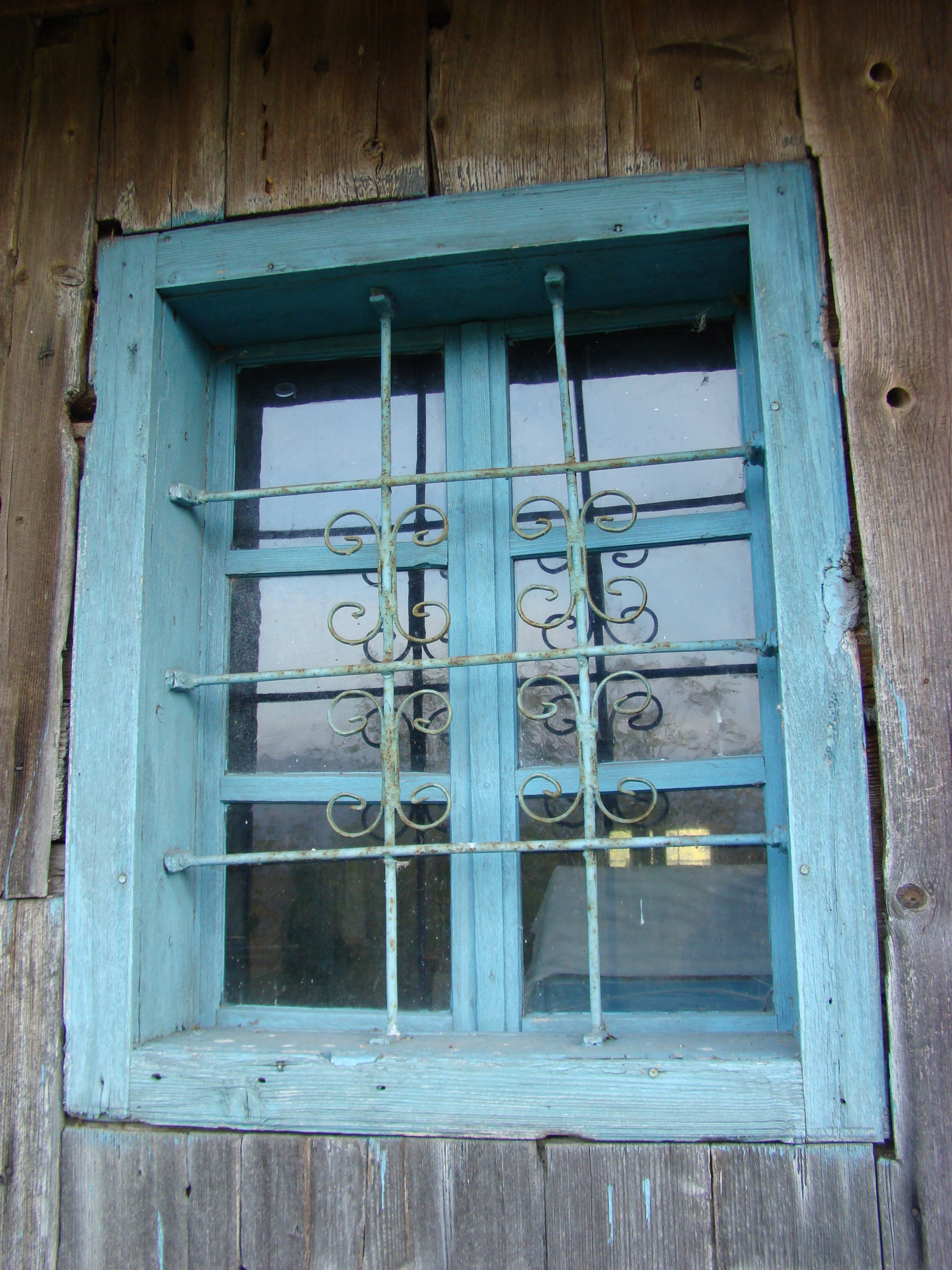
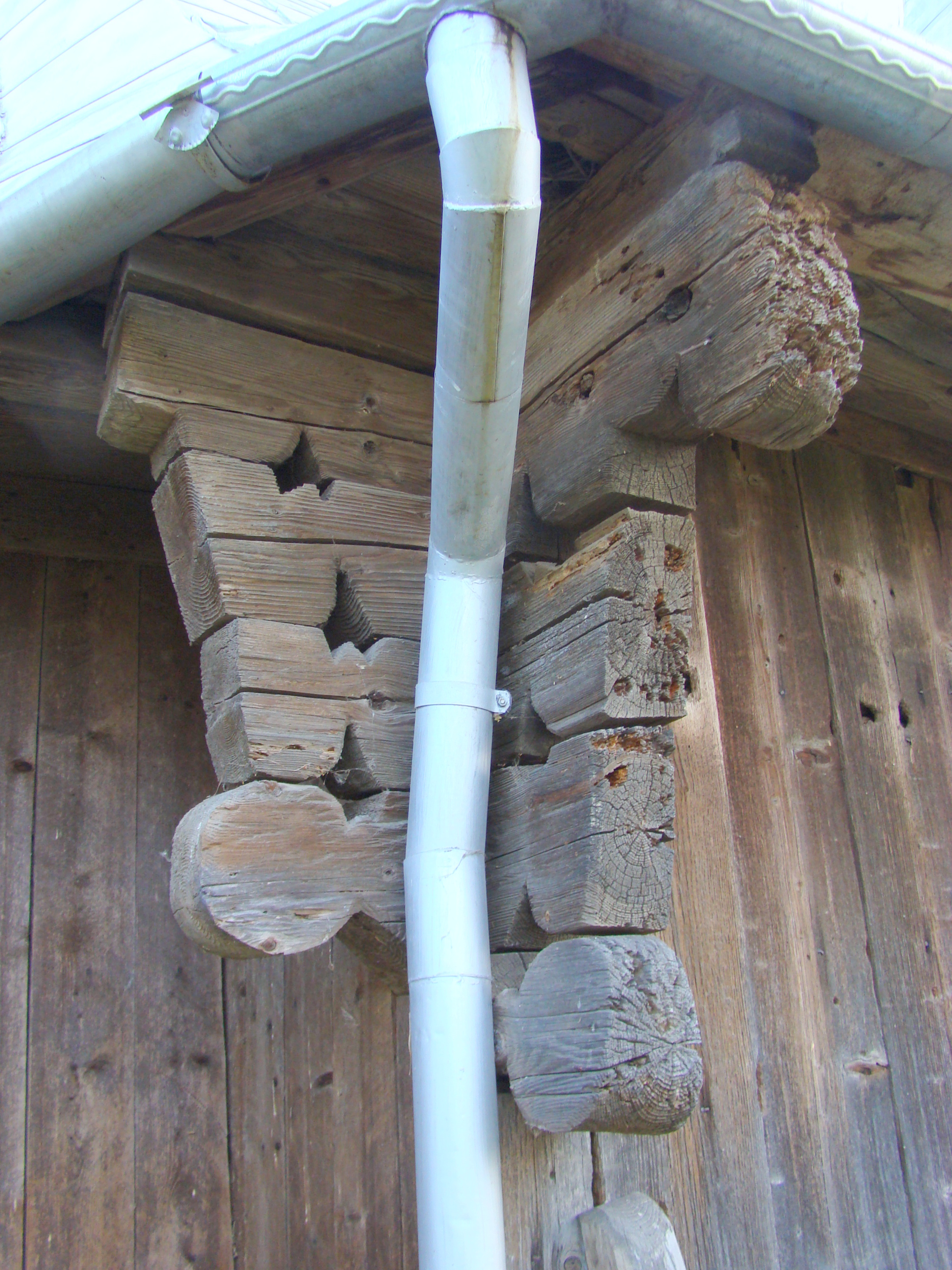
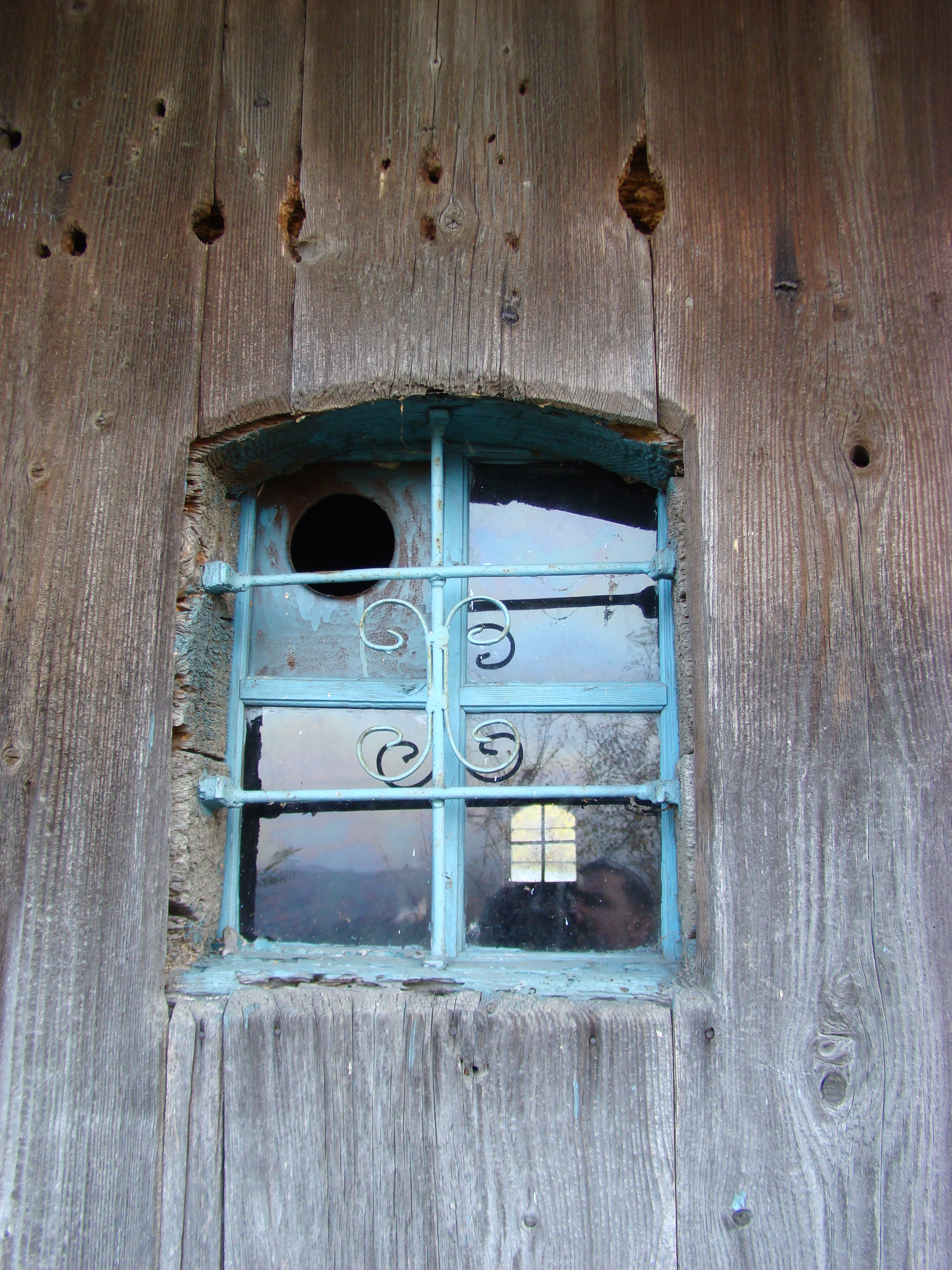
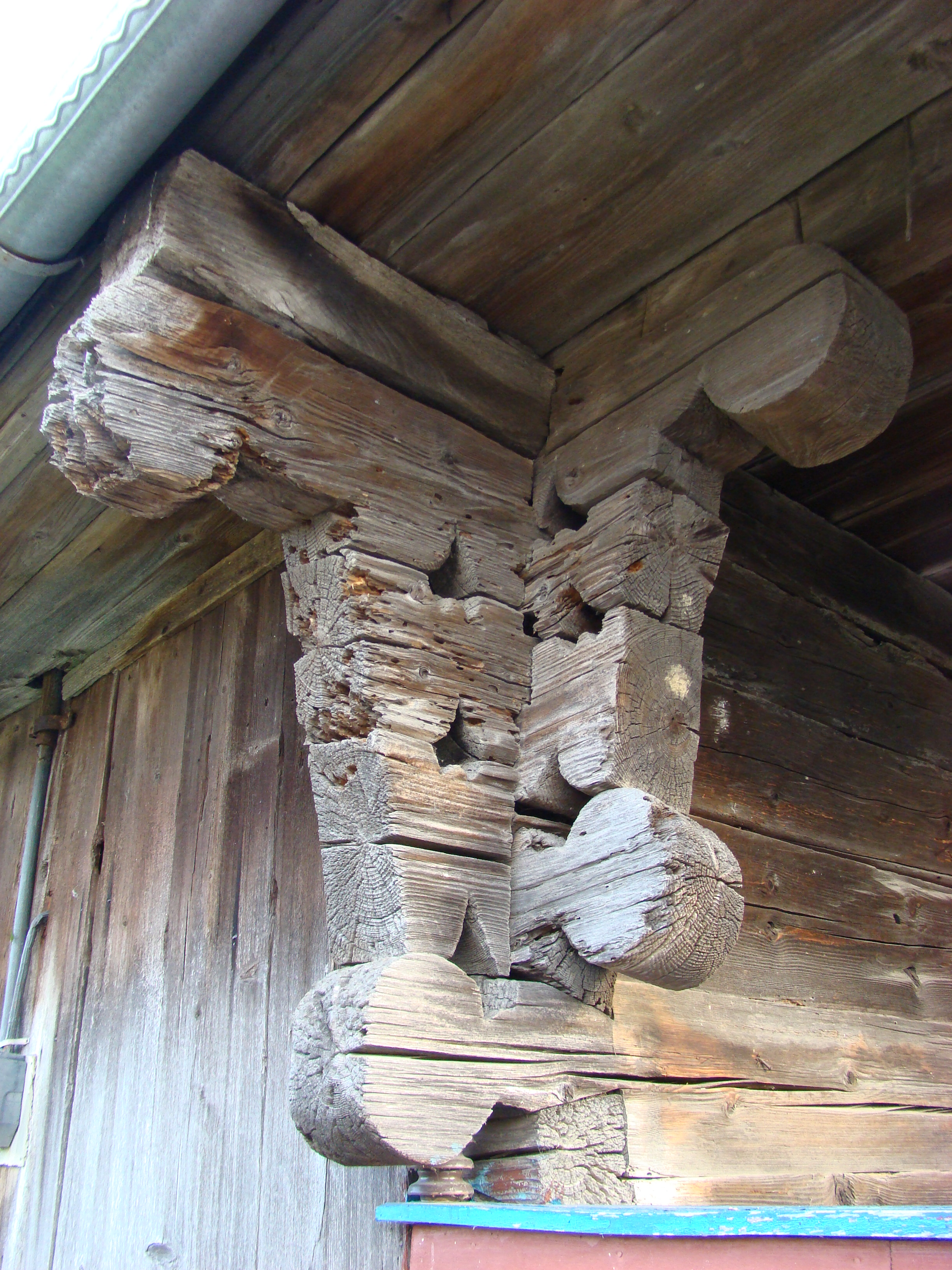
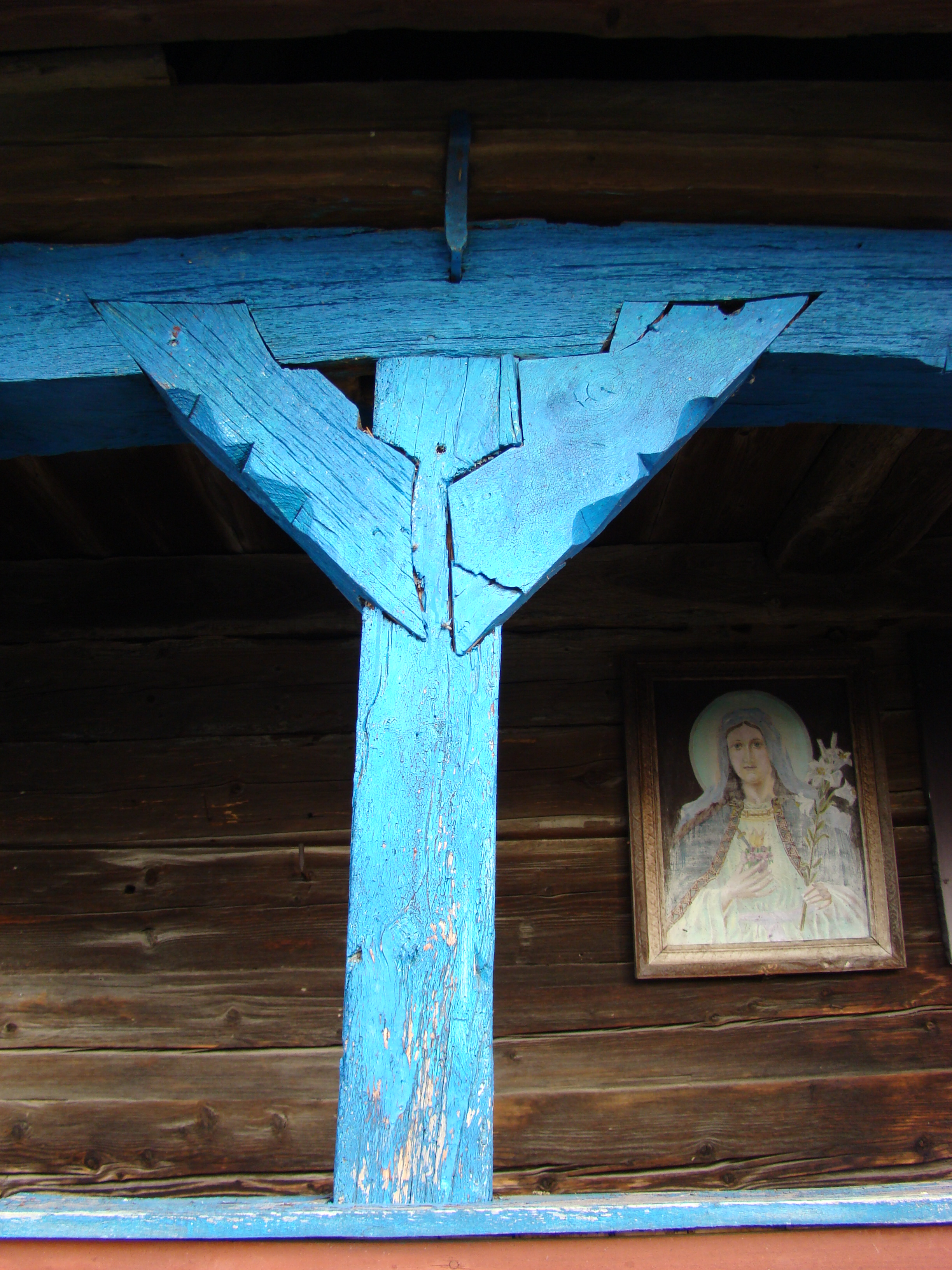
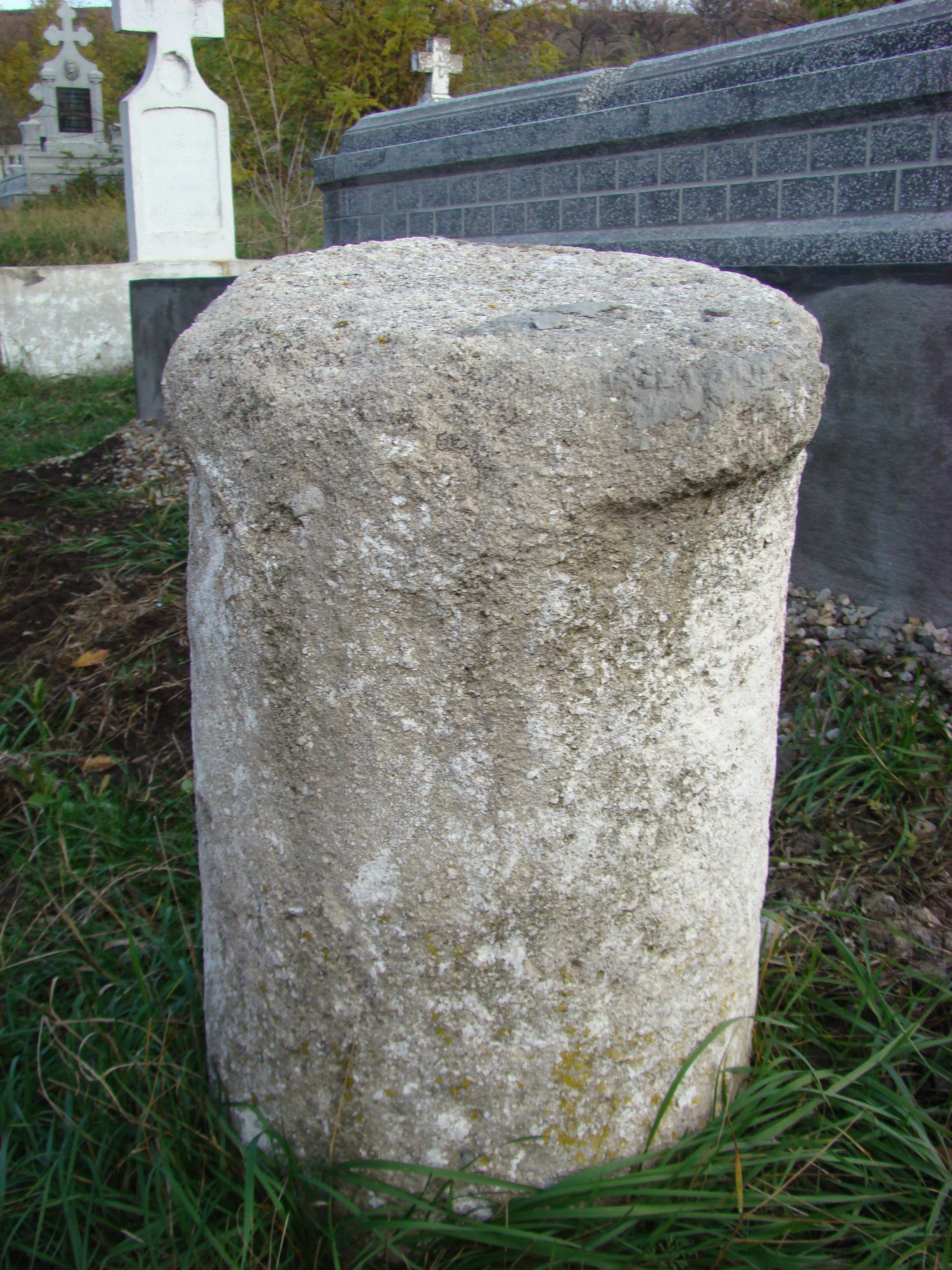
Prestolul bisericii anterioare care a fost mistuită de flăcări
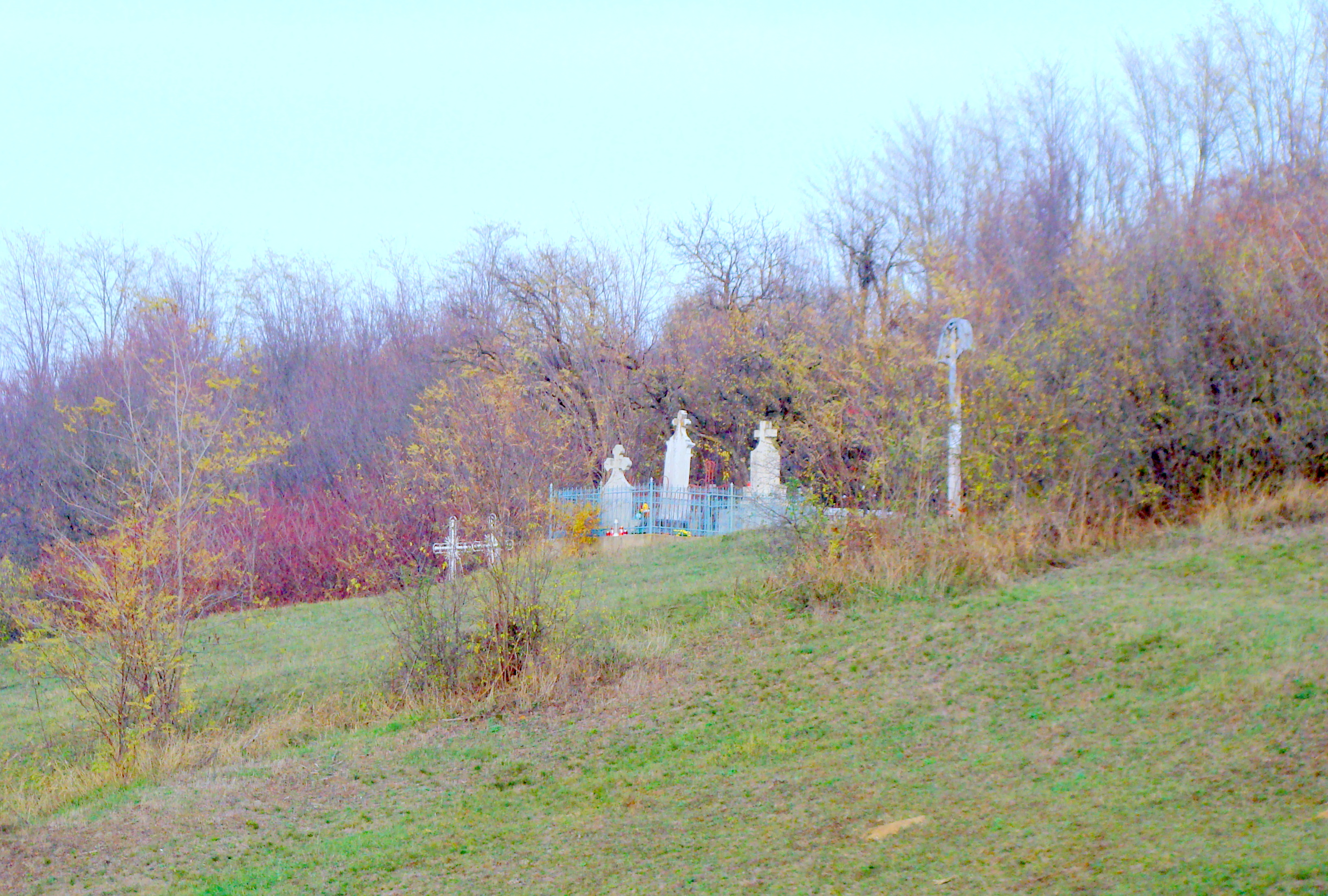
Locul în care s-a aflat biserica ortodoxă de lemn din Frata
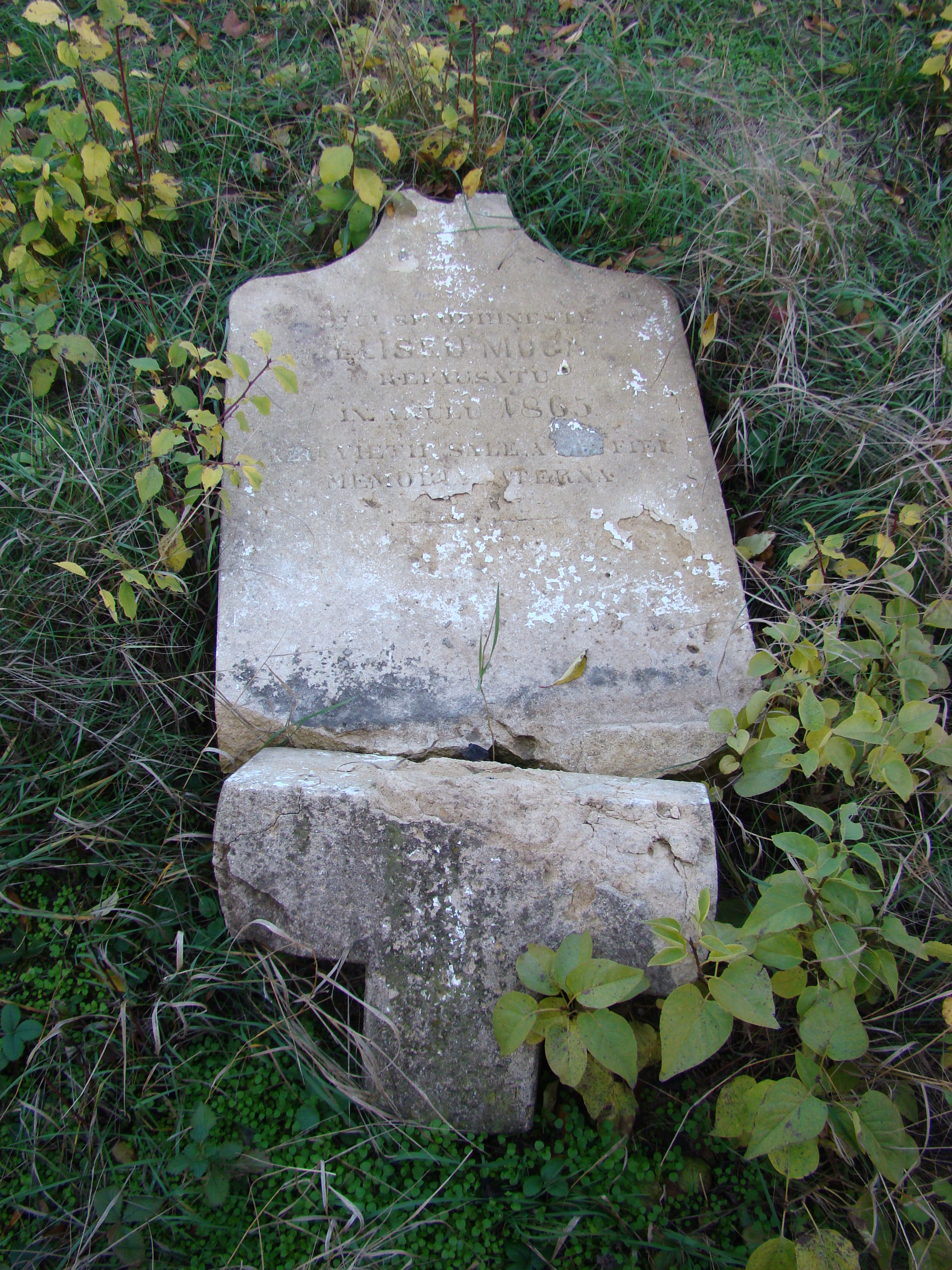
Mormântul preotului greco-catolic Eliseu Moga
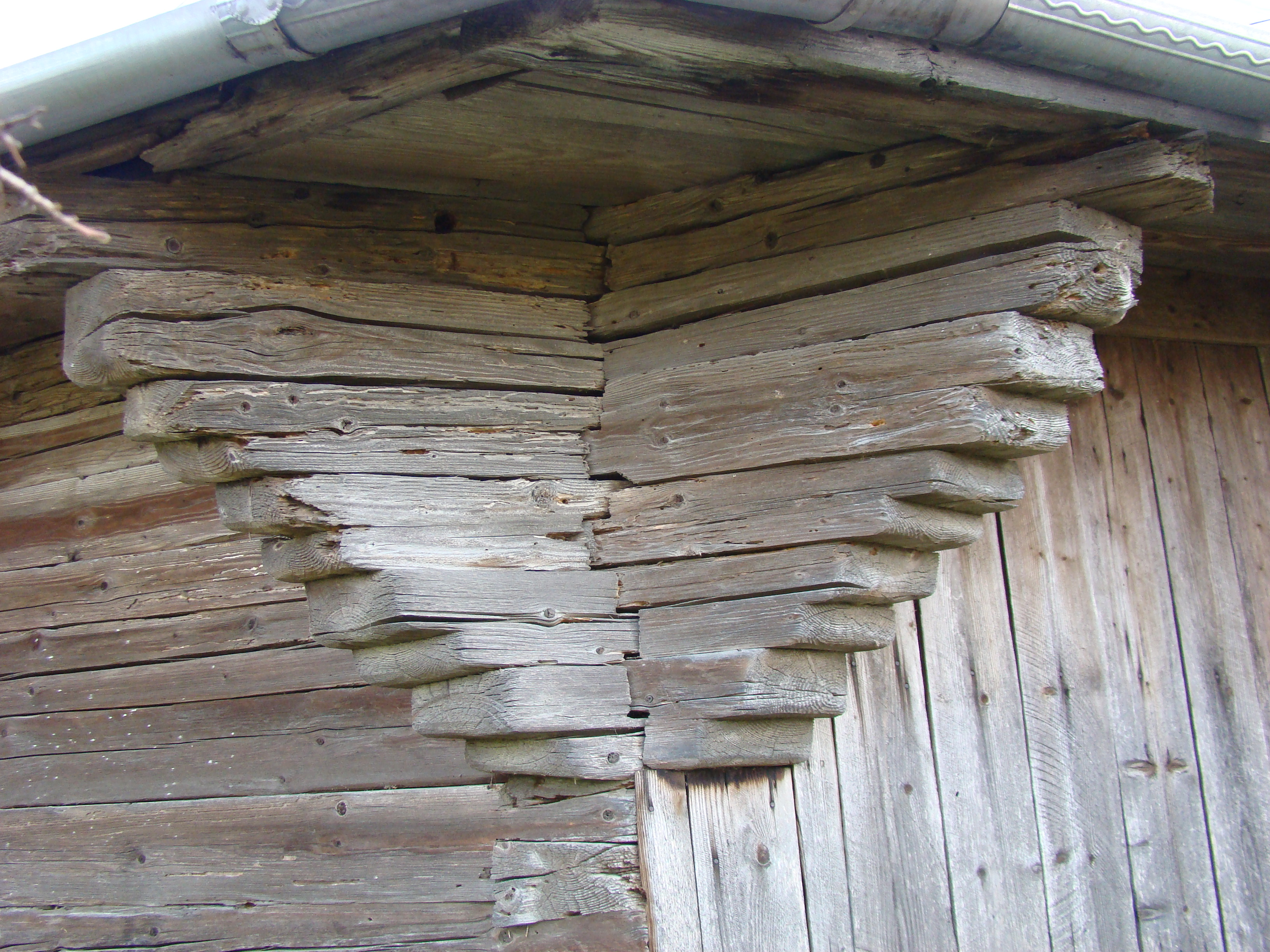
Console

## Imagini din interior

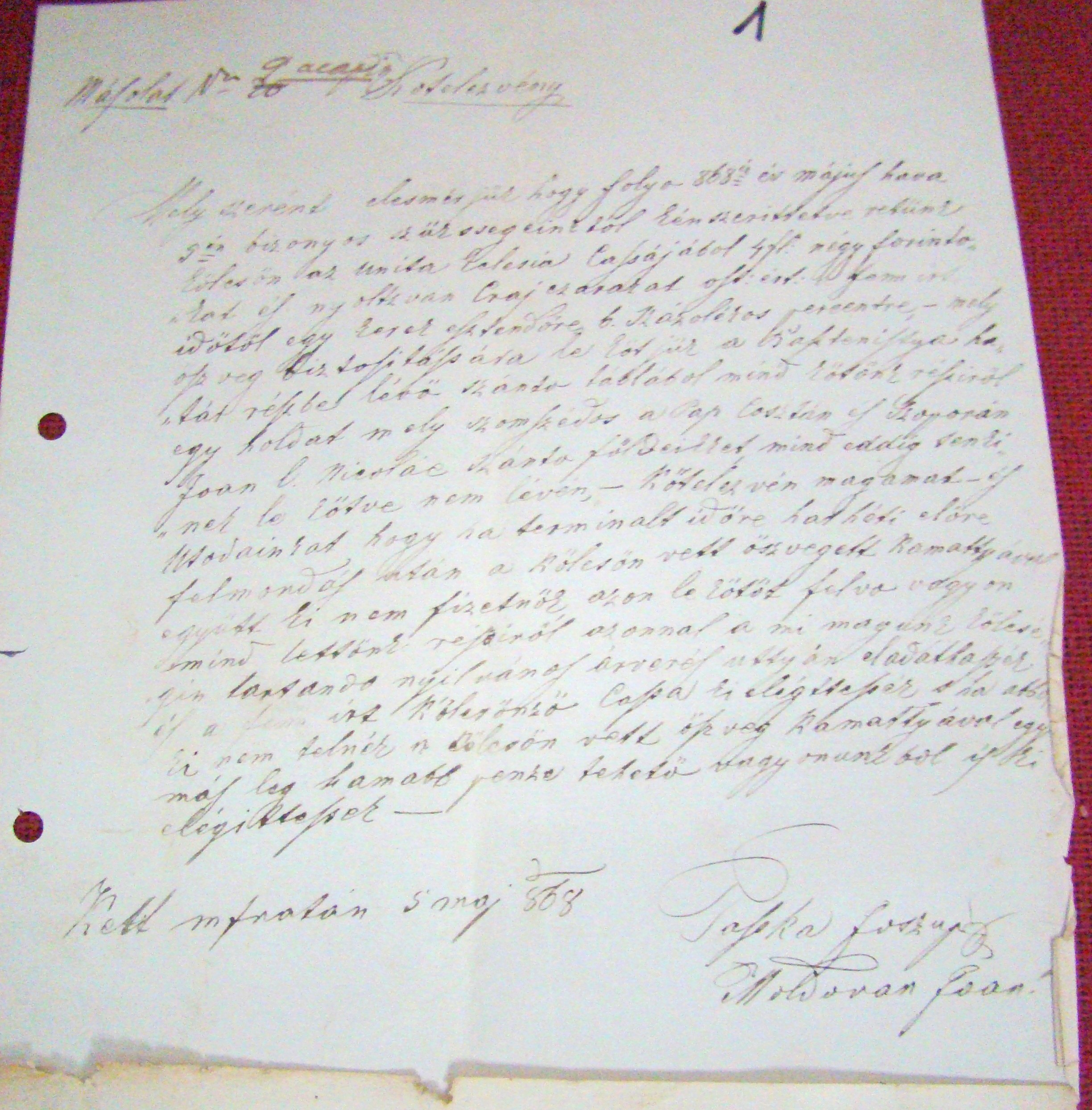
Manuscris în limba maghiară din 1868
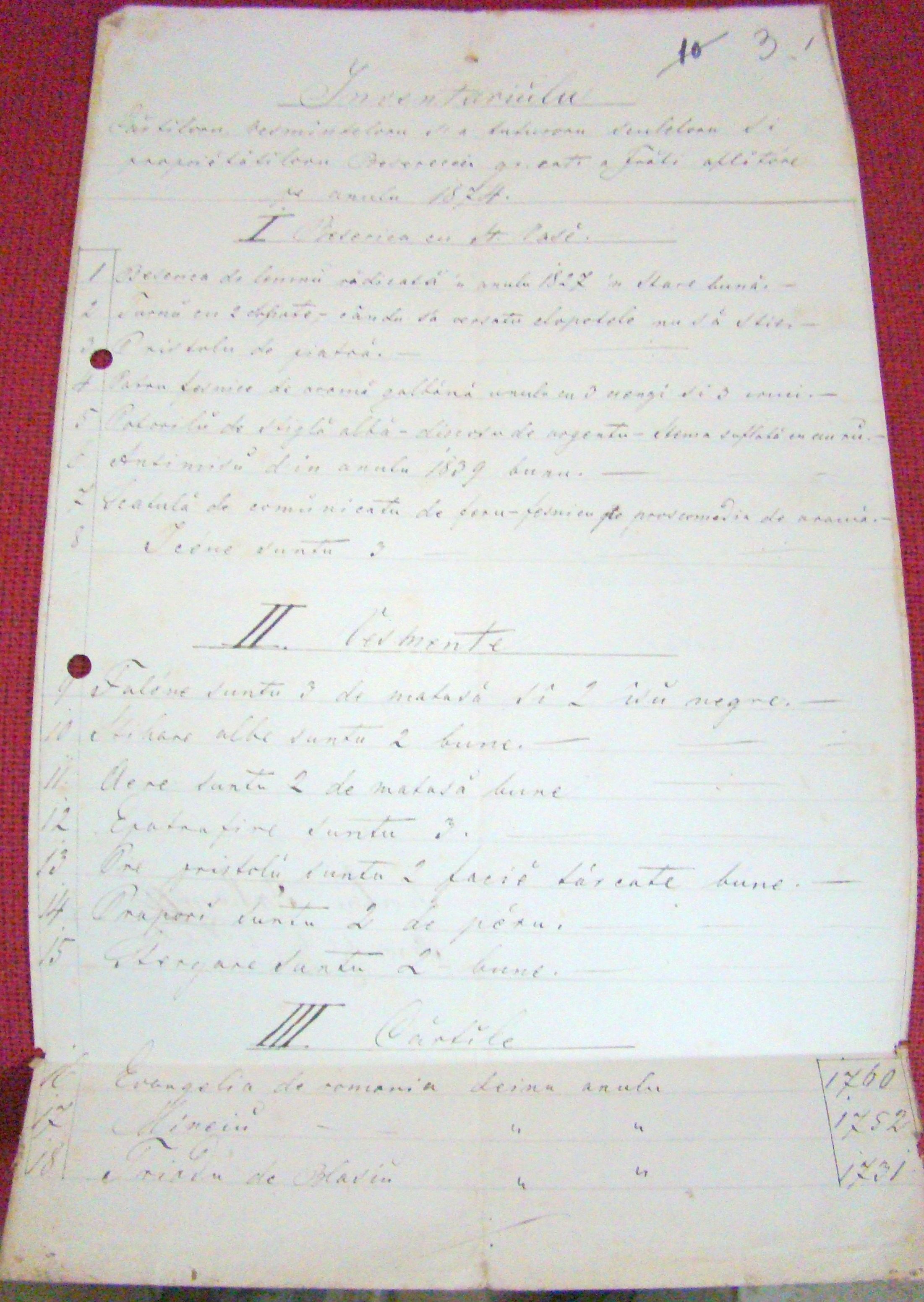
Inventarul din 1874
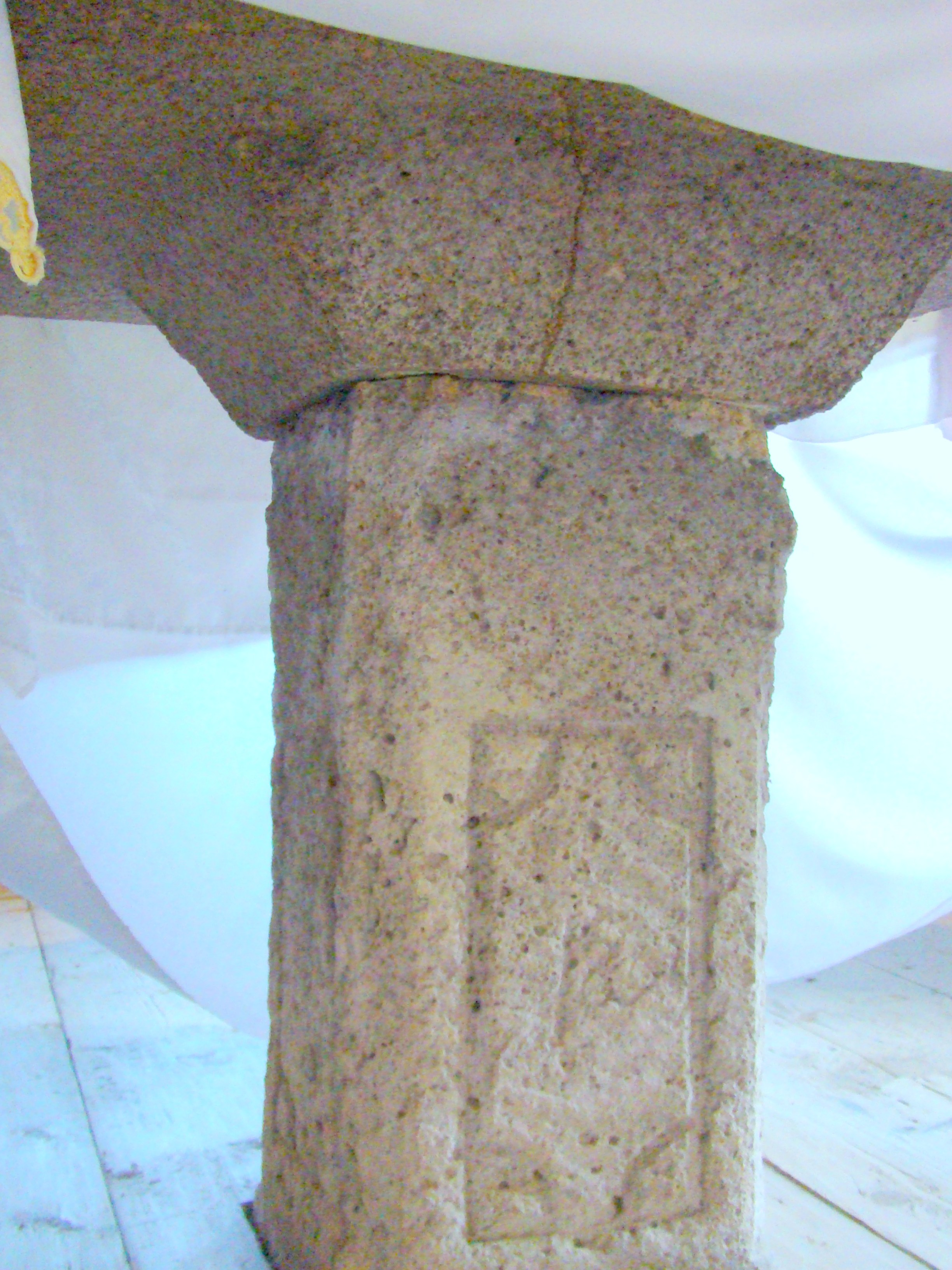
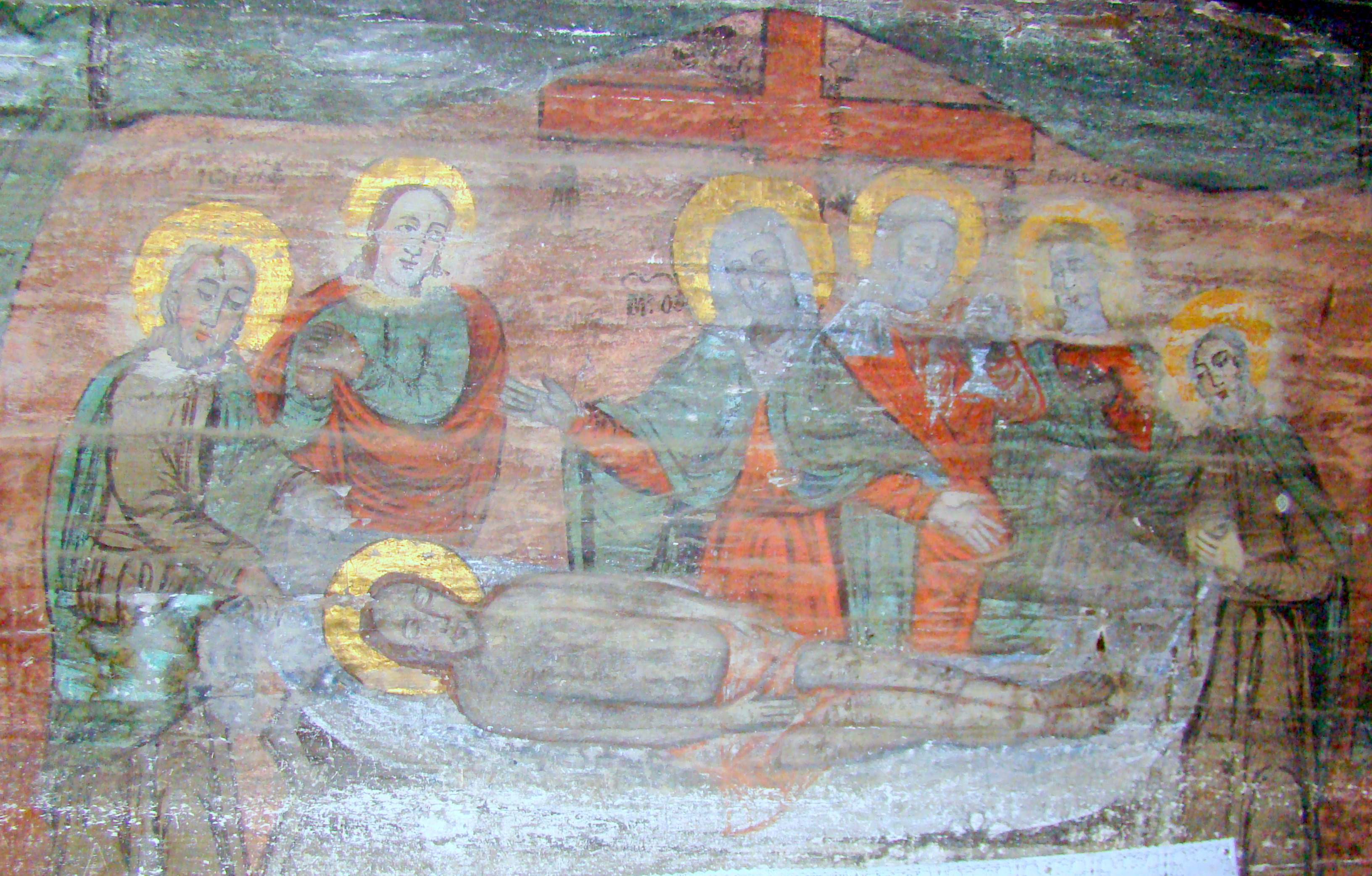
Pictura altarului: Punerea în mormânt
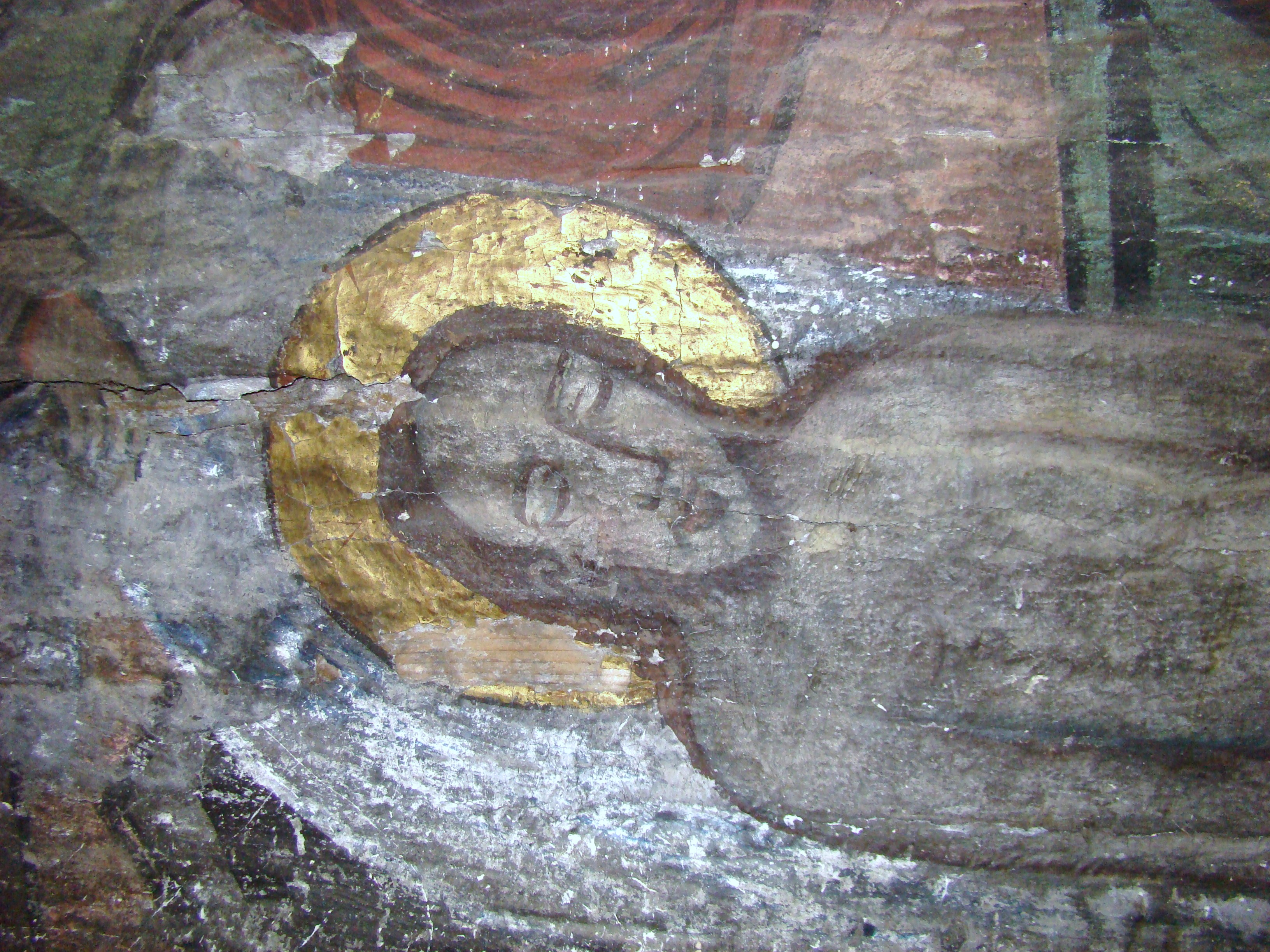
Pictura altarului: Punerea în mormânt (detaliu)
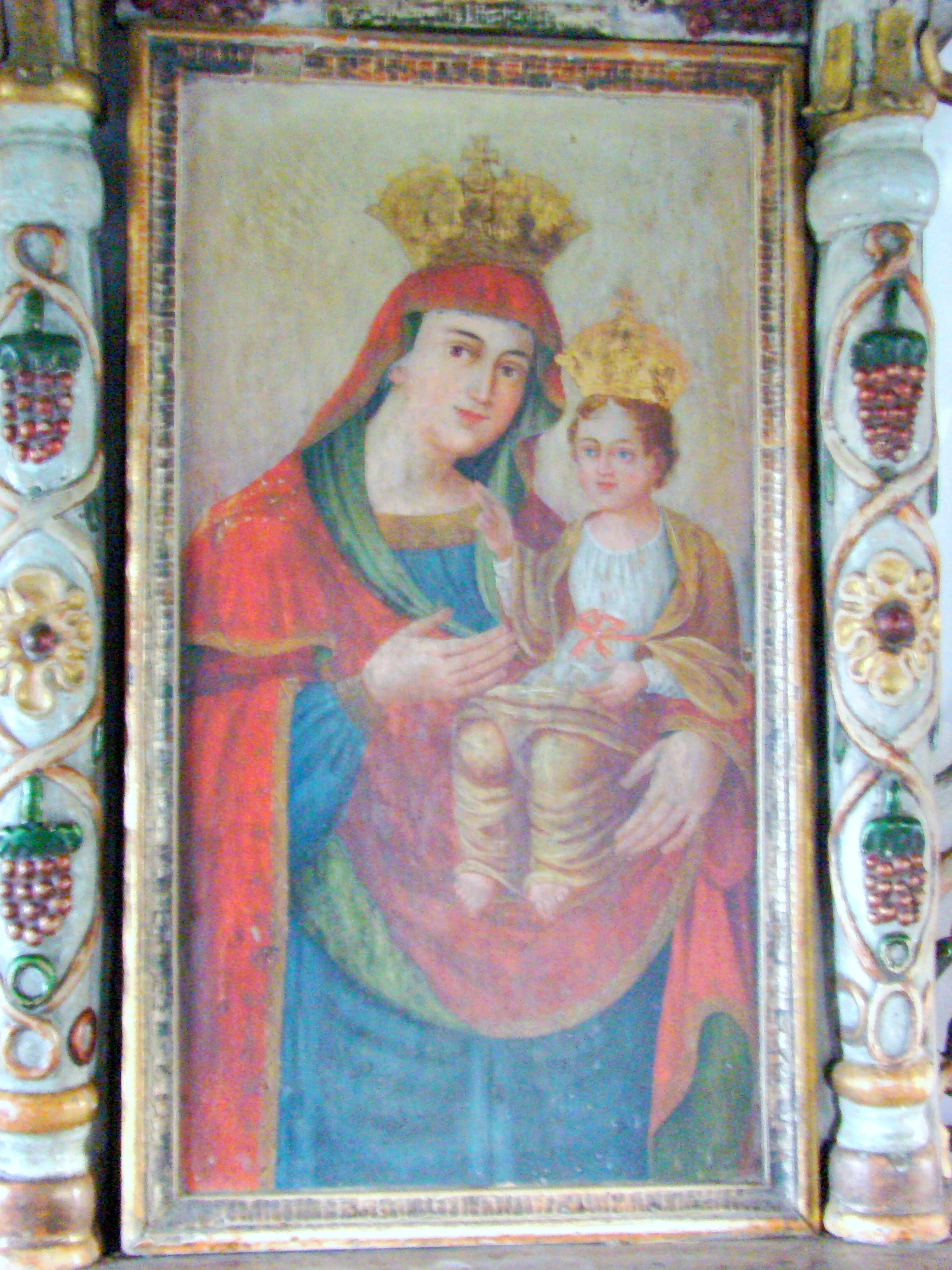
Icoană împărătească: Maria cu pruncul
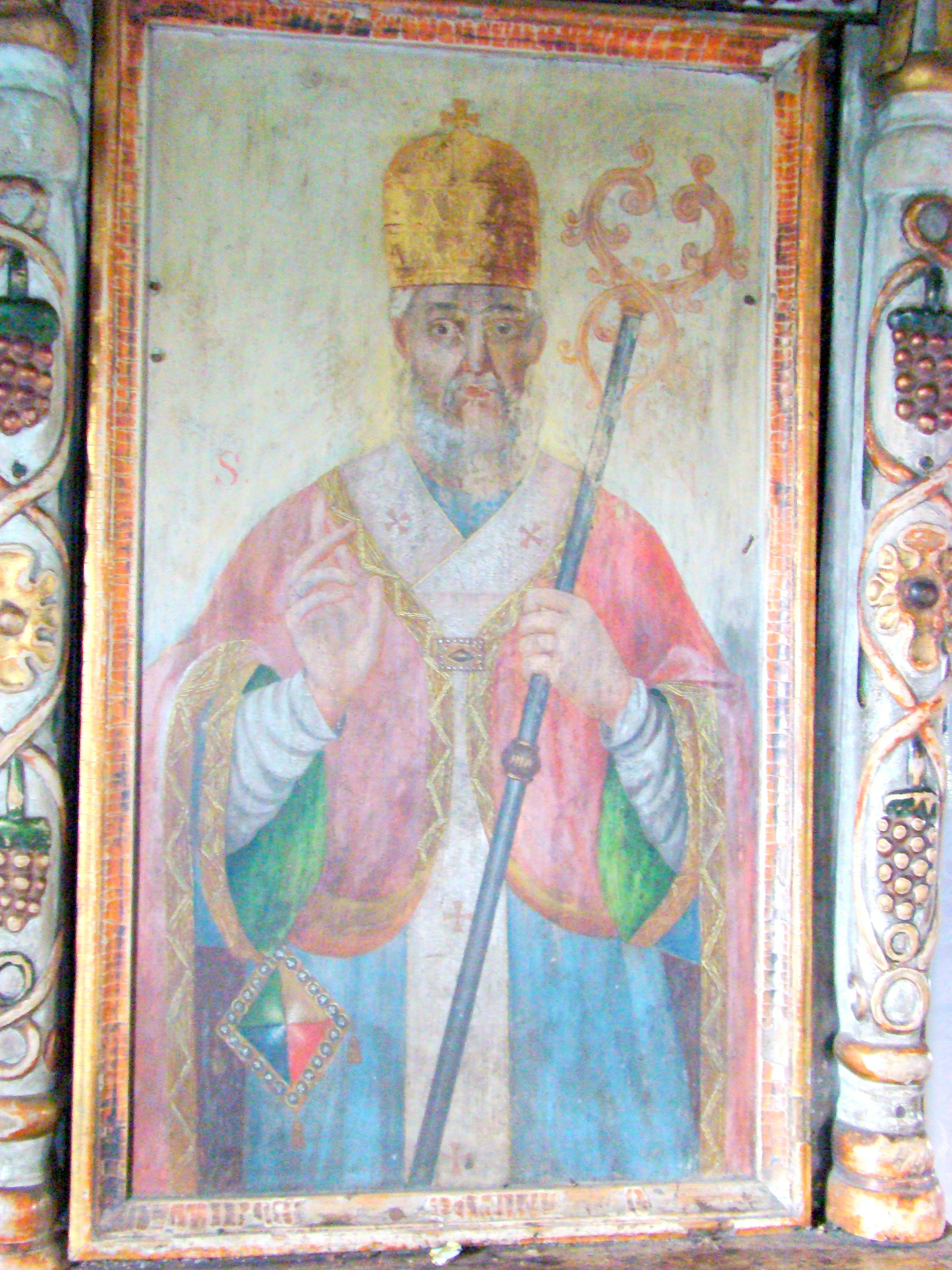
Icoană împărătească: Sfântul Nicolae
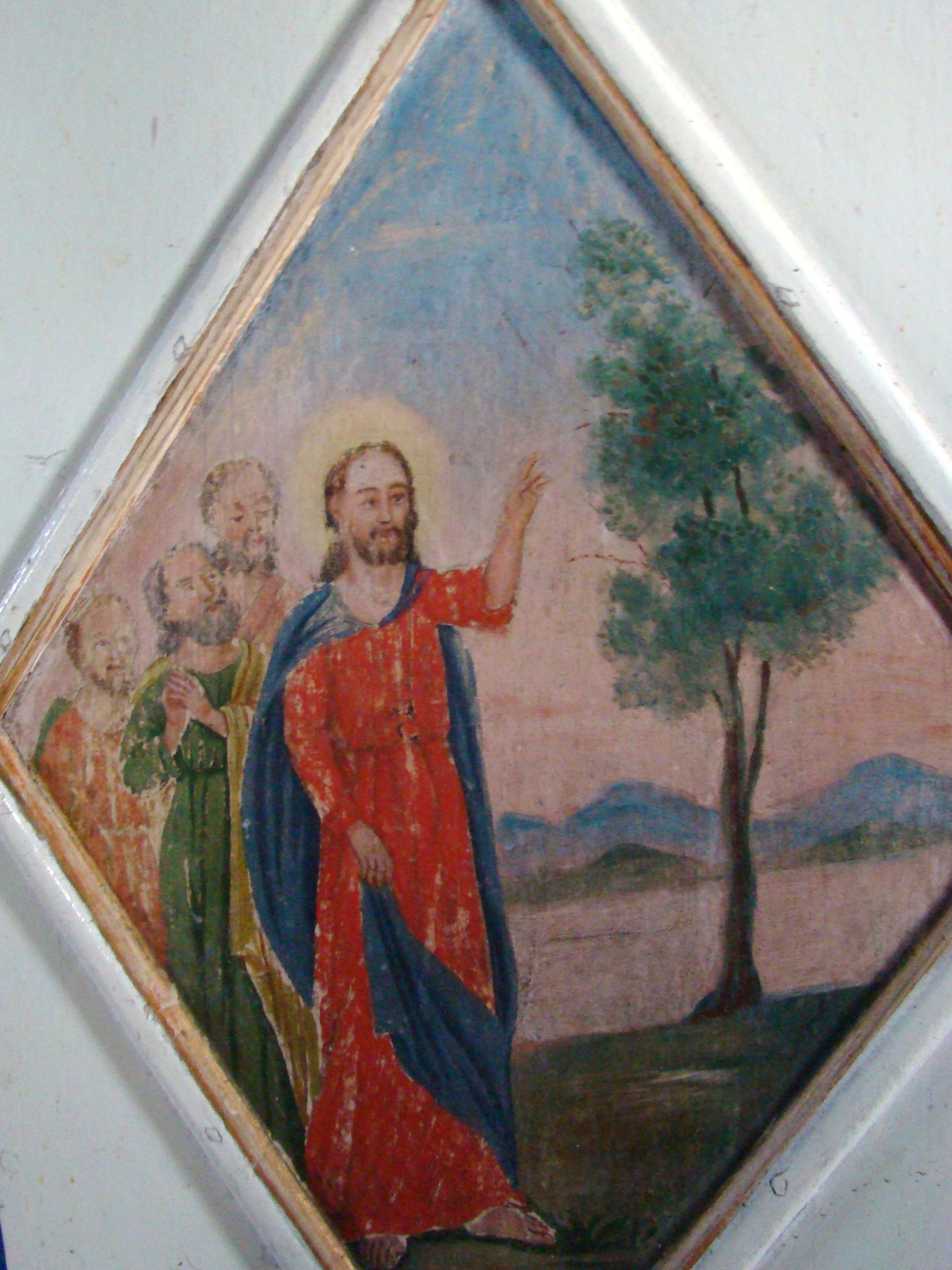
Poală de icoană împărătească
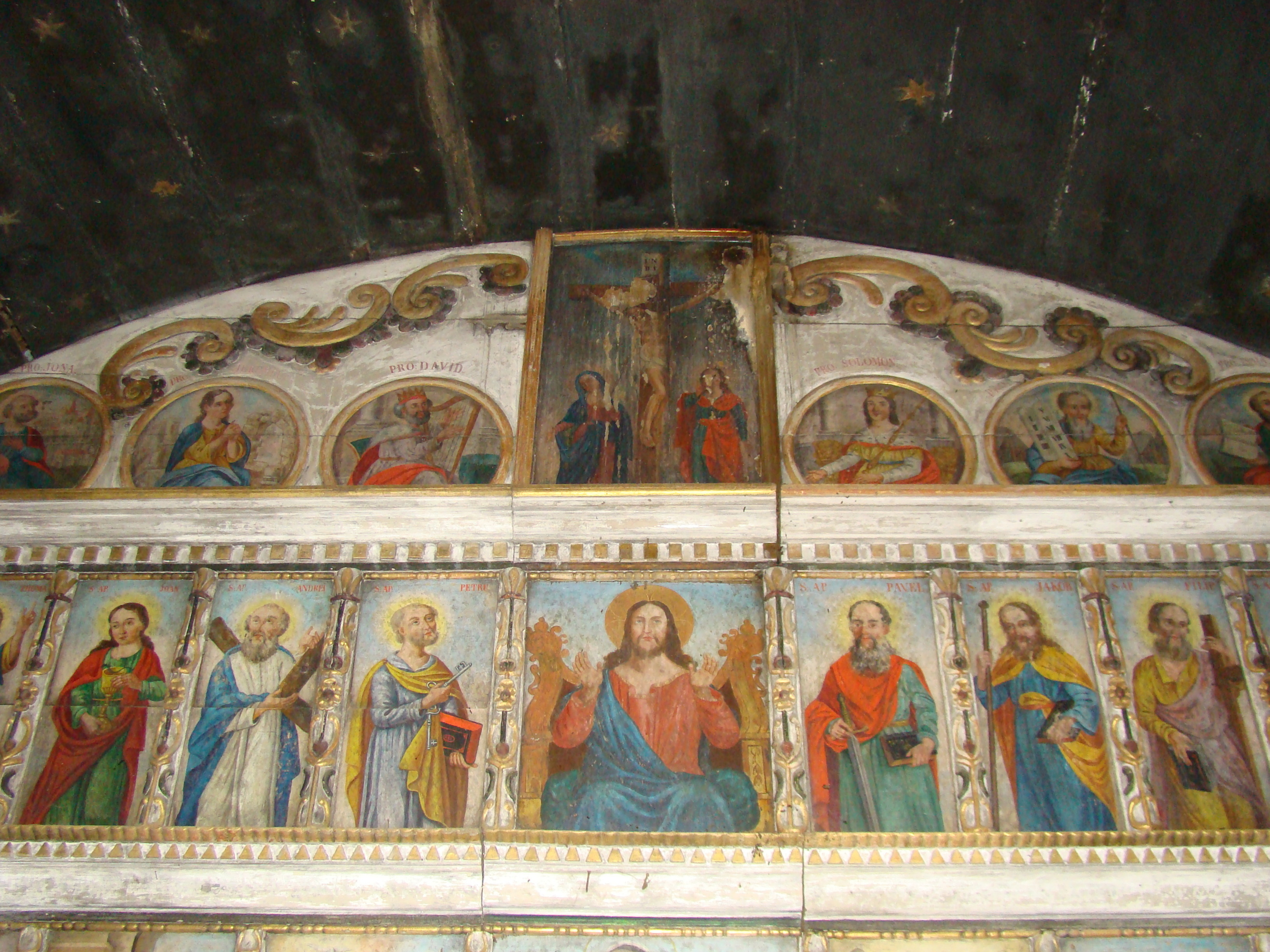
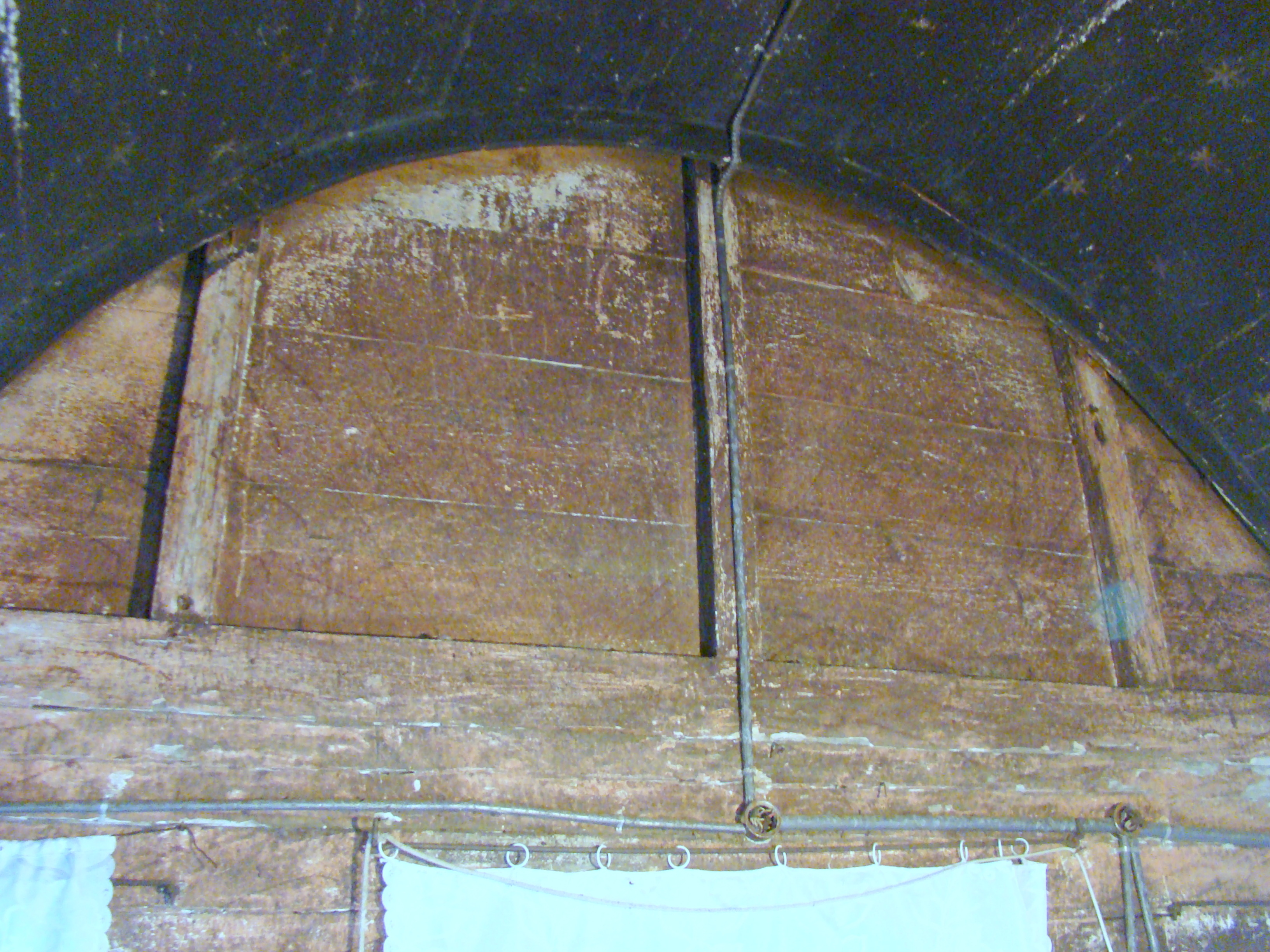
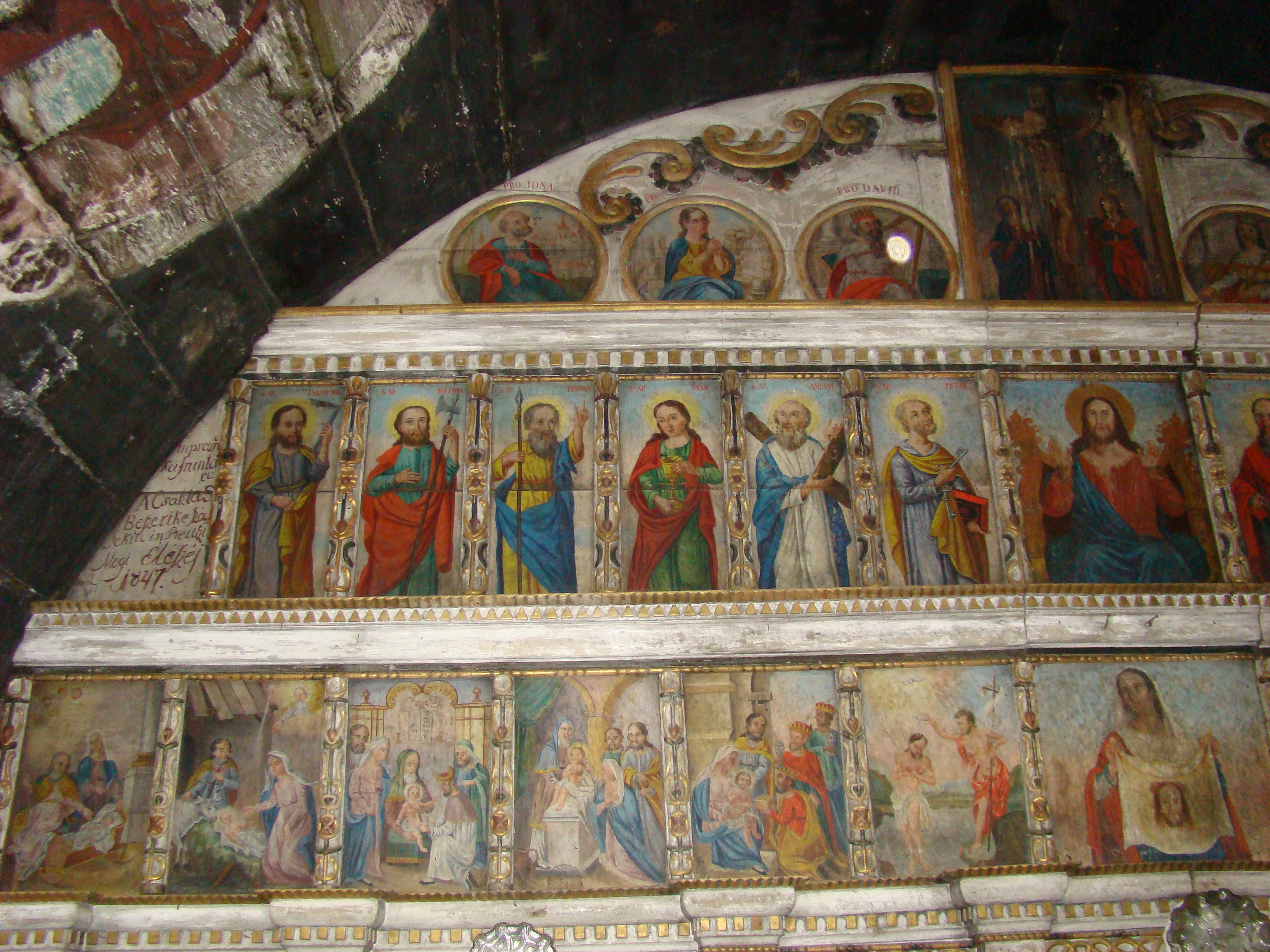
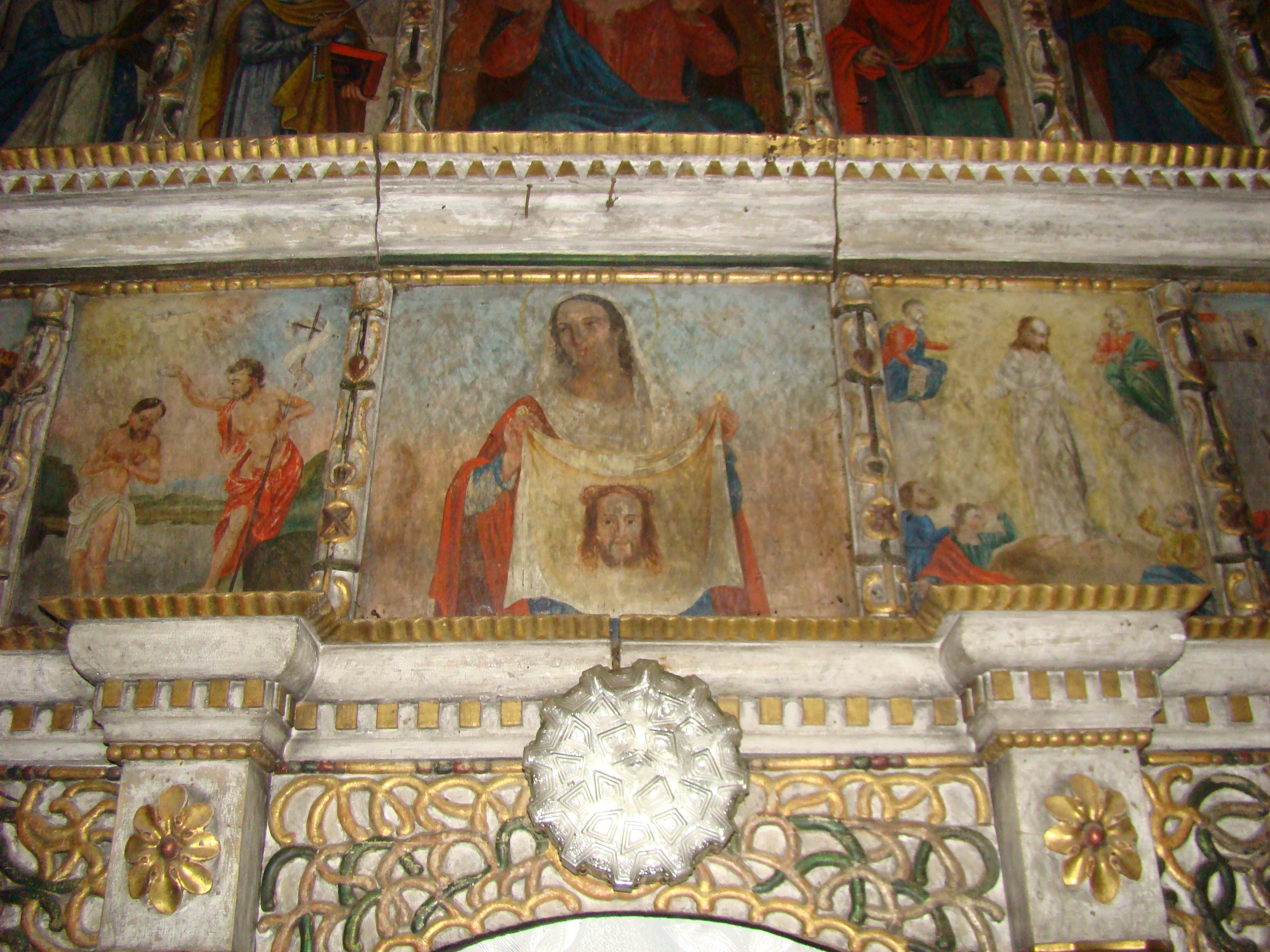
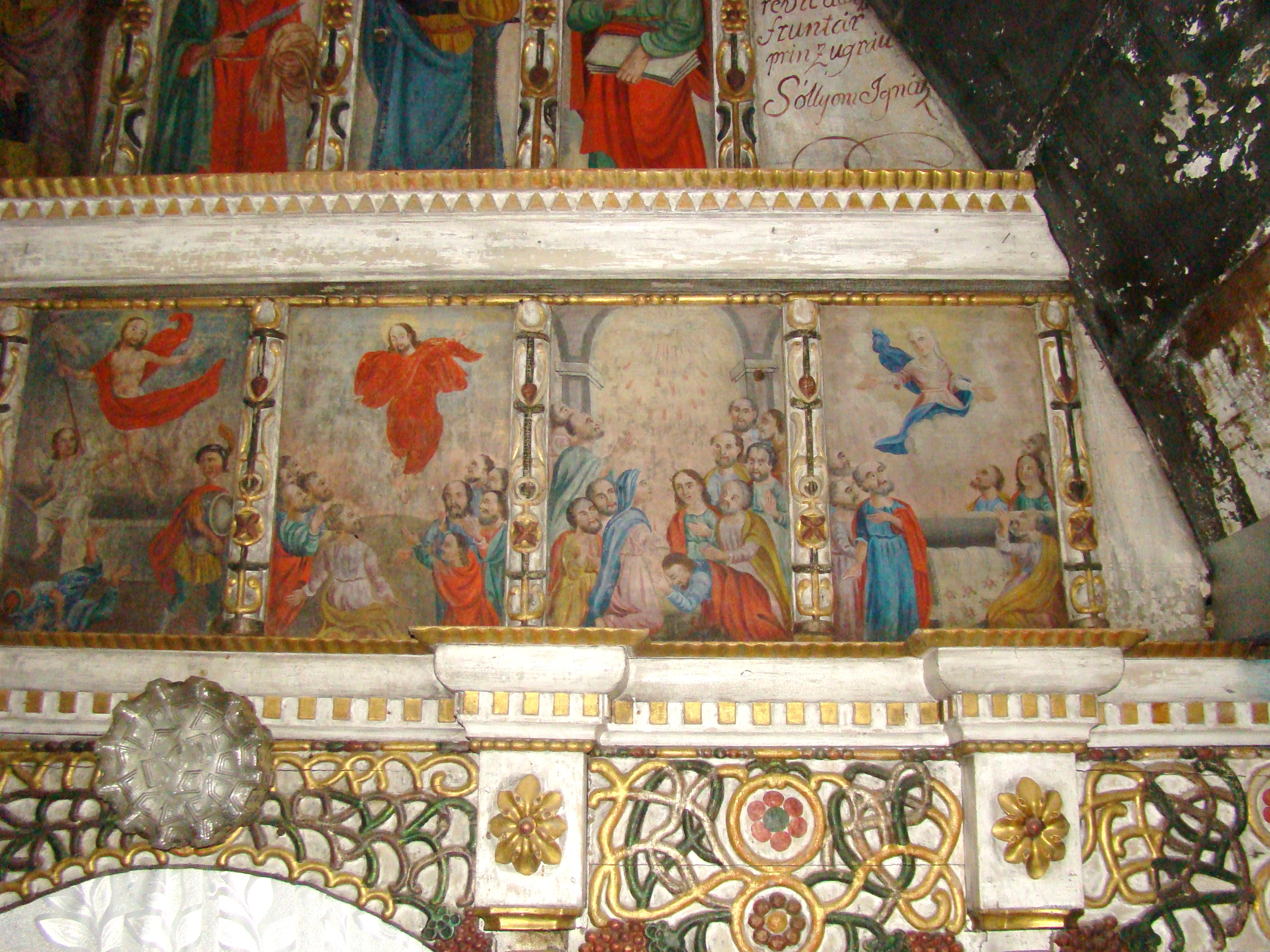
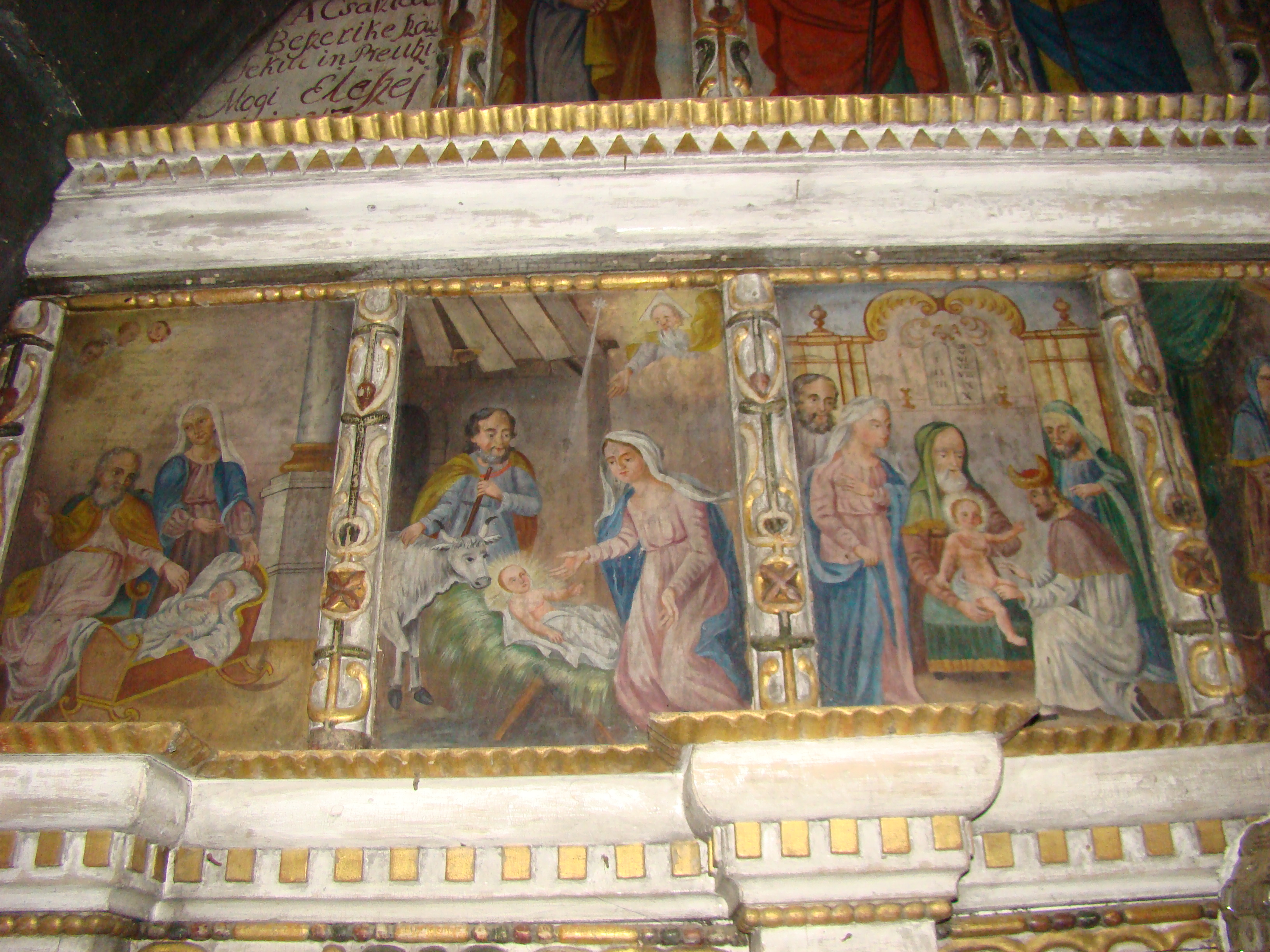
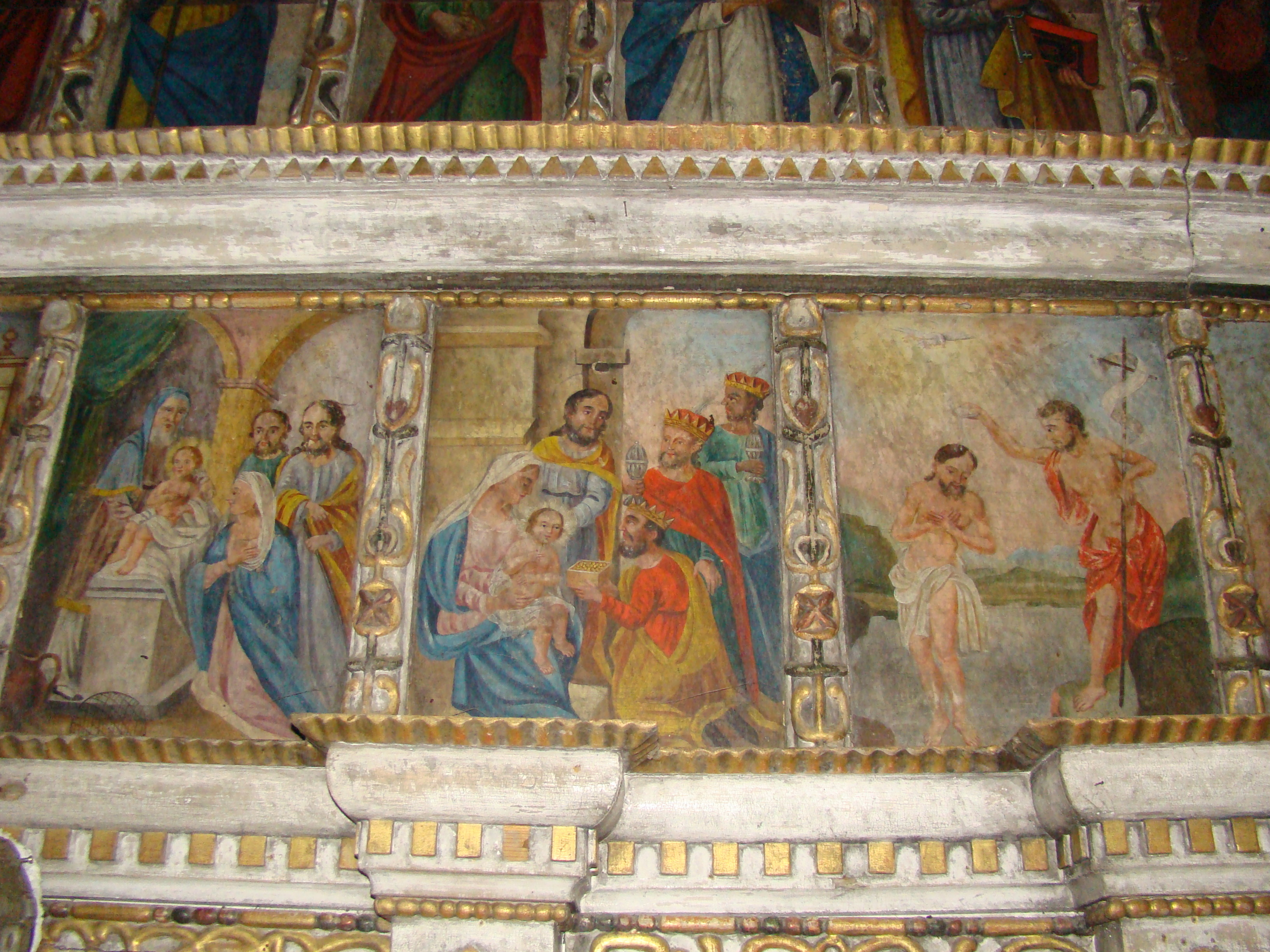
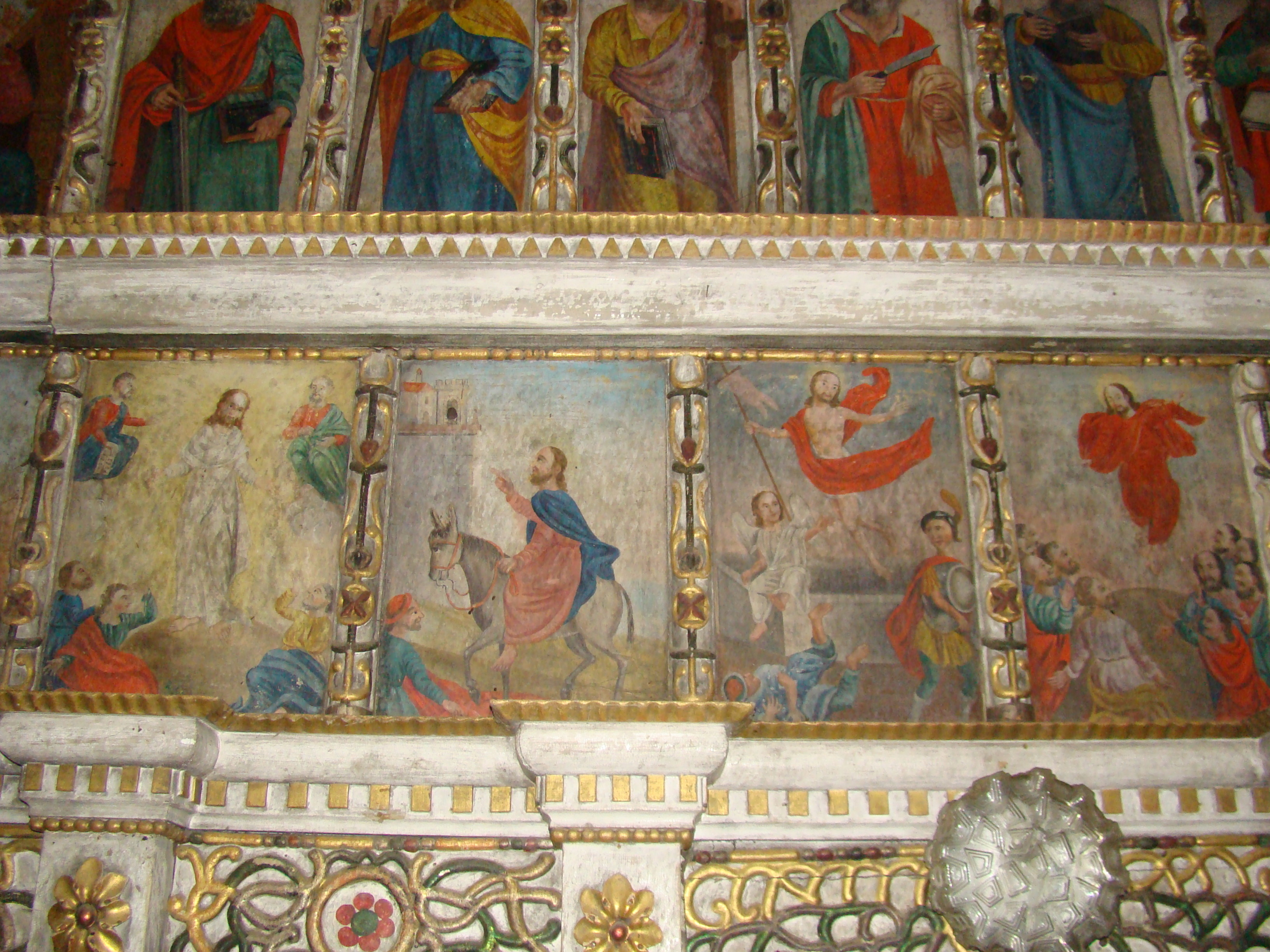
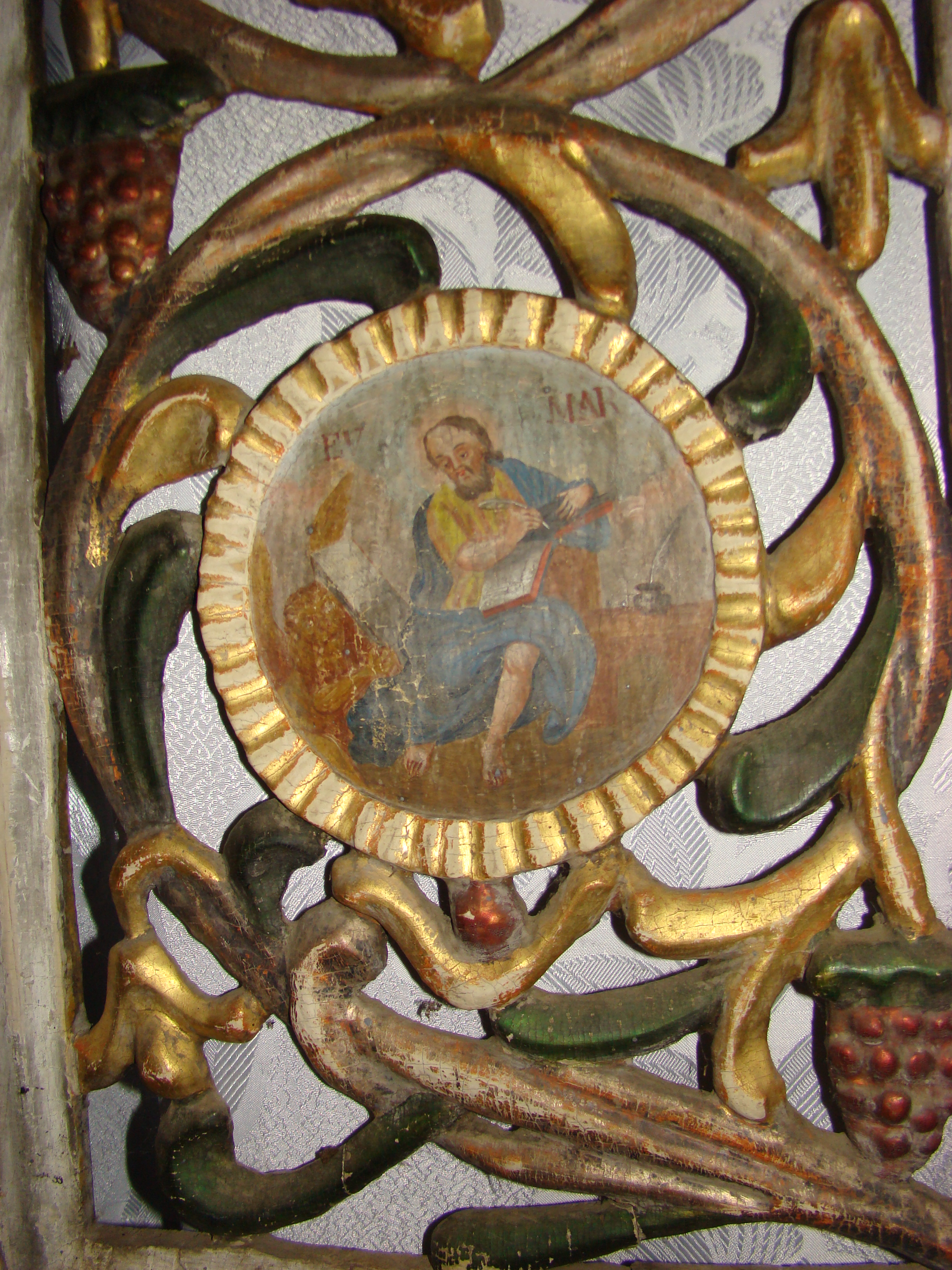
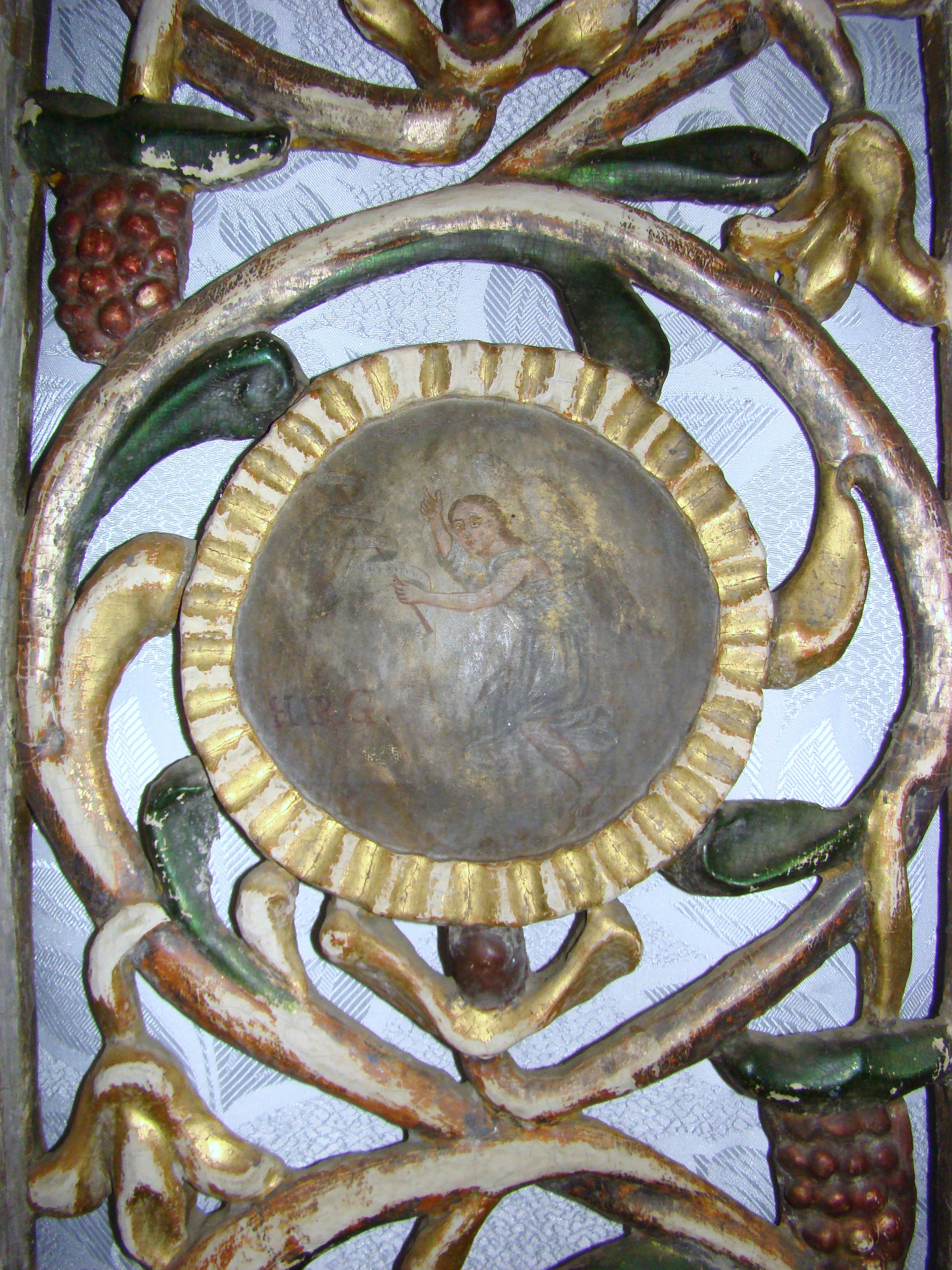
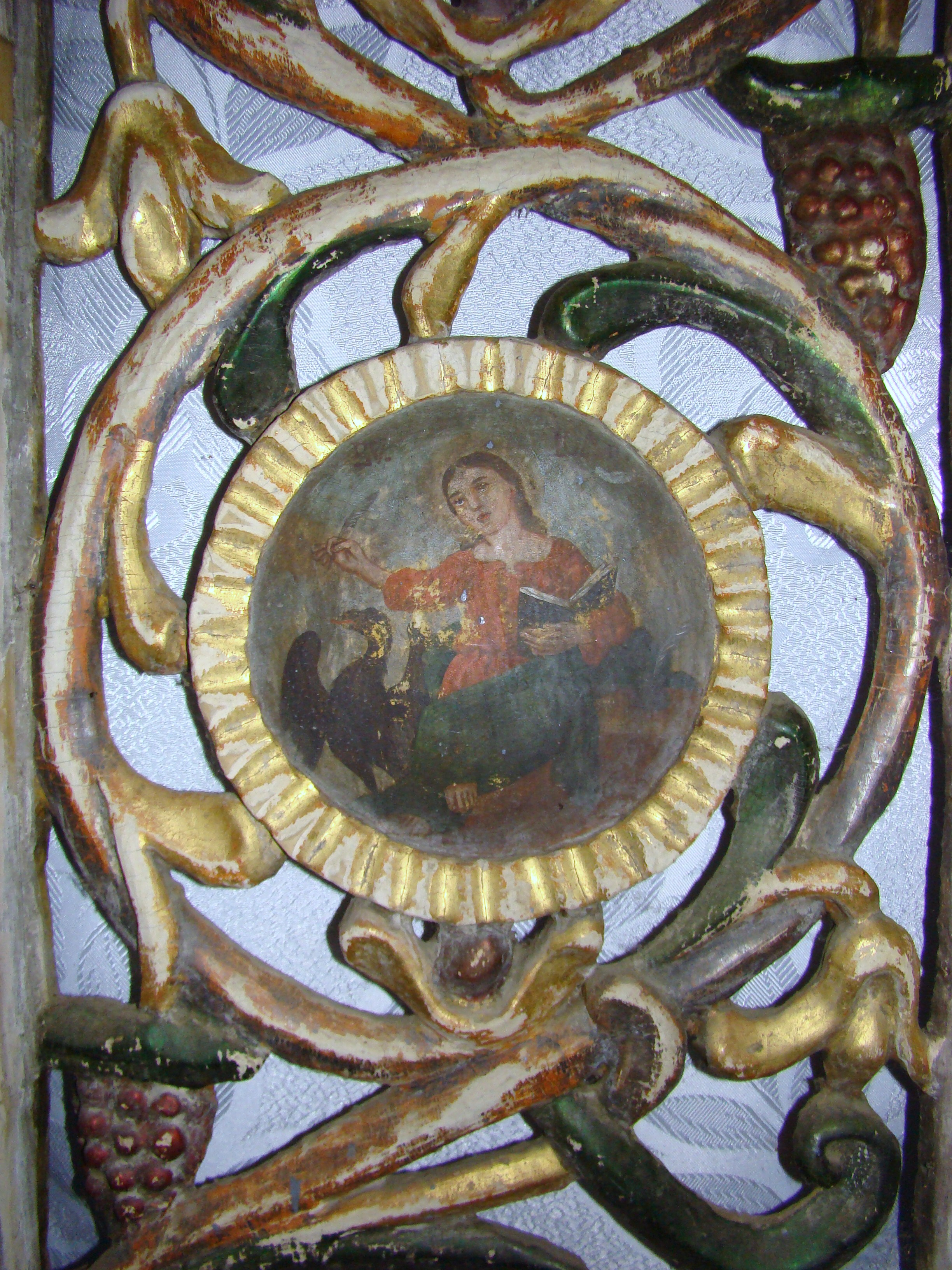
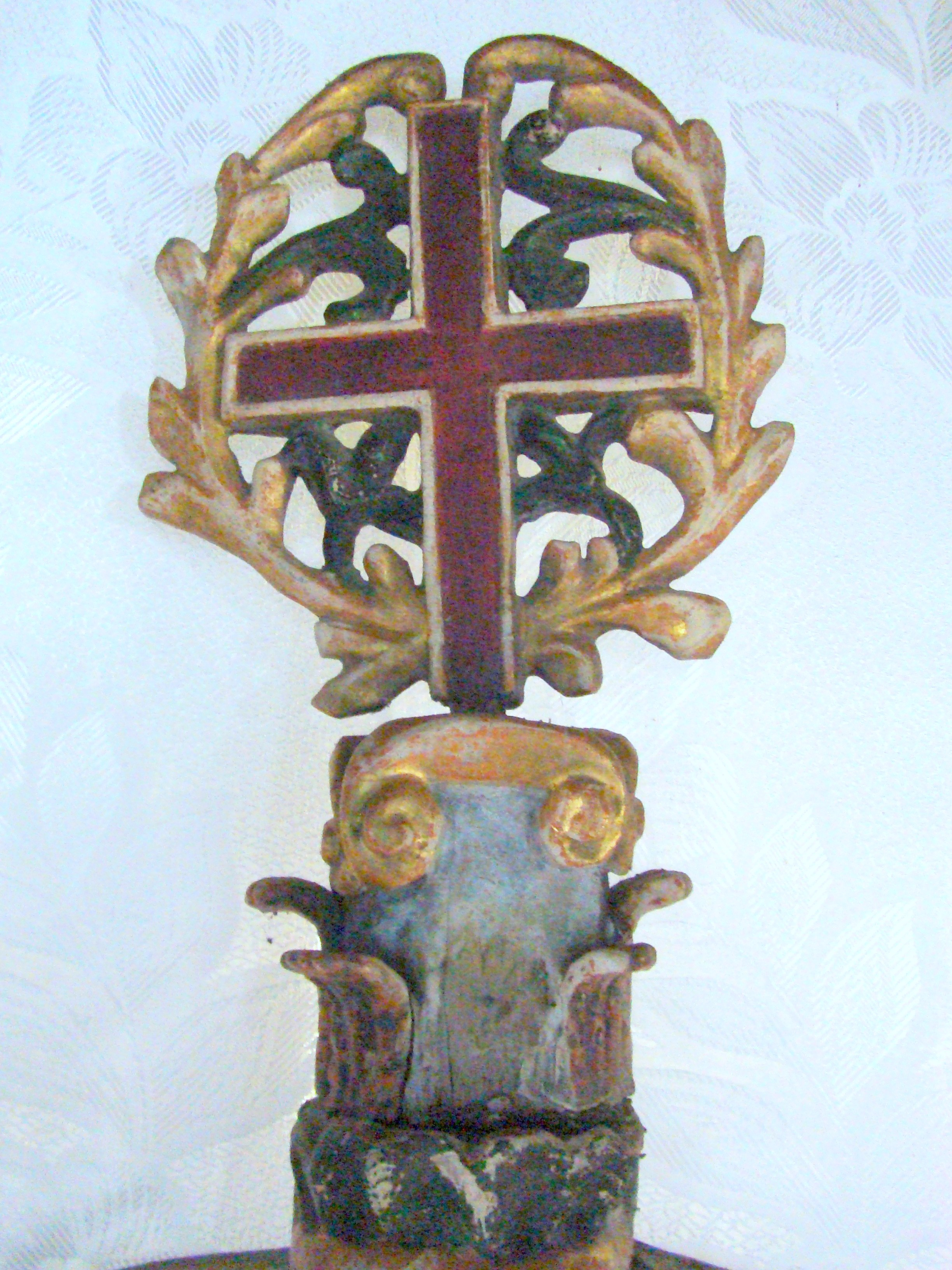
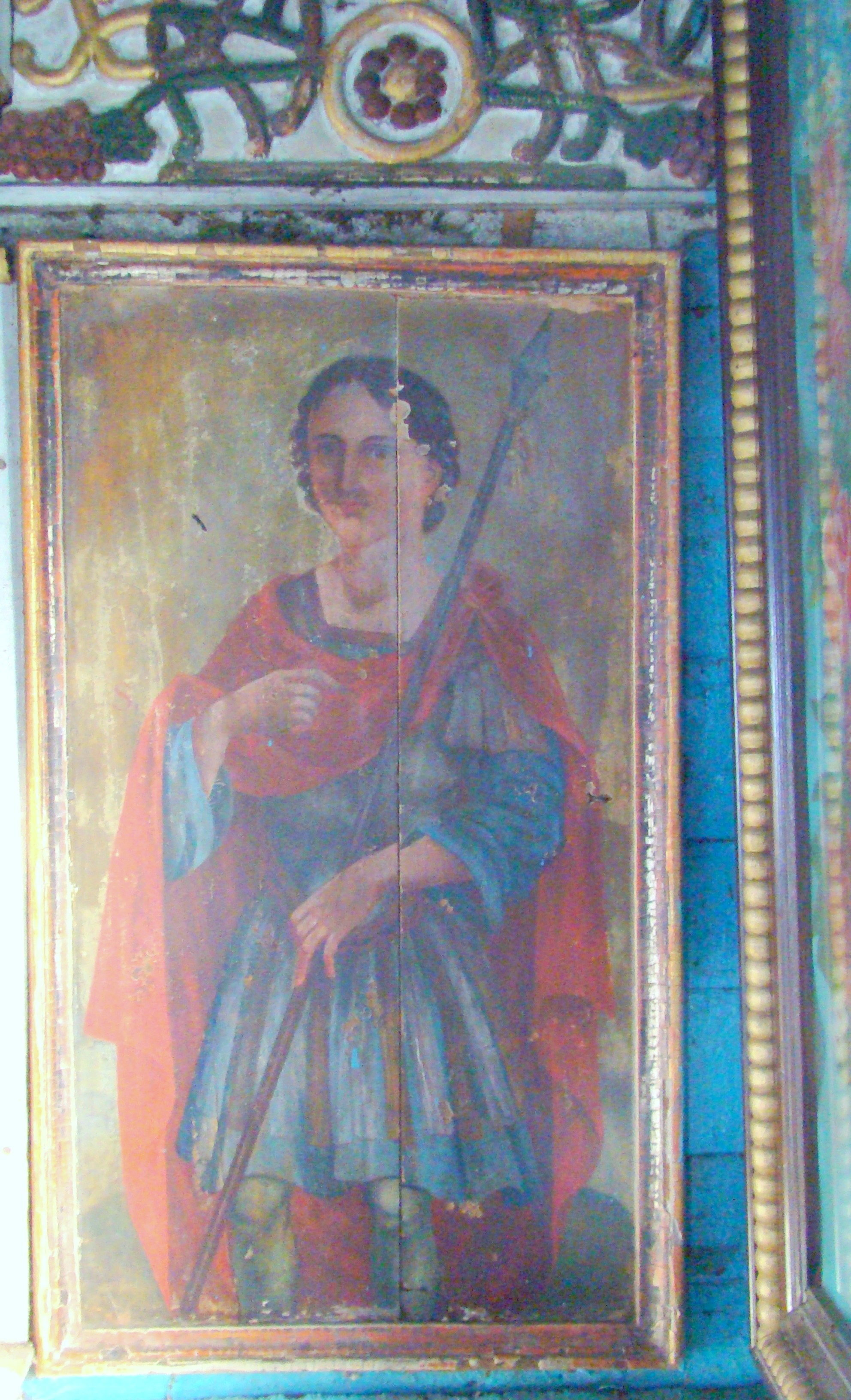
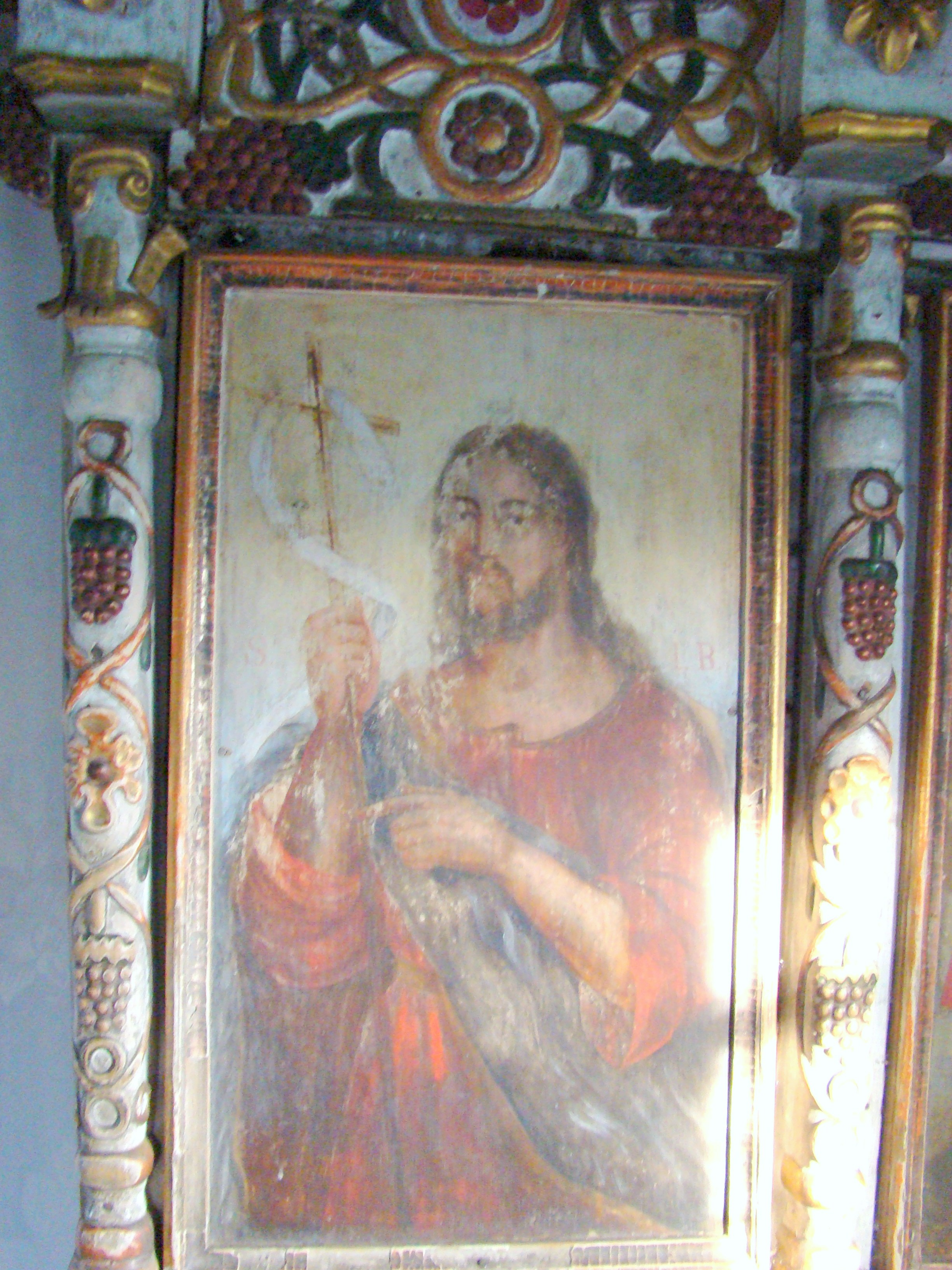
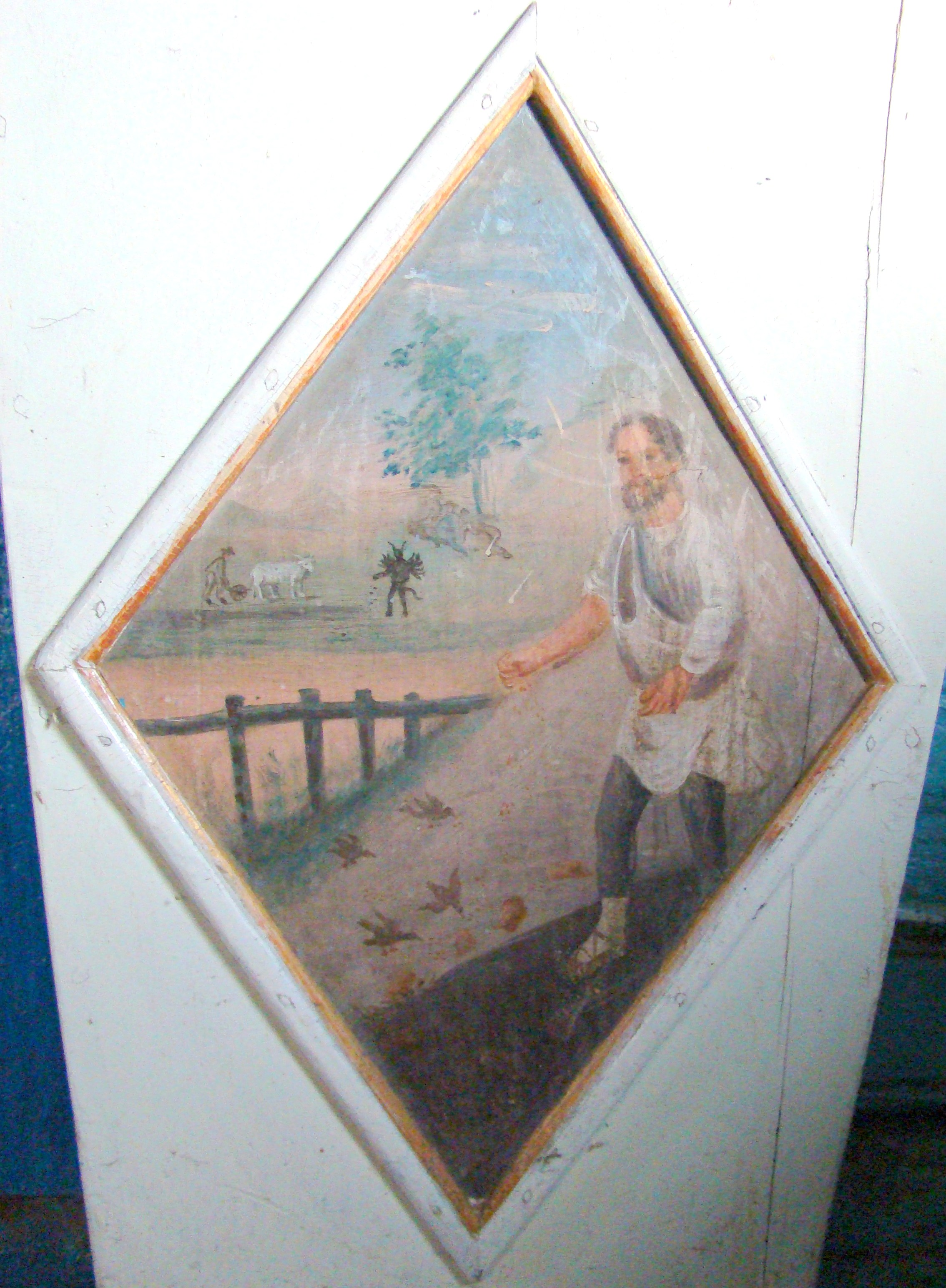
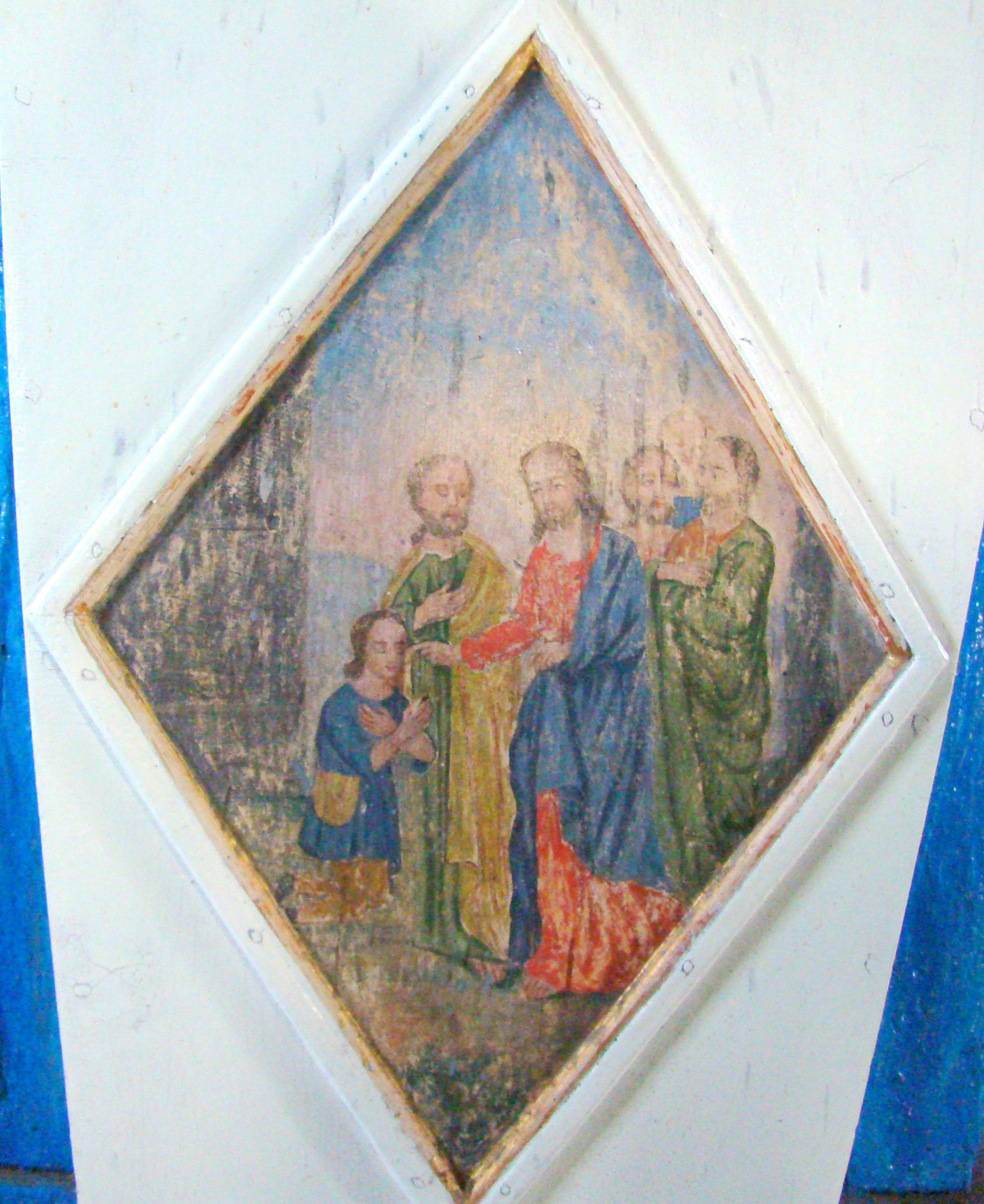
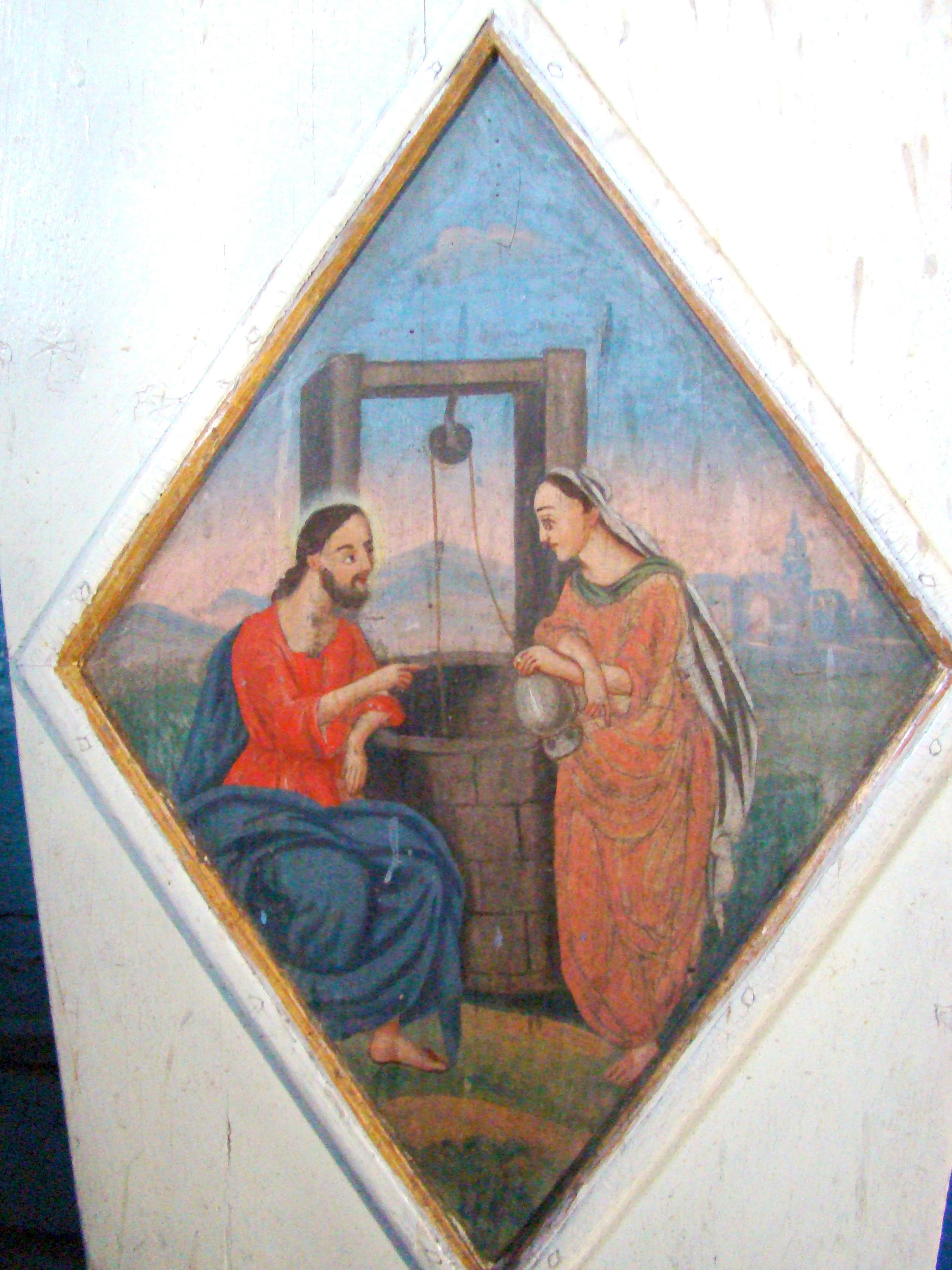
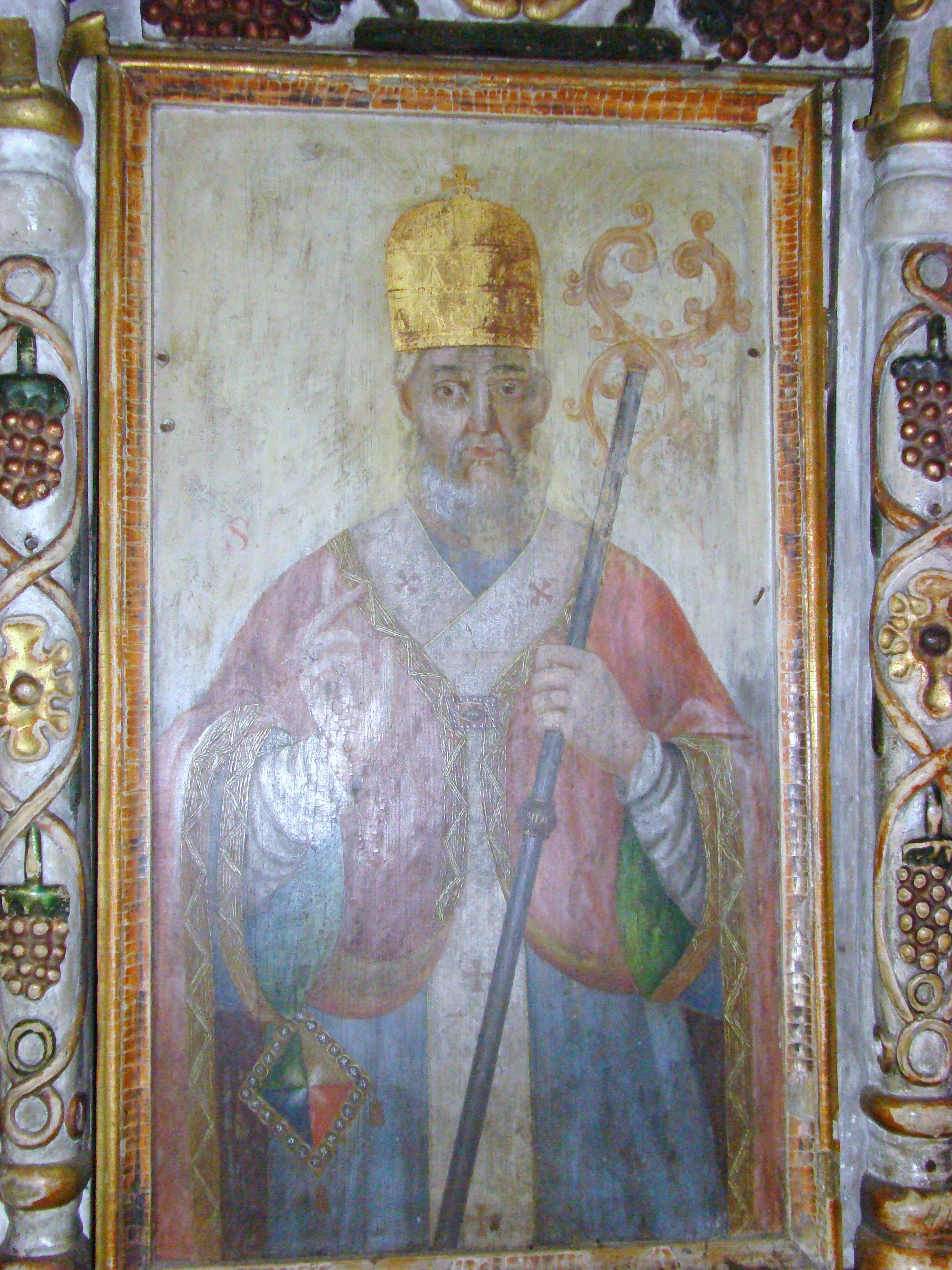
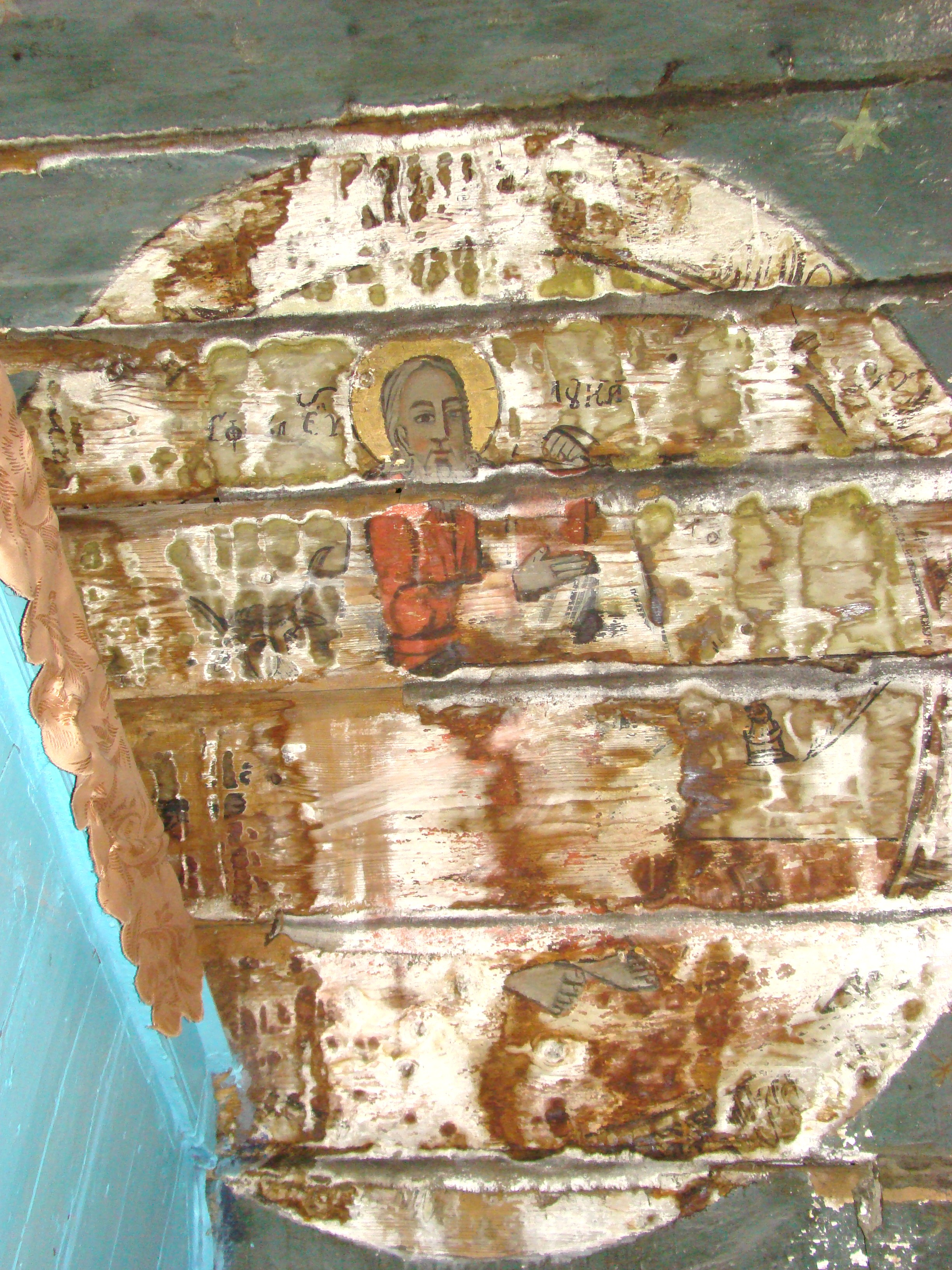
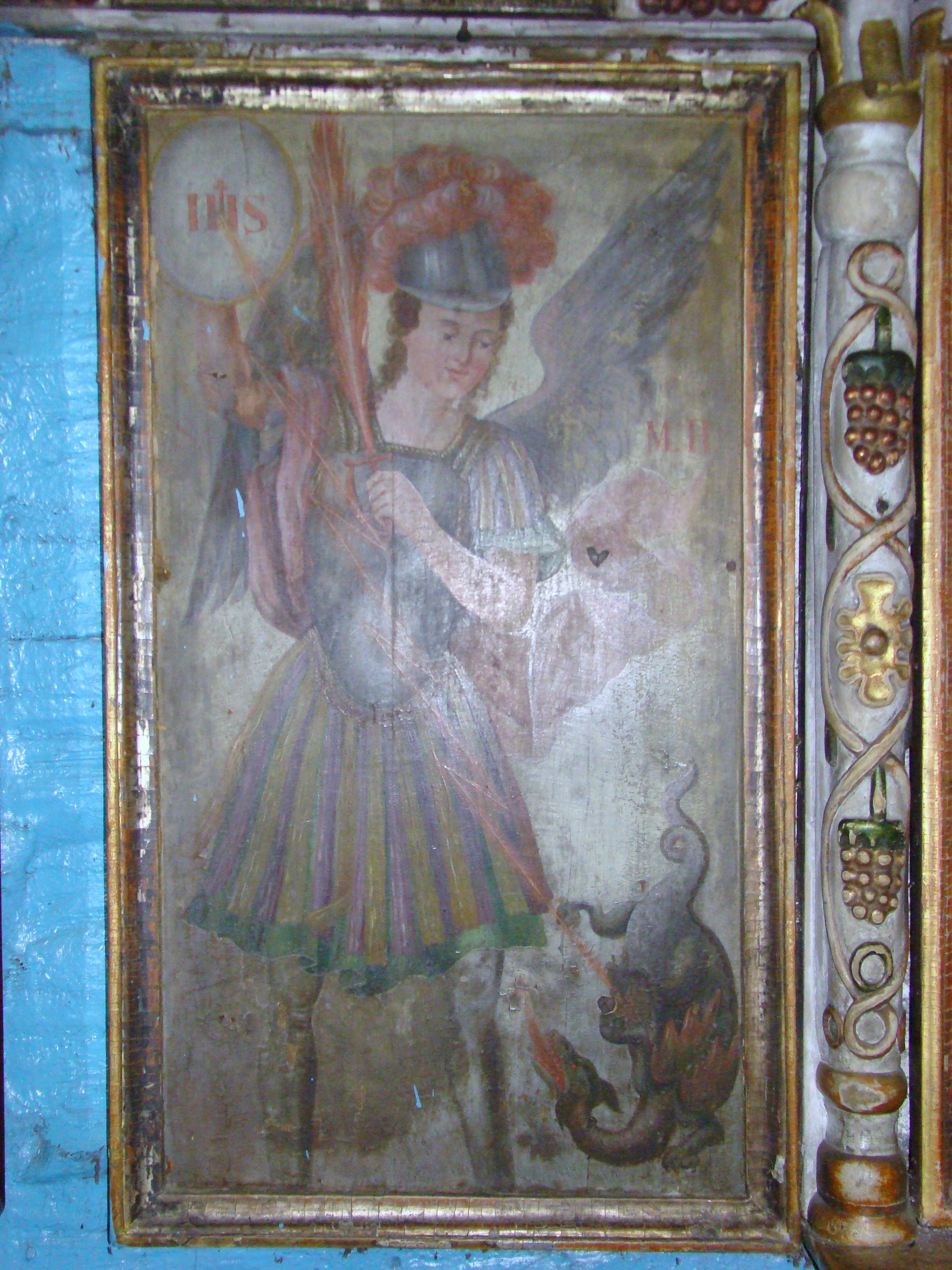
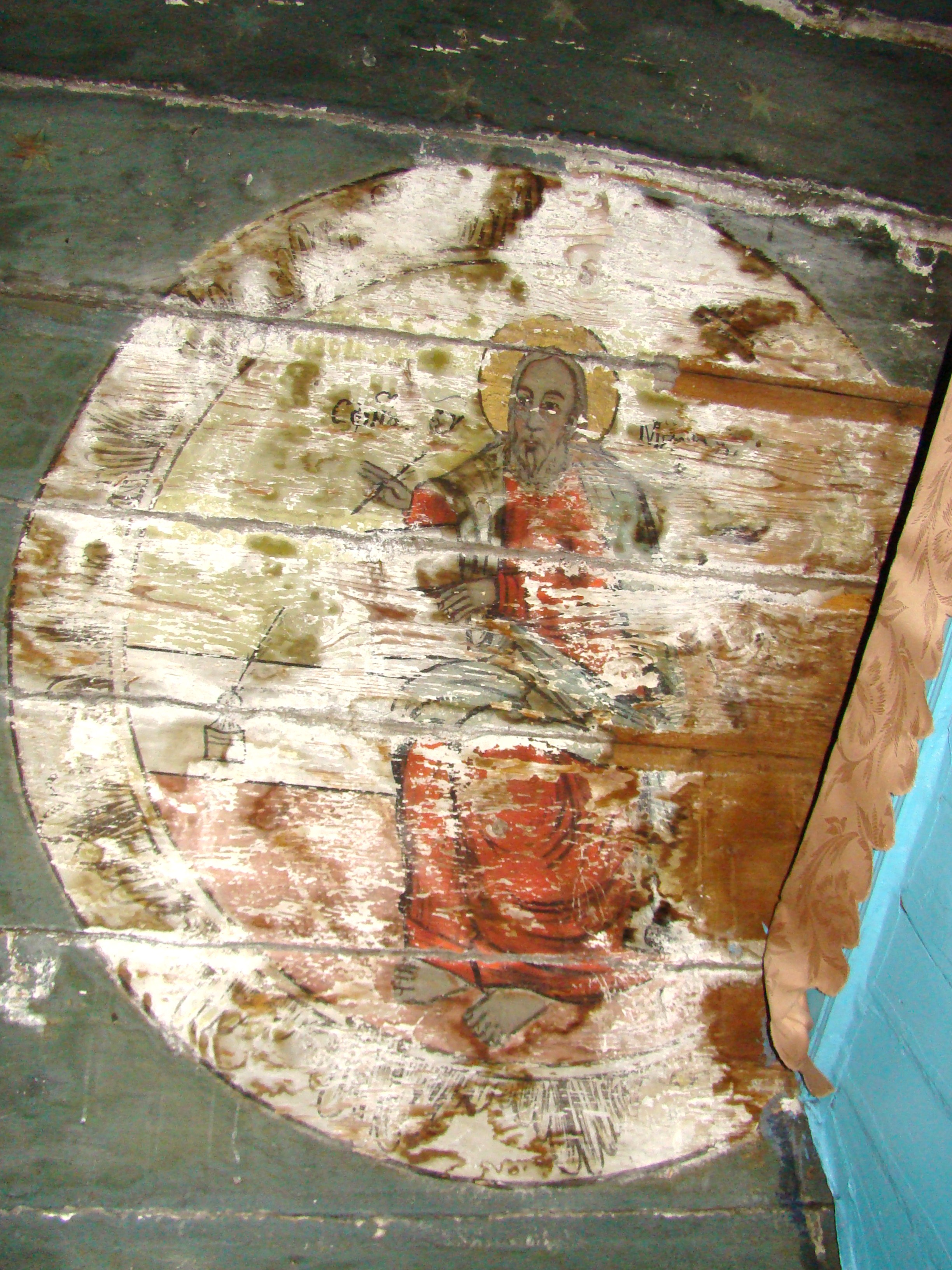
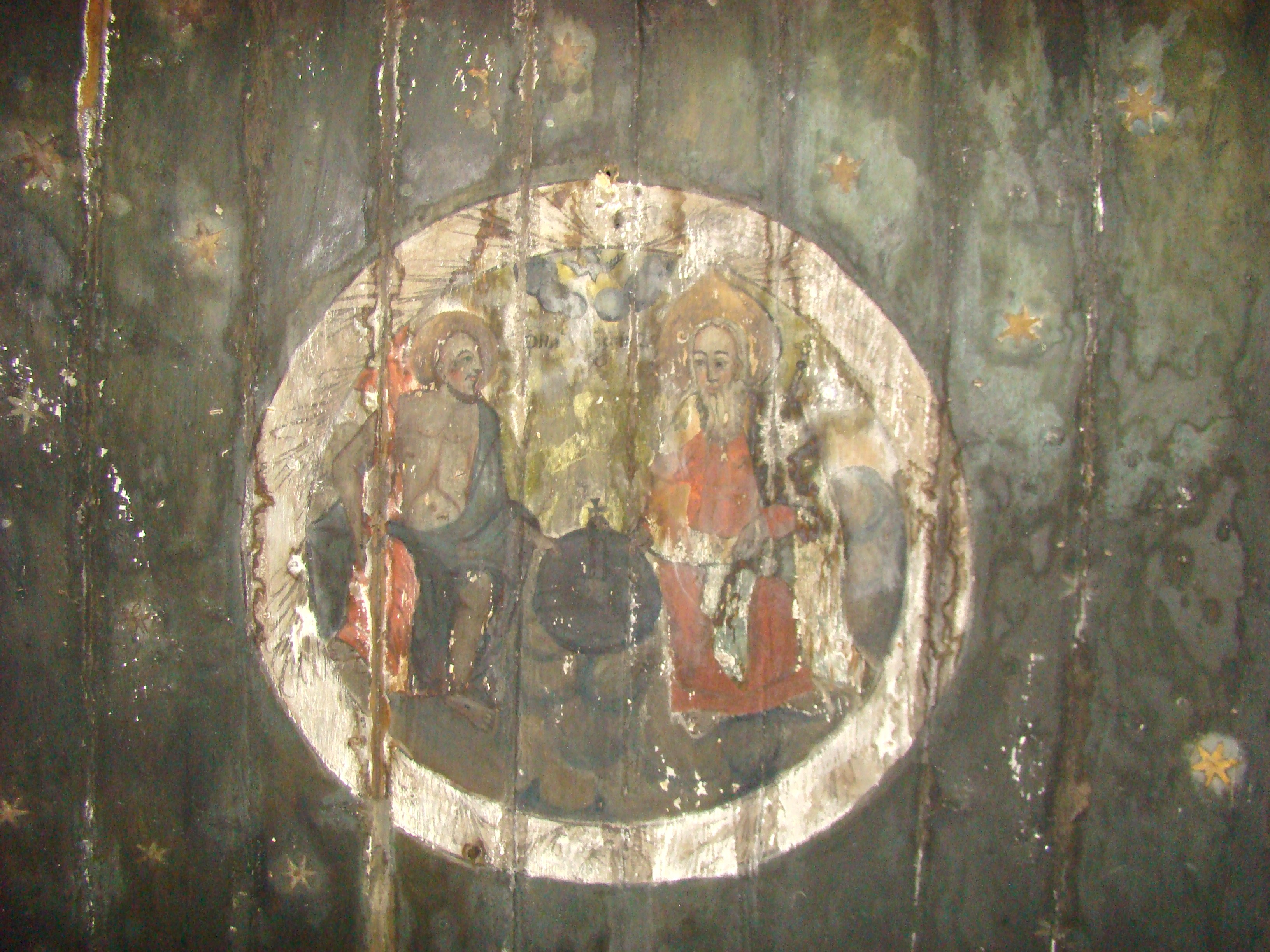
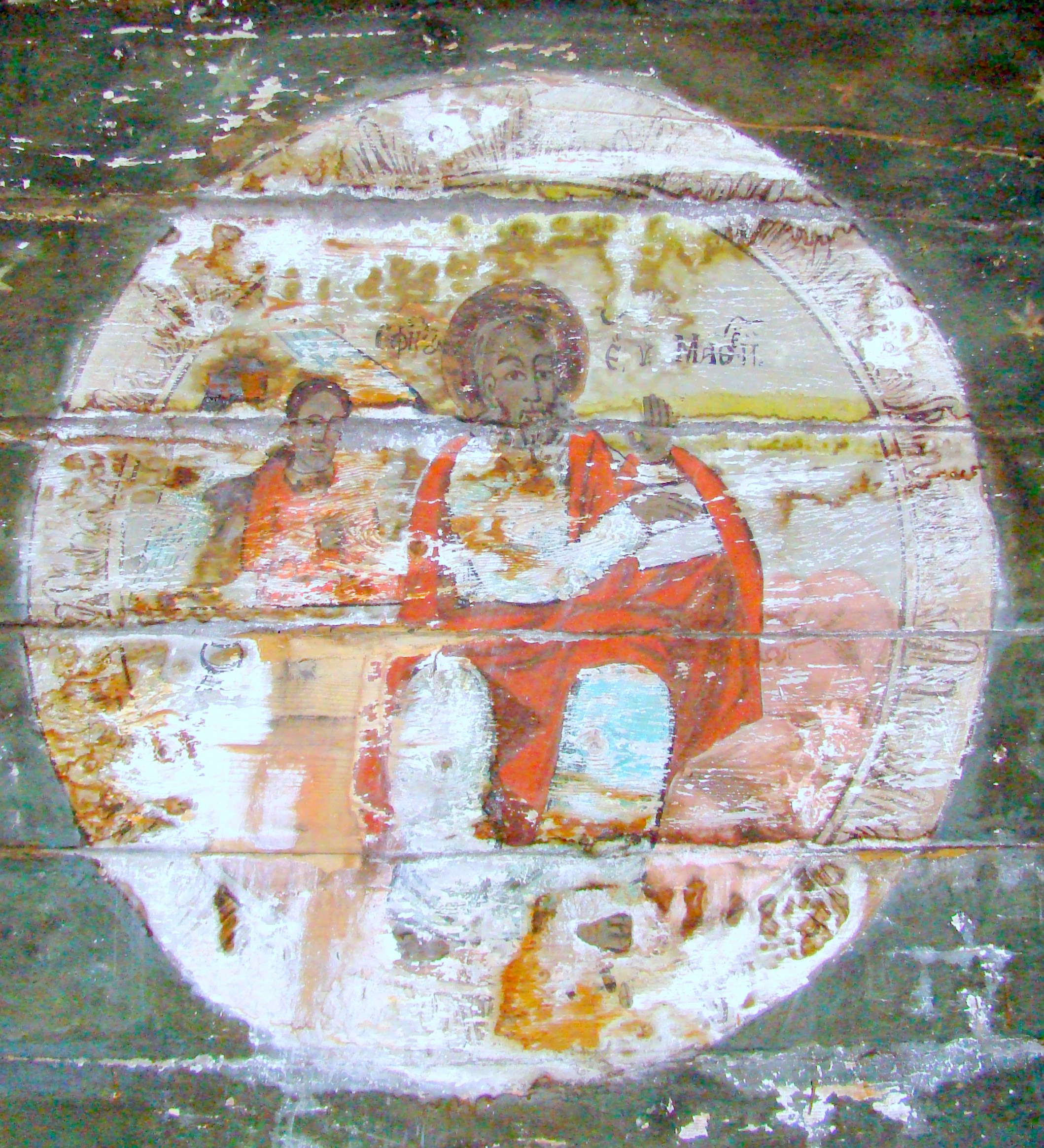
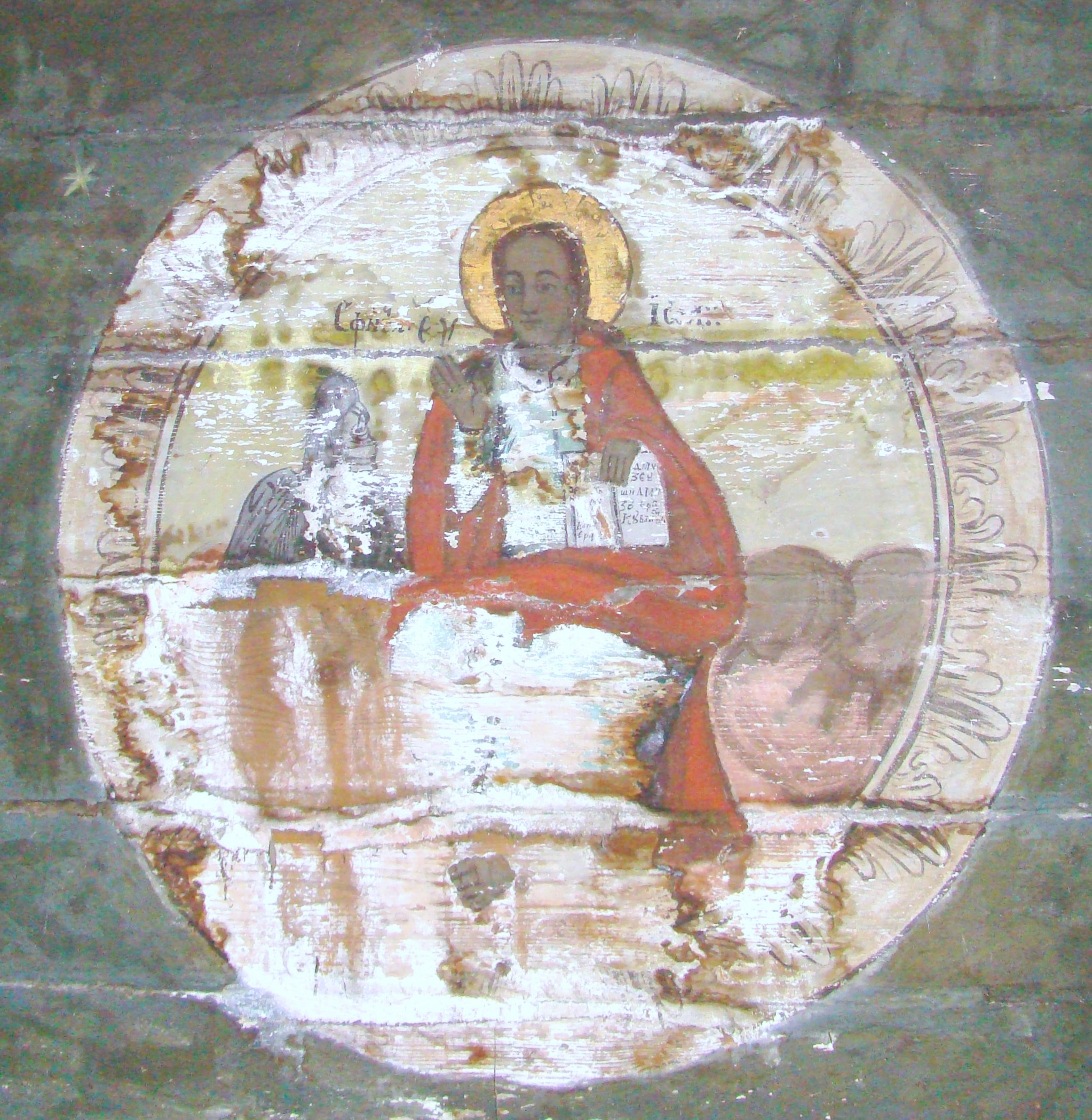
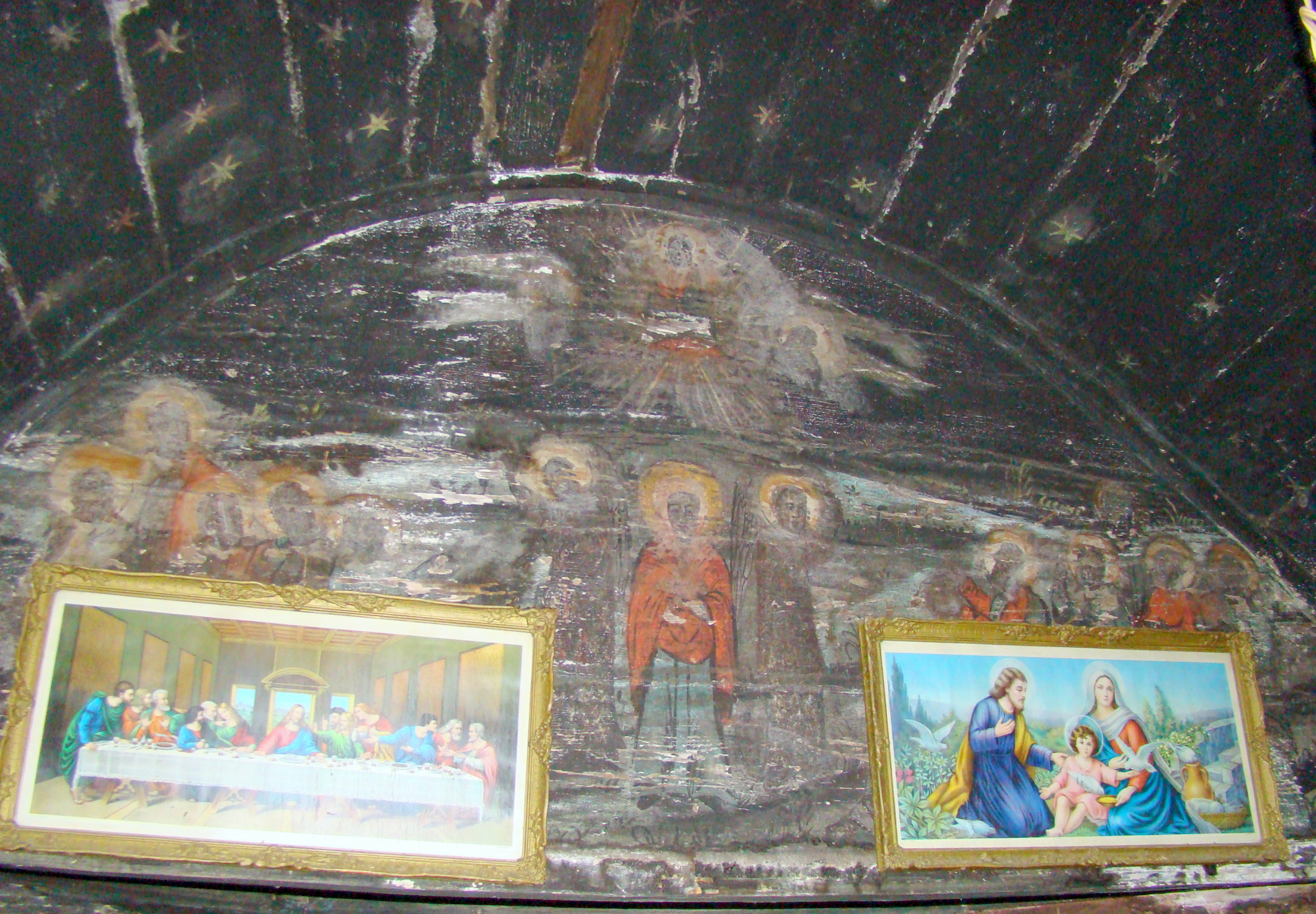
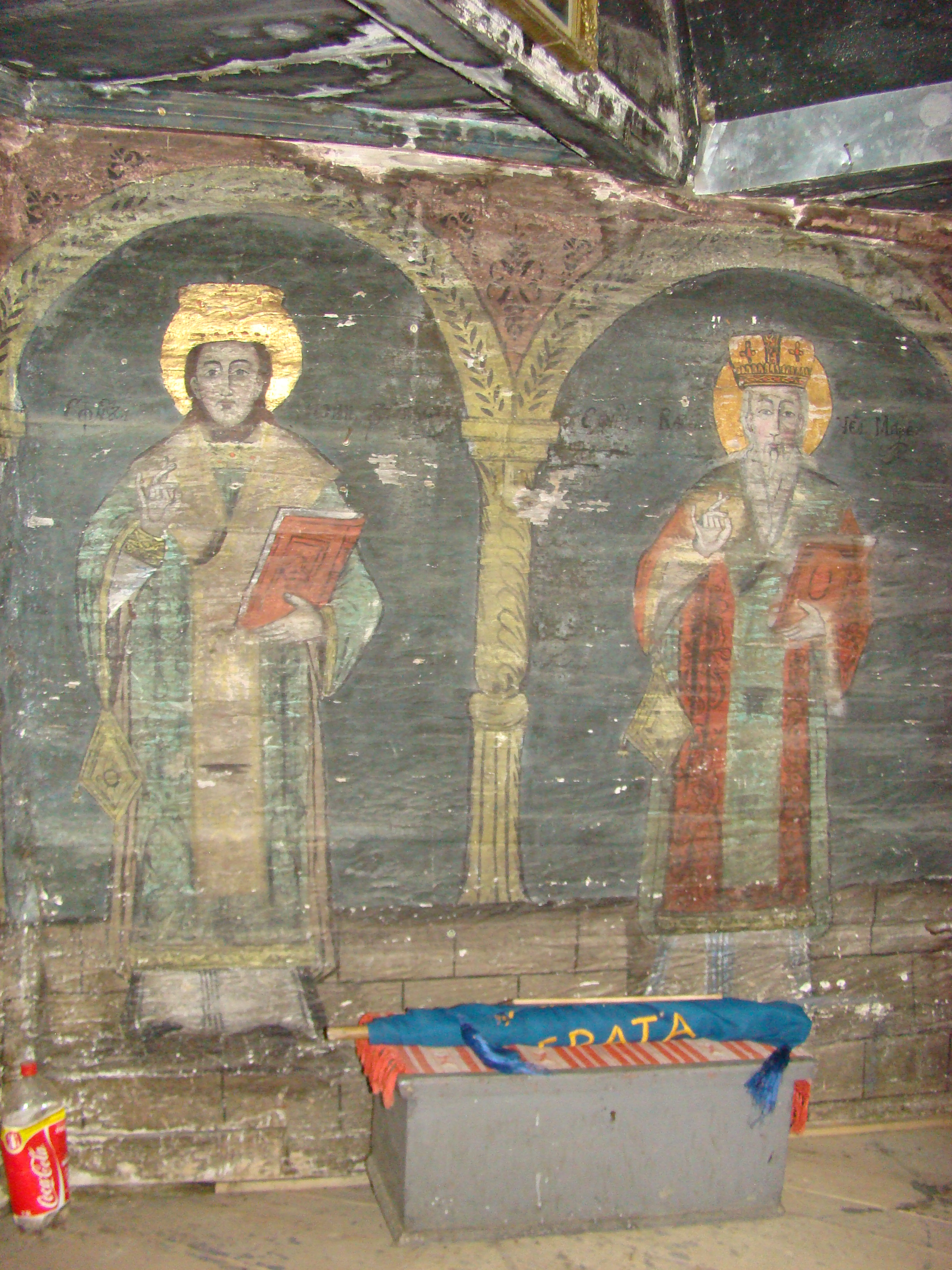
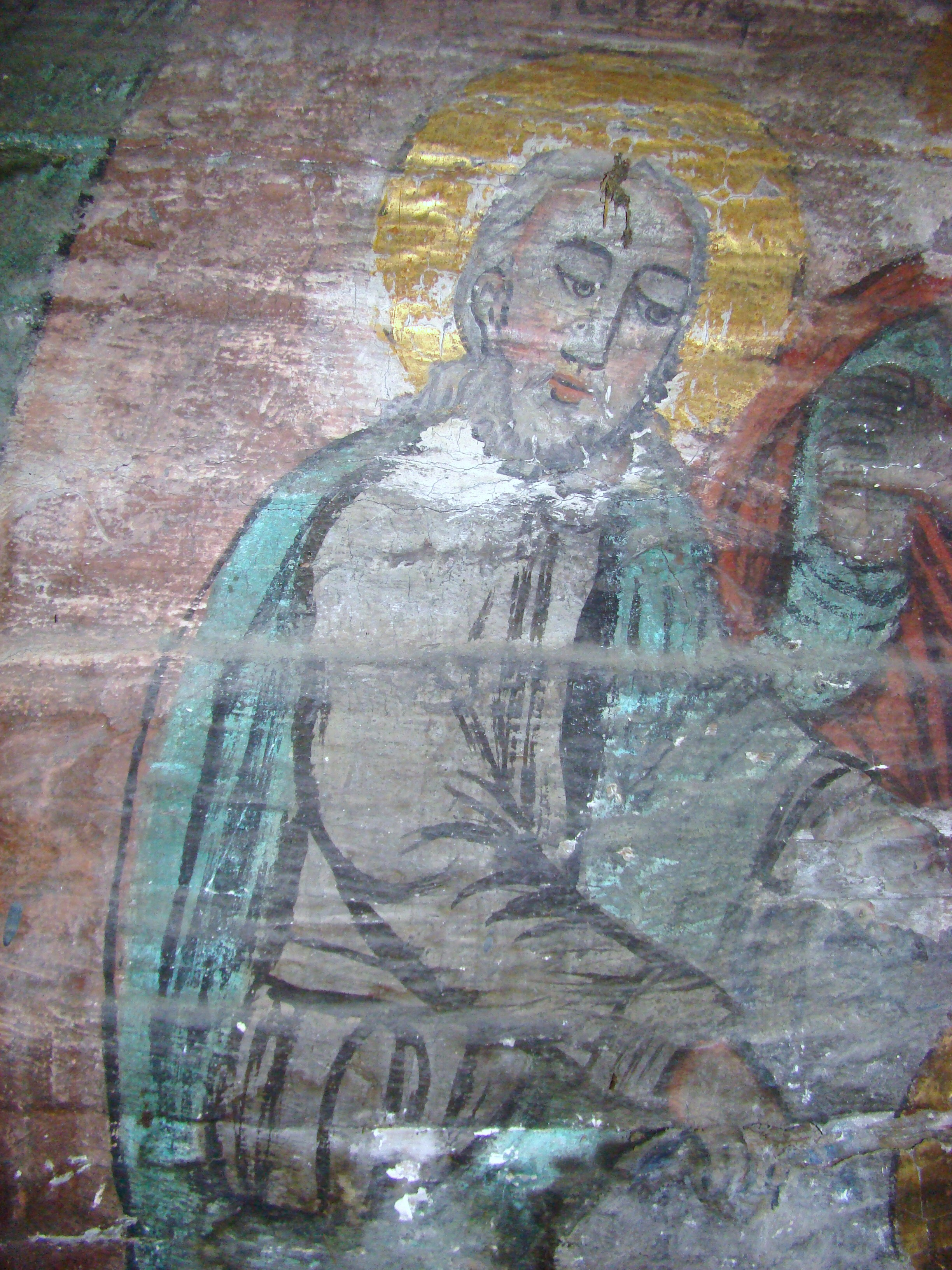
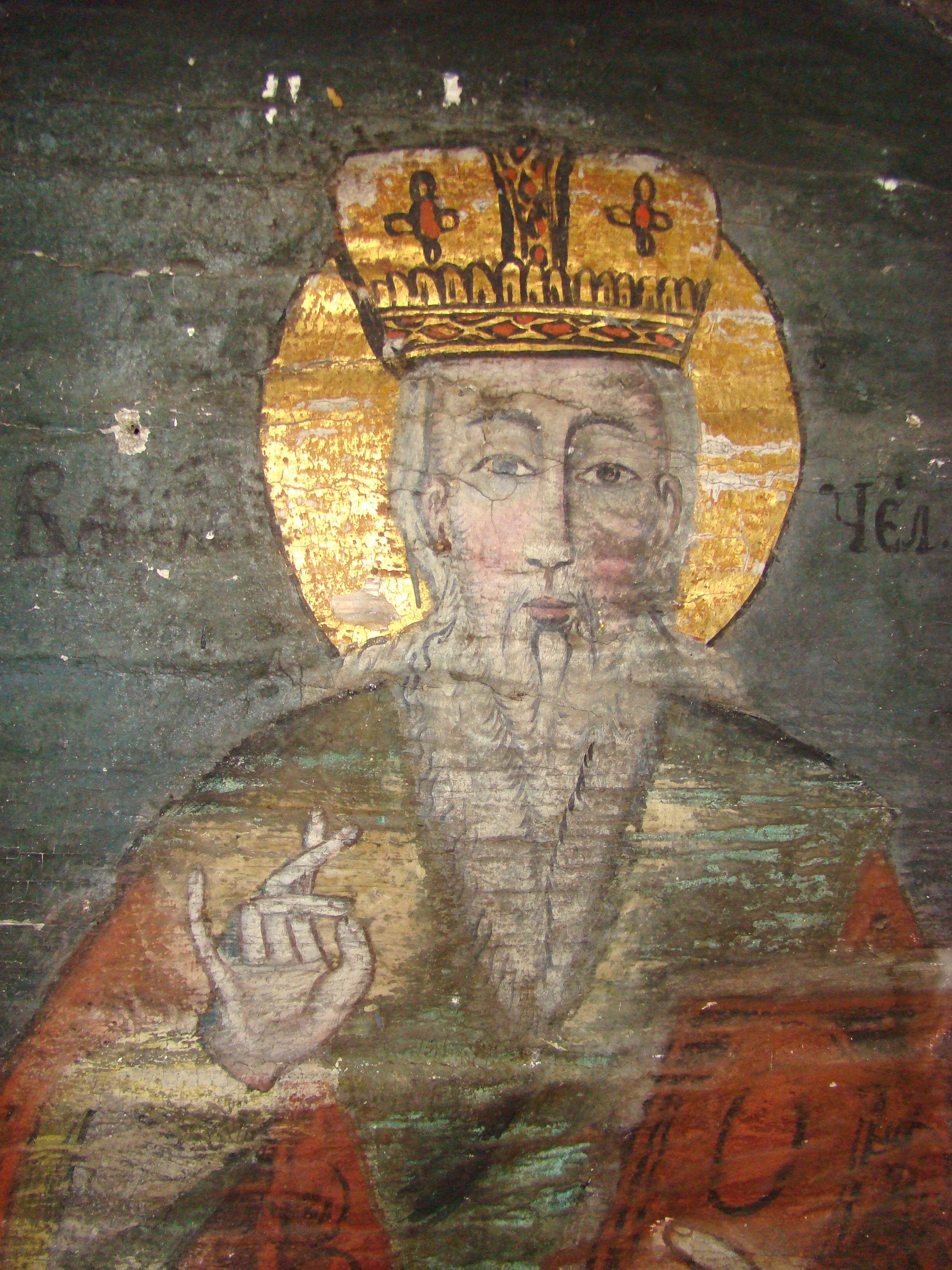
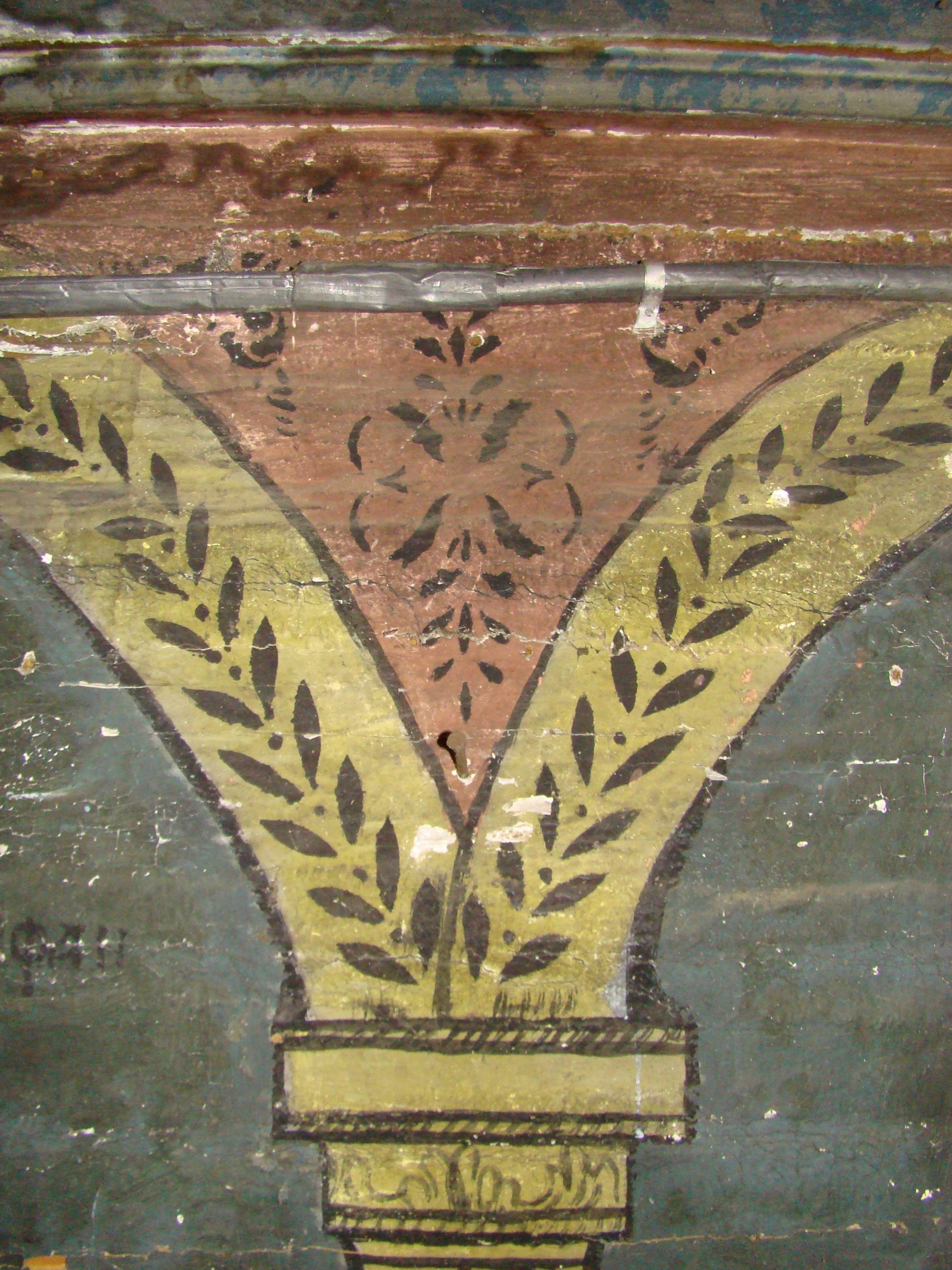
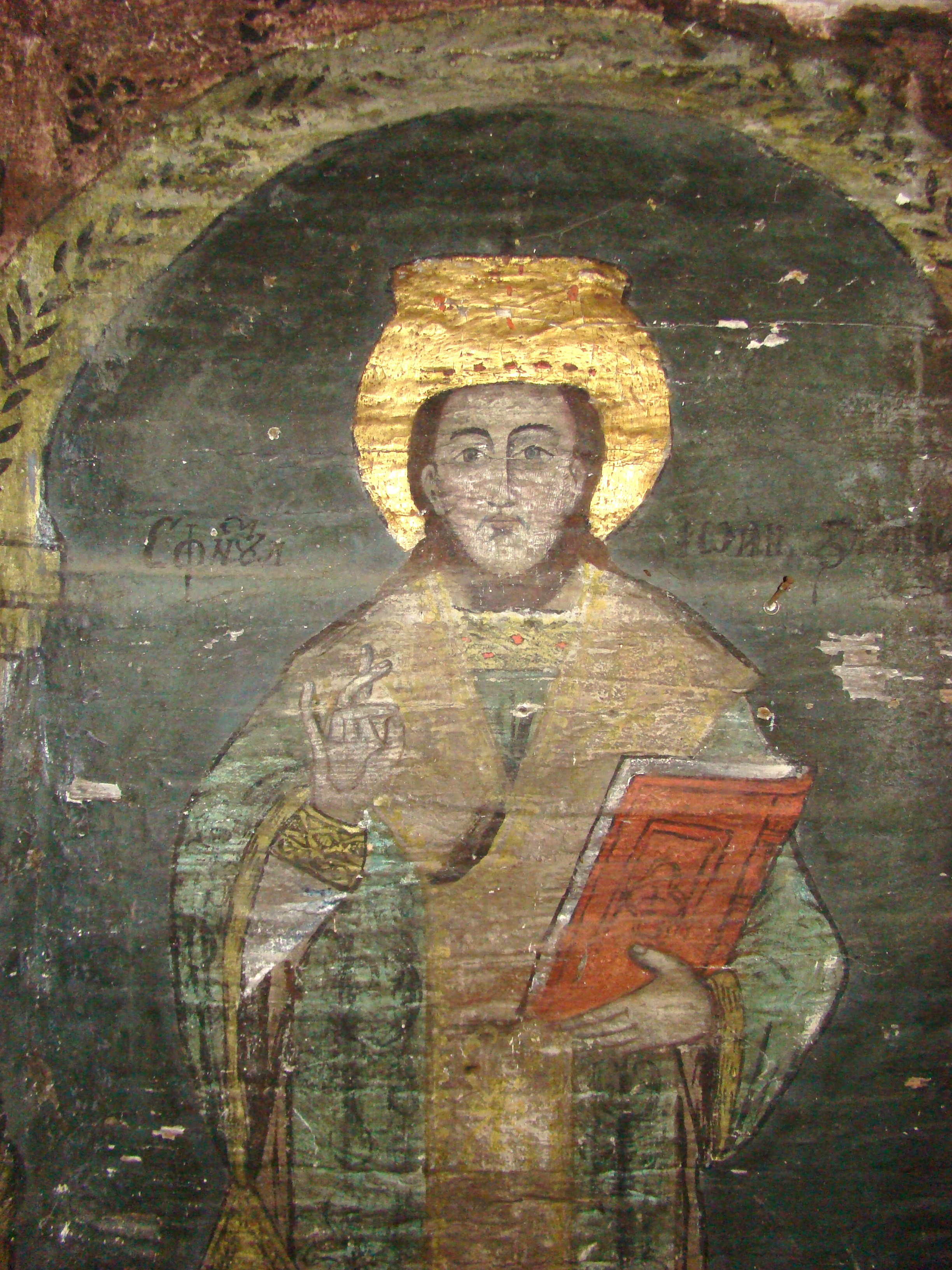
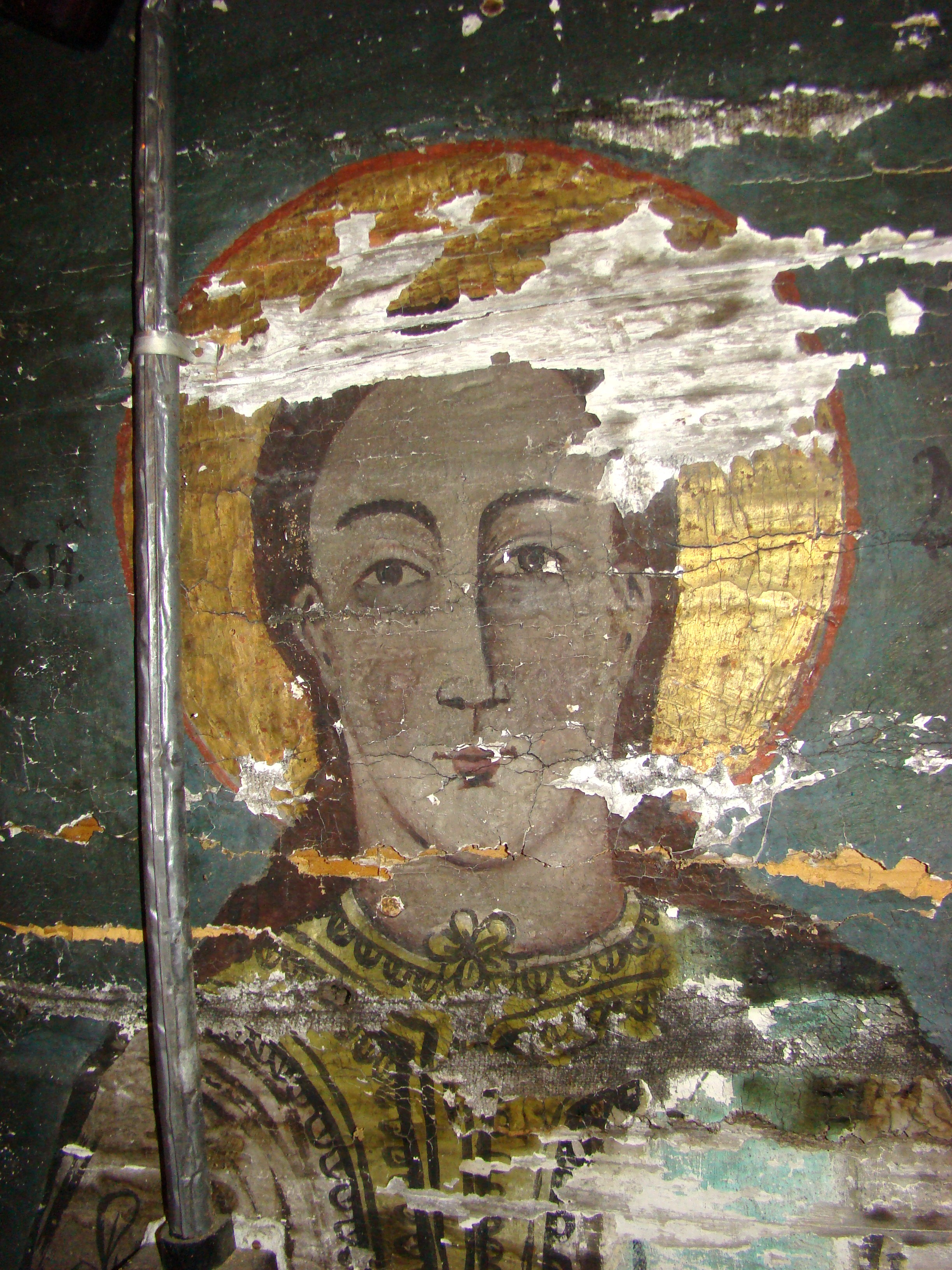
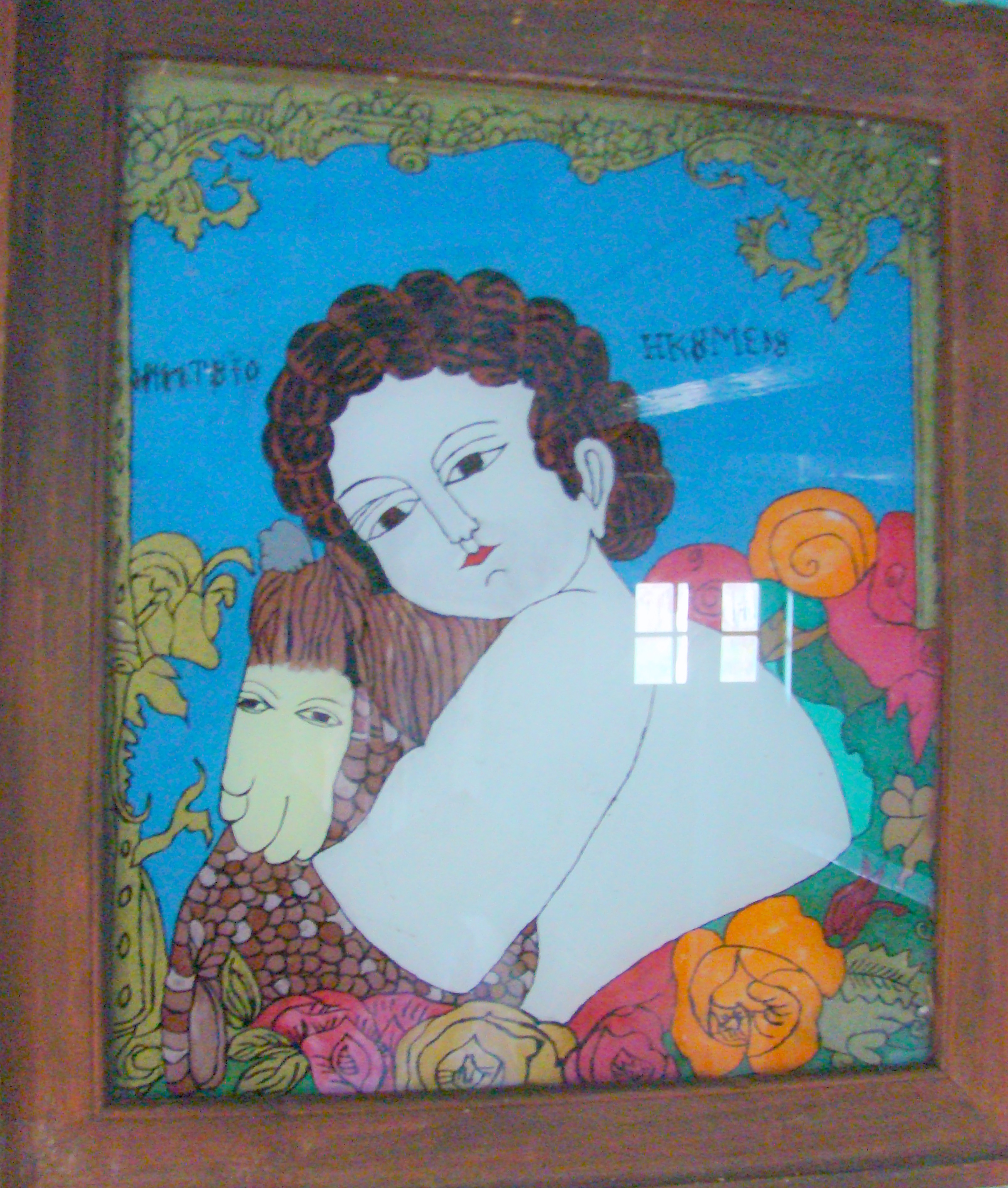
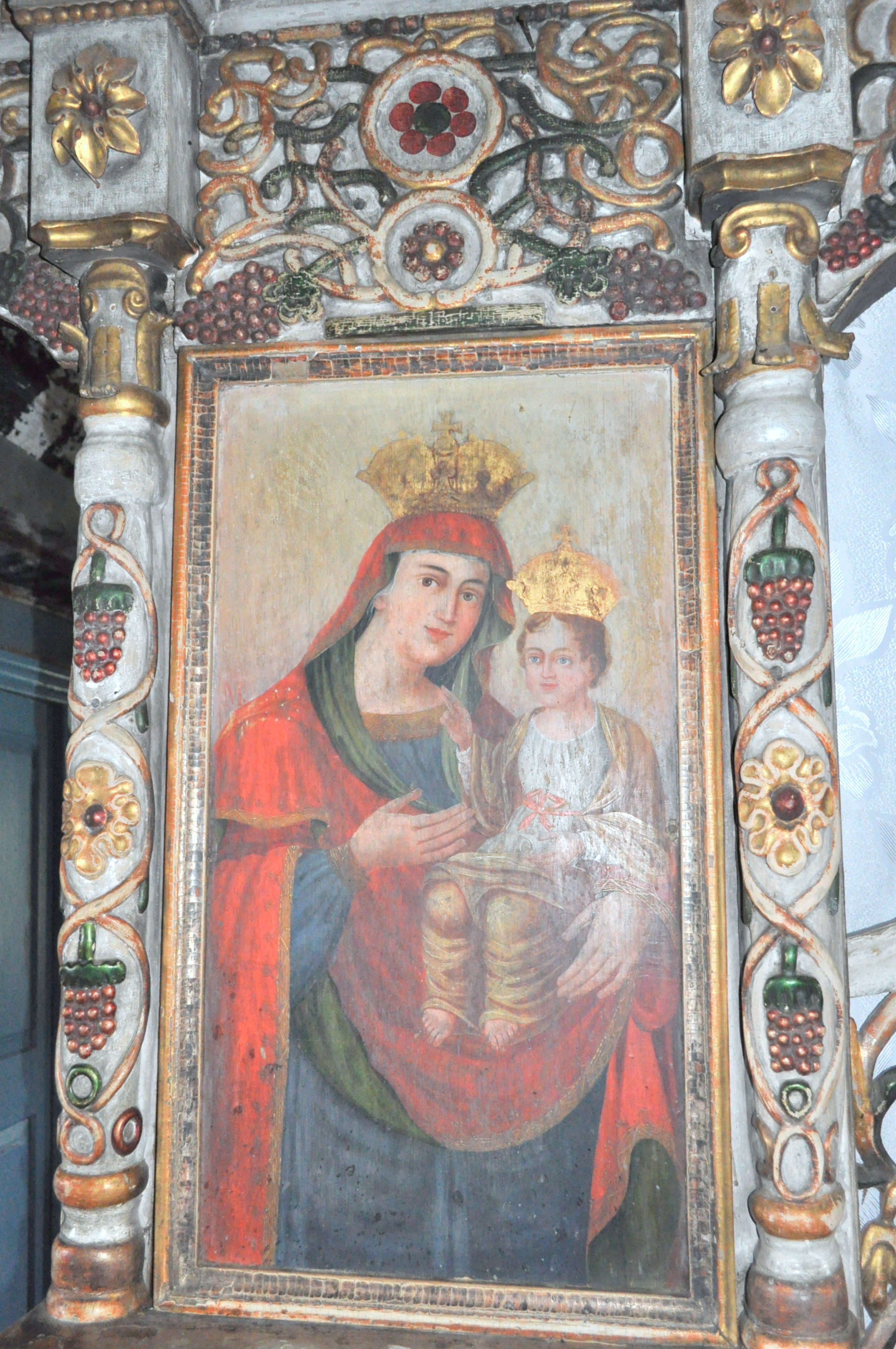
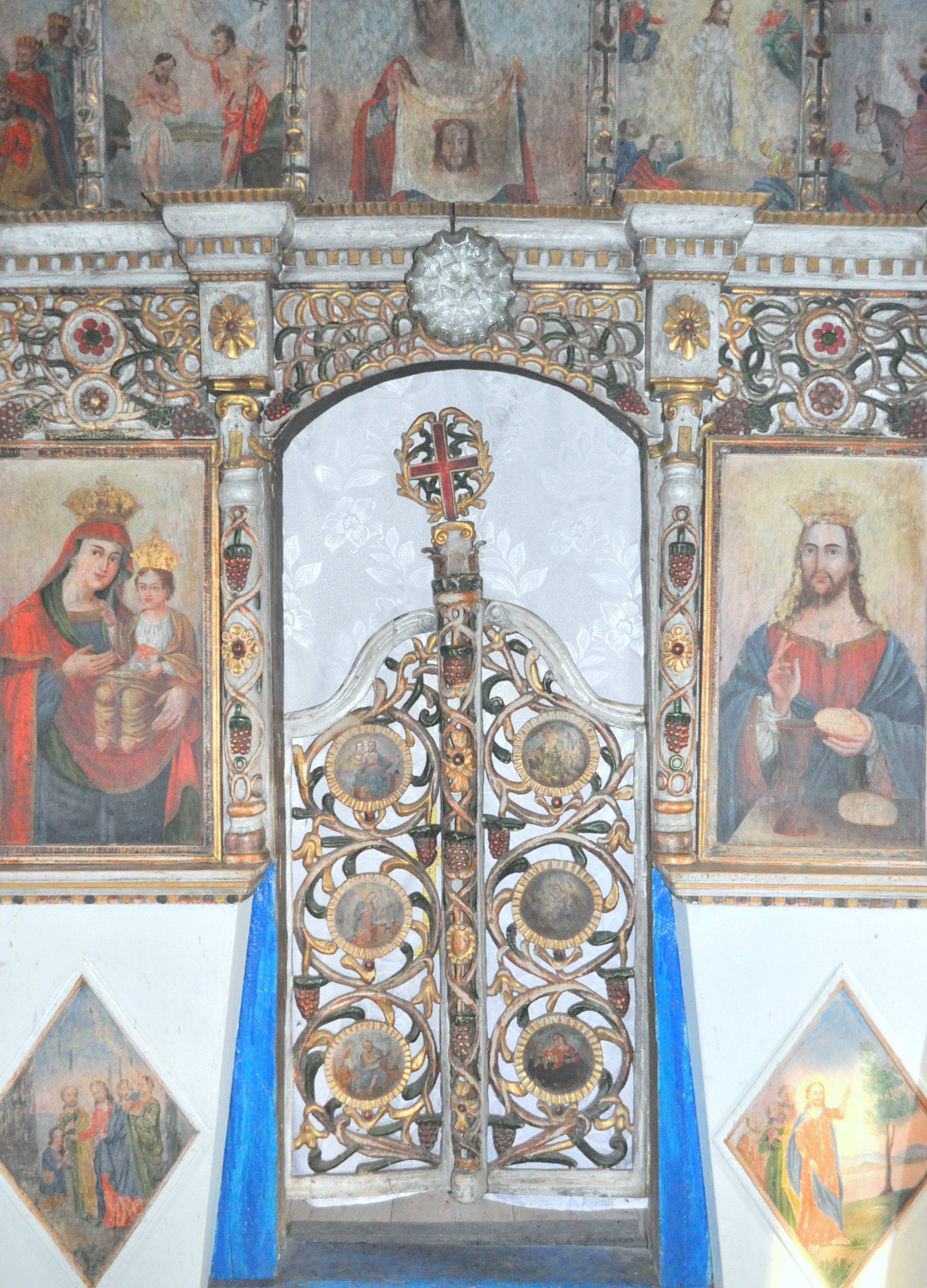
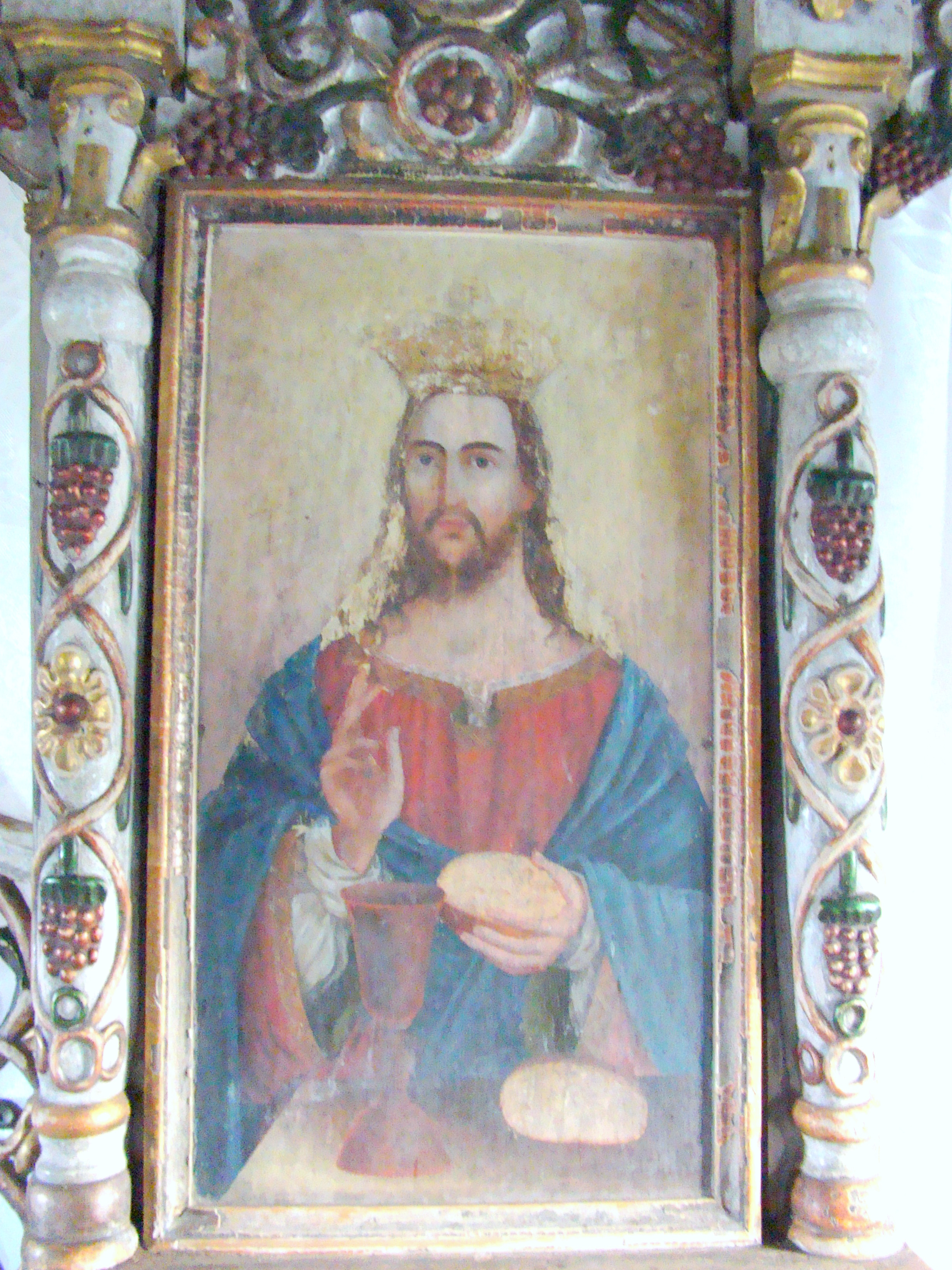
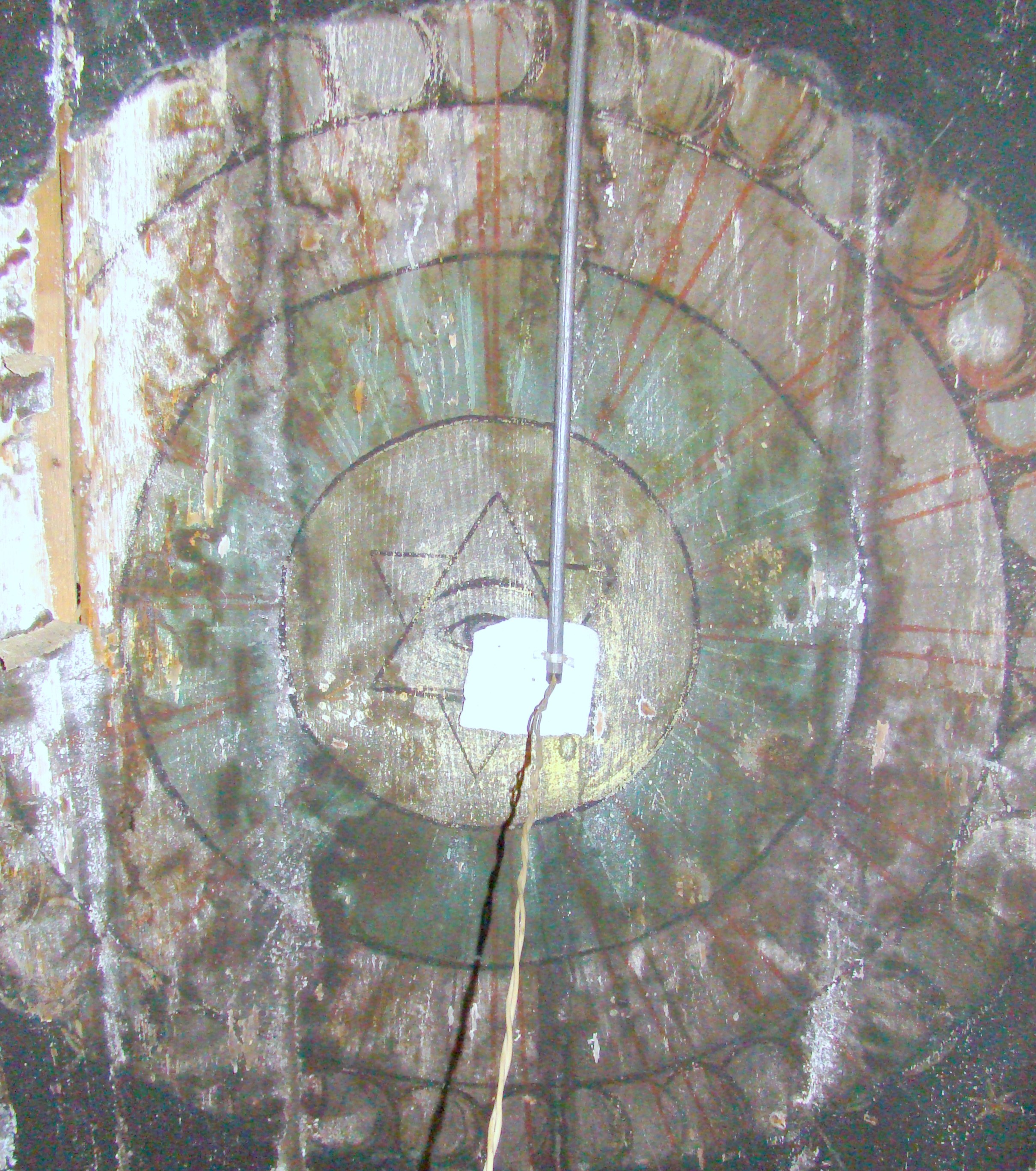